# Boeing B-52 Stratofortress
Vous lisez un « bon article » labellisé en 2017.
Pour les articles homonymes, voir B52 et BUFF.
Le Boeing B-52 Stratofortress est un bombardier stratégique subsonique à réaction et à long rayon d'action mis en service en 1955 dans l'United States Air Force (USAF). La société Boeing, qui l'a conçu et construit, participe encore à sa maintenance et à son amélioration. Il peut transporter jusqu'à 31 500 kg de munitions air-sol et parcourir plus de 14 000 km sans ravitaillement. Pour le bombardement tactique, il utilise des bombes guidées laser, des missiles de croisière, des missiles antinavires et, en bombardement stratégique, des bombes nucléaires. En 2017, l'USAF maintient 76 appareils en service.
Le projet B-52 est lancé en 1946 à la suite d'un appel d'offres. Il consiste initialement en un avion à aile droite, motorisé par six turbopropulseurs, qui évolue pour finalement devenir le prototype YB-52 avec huit turboréacteurs et une voilure en flèche ; il effectue son premier vol en avril 1952. Construit dans le but d'emporter des armes nucléaires lors des missions de dissuasion de la guerre froide, le B-52 Stratofortress remplace le Convair B-36 Peacemaker et le Boeing B-47 Stratojet. Vétéran de plusieurs guerres, le B-52 n'a largué que des munitions conventionnelles en combat. Son nom officiel est rarement utilisé : il est mieux connu comme le « BUFF » dans le langage familier.
Le B-52 passe 60 ans de service continu avec son opérateur principal, l'USAF. Jusqu'à la désactivation du Strategic Air Command (SAC) en 1992, les bombardiers volent sous ses couleurs. Ils sont ensuite intégrés à l'Air Combat Command (ACC). En 2010, tous les B-52 sont transférés au nouveau Air Force Global Strike Command (AFGSC). Malgré l'avènement de nouveaux avions plus perfectionnés, tels que le B-1 Lancer à géométrie variable ou le B-2 Spirit furtif, il sert encore parce qu'il fournit des performances supérieures à de hautes vitesses subsoniques pour de faibles coûts d'exploitation. Après avoir reçu des améliorations entre 2013 et 2015, il est le bombardier américain ayant le meilleur taux de disponibilité. L'USAF prévoit de prolonger son service jusque dans les années 2050.

## Développement

### Origines

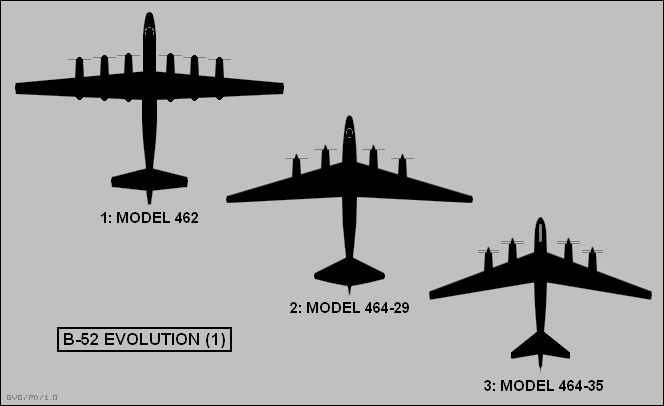
Modèles 462 (1946) à 464-35 (1948).

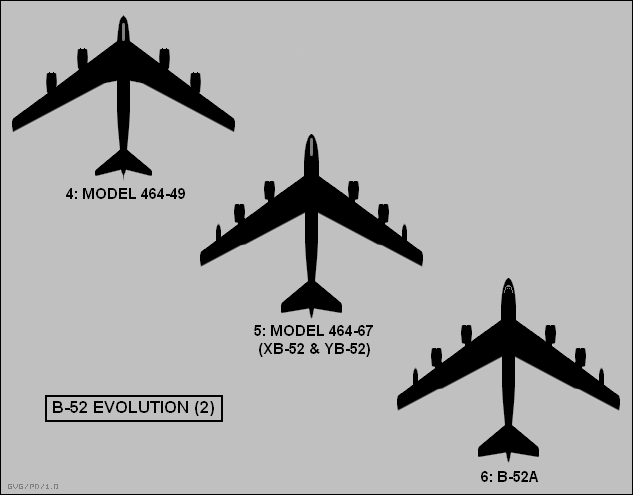
Modèles 464-49 (1949) au B-52A (1952).

Le 23 novembre 1945, l'Air Material Command (AMC) publie les caractéristiques de performances attendues pour un nouveau bombardier stratégique « capable de réaliser une mission stratégique sans dépendre des bases avancées et intermédiaires contrôlées par d’autres pays ». L'avion doit avoir un équipage d'au moins cinq mitrailleurs de tourelle et une équipe de relève de six hommes. Il doit pouvoir voler à 480 km/h à 10 400 m avec un rayon d'action de 8 000 km,. L'armement doit consister en un nombre non défini de canons de 20 mm et de 4 500 kg de bombes. Le 13 février 1946, l'Air Force lance un appel d'offres pour ces spécifications. Boeing, Consolidated Aircraft et Glenn L. Martin Company soumettent des projets,.
Le 5 juin 1946, le modèle 462 de Boeing est déclaré vainqueur,. C'est un avion à aile droite motorisé par six turbopropulseurs Wright XT35 qui doivent développer chacun plus de 5 500 ch ; il doit avoir une masse brute de 163 000 kg et un rayon d'action de 5 010 km,. Le 28 juin, Boeing reçoit un contrat de 1,7 million de dollars pour construire une maquette à taille réelle du nouveau XB-52 et effectuer l'ingénierie ainsi que les essais préliminaires. Cependant, en octobre 1946, l'Air Force commence à exprimer ses préoccupations concernant la taille du nouvel avion et son incapacité à atteindre les exigences de conception requises. En réponse, Boeing produit le modèle 464, une version plus petite à quatre moteurs avec une masse totale de 104 000 kg, brièvement considérée comme acceptable,.
Par la suite, en novembre 1946, le chef adjoint du personnel de l'air pour la recherche et le développement, le général Curtis LeMay, exprime son désir d'une vitesse de croisière de 645 km/h, auquel Boeing répond avec un appareil de 136 000 kg. En décembre 1946, la société est invitée à changer son projet pour un bombardier quadrimoteur avec une vitesse maximale de 645 km/h, une distance franchissable de 19 300 km et la capacité d'emport d'une arme nucléaire ; au total, l'appareil doit peser plus de 220 000 kg. Boeing répond avec deux modèles à turbopropulseurs T35. Le modèle 464-16 est un bombardier « seulement nucléaire » avec une charge utile de 4 500 kg, tandis que le modèle 464-17 est un bombardier d'usage général qui embarque une charge utile de plus de 40 800 kg,,. En raison des coûts liés à l'achat de deux appareils spécialisés, l'Air Force choisit le modèle 464-17 en s'arrangeant pour qu'il puisse être adapté aux frappes nucléaires.
En juin 1947, les exigences militaires sont réactualisées et le modèle 464-17 répond à toutes sauf le rayon d'action. Il devient évident pour l'Air Force que, même avec les performances révisées, le XB-52 serait obsolète au moment où il entrerait en production et n'offrirait qu'un petit progrès par rapport au Convair B-36 ; en conséquence, le projet entier est reporté de six mois. Pendant ce temps, Boeing continue de perfectionner le projet, qui devient le modèle 464-29 avec une vitesse maximale de 730 km/h et un rayon d'action de 8 000 km. En septembre 1947, le Heavy Bombardment Committee est convoqué pour établir les conditions requises de performance pour une bombe nucléaire. Formalisées le 8 décembre 1947, les conditions exigent une vitesse maximale de 800 km/h et un rayon d'action de 13 000 km, bien au-delà des capacités du 464-29,.
L'annulation du contrat le 11 décembre 1947 est évitée par un appel du président de Boeing, William McPherson Allen, au secrétaire à la Force aérienne Stuart Symington,. Allen soutient que le modèle peut être adapté aux nouvelles technologies de l'aviation et à des exigences plus strictes. En janvier 1948, Boeing est chargé d'explorer minutieusement les innovations technologiques récentes, dont le ravitaillement en vol et l'aile volante. Constatant les problèmes de stabilité et de contrôle que Northrop rencontre avec ses ailes volantes YB-35 et YB-49, Boeing poursuit avec un appareil conventionnel et, en avril 1948, il présente un projet, au coût de 30 millions de dollars (294 M$ en 2014), de conception, de construction et d'essais de deux prototypes 464-35. Le 464-35 présente des similarités avec le futur bombardier stratégique Tupolev Tu-95 construit par l'Union soviétique,. Des révisions ultérieures, au cours de l'année 1948, conduisent à un appareil capable de voler à 825 km/h à 10 700 m, avec une distance franchissable de 11 125 km et une masse brute de 125 000 kg dont 4 500 kg de bombes et 75 225 L de carburant,.

### Travail de conception

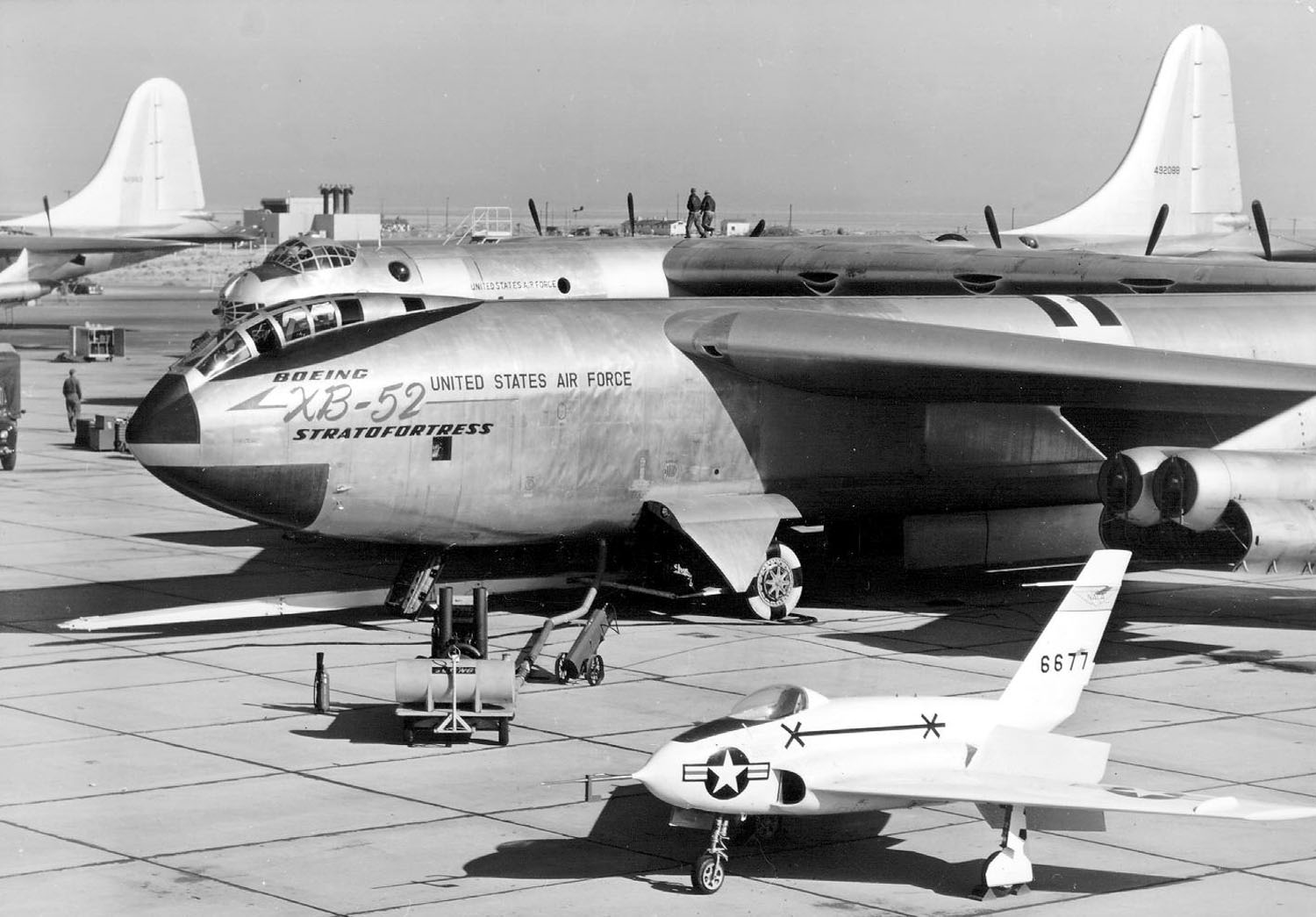
Prototype XB-52 sur le tarmac avec un X-4 au premier plan. On peut apercevoir un B-36 en arrière-plan.

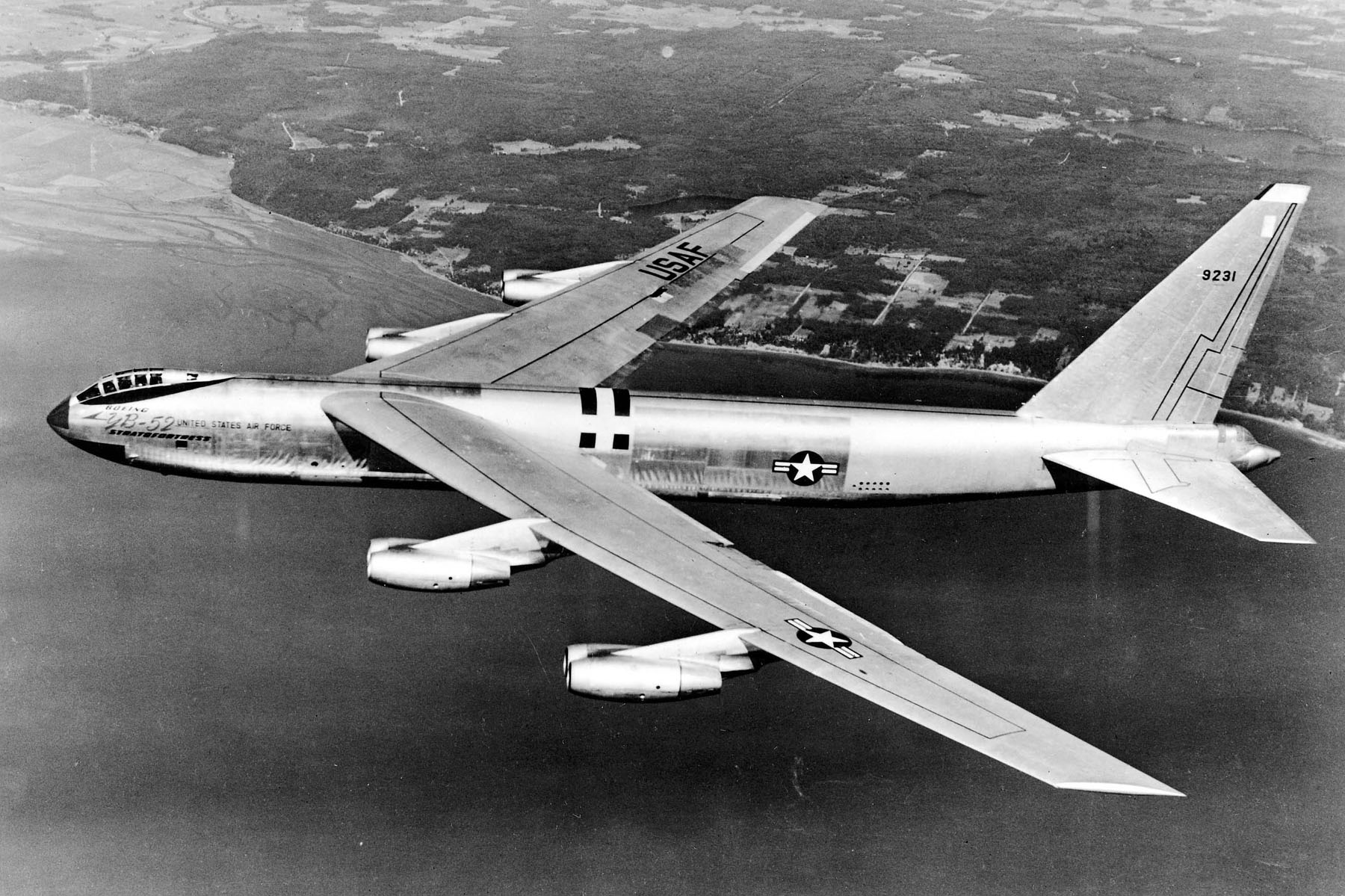
Vue latérale du bombardier YB-52 ; il dispose d'une verrière en bulle, semblable à celle du B-47.

En mai 1948, l'AMC demande à Boeing d'incorporer le moteur à réaction, précédemment écarté, mais maintenant plus efficace énergétiquement. Ceci conduit la société à développer une révision — en juillet 1948, sur le modèle 464-40, les turbopropulseurs sont remplacés par des turboréacteurs Westinghouse J40. Les ingénieurs de Boeing présentent l'étude du modèle 464-40 à l'agent de projet de l'Air Force qui accueille favorablement le projet. Toutefois, le gouvernement est toujours préoccupé par l'importante consommation de carburant des réacteurs de l'époque, et impose à Boeing de garder le modèle 464-35 à turbopropulseurs comme base du XB-52. Le chef adjoint du Staff for Material, le général Howard A. Craig, bien que reconnaissant que la propulsion par réacteurs représente l'avenir, n'est pas enthousiaste vis-à-vis d'un B-52 à réaction ; il considère alors que le moteur à réaction n'a pas fait suffisamment de progrès pour permettre de sauter l'étape intermédiaire des turbopropulseurs. Cependant, Boeing est encouragé à continuer les études pour un avion à turboréacteurs, bien qu'aucun engagement pour une propulsion par réacteurs ne puisse être attendu,.
Le jeudi 21 octobre 1948, les ingénieurs de Boeing George S. Schaider, Art Carlsen et Vaughn Blumenthal présentent le modèle d'un bombardier à quatre turbopropulseurs au chef du développement des bombardiers, le colonel Pete Warden. Warden est déçu par le projet et demande si l'équipe de Boeing peut présenter un modèle d'avion quadriréacteur. Rejoints par Ed Wells, le vice-président d'ingénierie de Boeing, les ingénieurs travaillent la nuit à l'hôtel Van Cleve à Dayton, dans l'Ohio, et conçoivent un modèle de bombardier à quatre réacteurs. Le vendredi, le colonel Warden analyse les informations et demande un meilleur modèle. À son retour à l'hôtel, l'équipe de Boeing est rejointe par Bob Withington et Maynard Pennell, deux des meilleurs ingénieurs de Boeing qui se trouvent dans la ville pour d'autres affaires.
À la fin de la nuit, le samedi matin, ce qu'ils ont dessiné est un avion presque entièrement nouveau, désigné 464-49. Il est basé sur le B-47 Stratojet avec une flèche de voilure de 35°, huit réacteurs montés par paires dans quatre nacelles sous les ailes, et un train d'atterrissage bicycle avec des balancines de stabilisation placées aux extrémités des ailes. Le cockpit est en tandem, avec le pilote, le copilote et le navigateur installés l'un derrière l'autre. Une caractéristique notable du train d'atterrissage est sa capacité à pivoter de 20° par rapport à l'axe de l'avion, afin de faciliter les atterrissages par vent de travers. Après être allé dans un magasin de modélisme, Schairer commence à construire une maquette. Le reste de l'équipe se concentre sur la masse et les performances. Wells, qui est aussi un artiste expérimenté, complète les dessins de l'avion. Le dimanche, un sténographe est embauché pour taper une copie propre de la documentation. Le lundi, Schairer présente au colonel Warden une documentation de 33 pages résumant précisément le projet et une maquette à l'échelle, de 35 cm,. L'appareil est prévu pour dépasser toutes les caractéristiques de conception.
En avril 1949, bien que l'inspection de la maquette grandeur nature soit dans l'ensemble positive, la distance franchissable redevient une préoccupation puisque les turboréacteurs J40 et les premières versions du J57 ont une consommation excessive. Malgré les discussions sur une autre révision des caractéristiques ou même sur un concours de conception parmi les constructeurs, le général LeMay, alors responsable du Strategic Air Command, met l'accent sur le fait que les performances ne doivent pas être compromises par des retards dans le développement des moteurs,. Dans une dernière tentative d'augmenter le rayon d'action, Boeing créé le modèle 464-67, plus grand ; il indique qu'une fois en production, le rayon d'action peut être encore augmenté via des modifications ultérieures. Le 14 février 1951, à la suite de plusieurs interventions directes de LeMay, Boeing reçoit un contrat de production pour 13 B-52A et 17 nacelles de reconnaissance amovibles. La dernière modification — également à la demande du général LeMay — est le remplacement du cockpit en tandem hérité du B-47 par un cockpit côte à côte, plus conventionnel ; le copilote devient plus opérant et la fatigue de l'équipage est réduite. Les deux prototypes XB-52 sont équipés du cockpit en tandem avec une verrière en bulle.

### Essais
Le 29 novembre 1951, le premier prototype XB-52 sort de l'usine d'assemblage pour rejoindre l'aéroport Boeing-Comté de King (Boeing Field), situé juste à côté de l'usine ; il est alors recouvert de bâches et le déplacement a lieu pendant la nuit, par crainte d'espionnage,. Lors d'un essai de mise en pression, le système pneumatique de l'appareil connait une défaillance ; il en résulte une explosion qui endommage le bord de fuite de l'aile, ce qui nécessite d'importantes réparations et entraîne des retards. Le deuxième XB-52, modifié avec plus d'équipement opérationnel, est renommé YB-52 et sort d'assemblage le 15 mars 1952,. Le 15 avril 1952, c'est cet appareil qui effectue le premier vol d'un B-52,, avec Tex Johnston comme pilote, accompagné du lieutenant colonel Guy M. Townsend,,. L'avion décolle du Boeing Field, à Seattle, et se pose à Larson AFB après un vol dont la durée varie de deux heures à deux heures et 51 minutes selon les sources,, ; Tex Johnston fait état, dans ses mémoires, d'un vol de 3 heures et 8 minutes. Le XB-52 vole le 2 octobre 1952,,. Le développement approfondi, avec 670 jours d'essais en soufflerie et 130 jours d'essais aérodynamiques et d'aéroélasticité, se solde par un premier vol réussi,. Enthousiaste, l'Air Force augmente sa commande à 282 B-52.

### Production et améliorations
| Année | Version du B-52 | Version du B-52 | Version du B-52 | Version du B-52 | Version du B-52 | Version du B-52 | Version du B-52 | Version du B-52 | Total |
| Année | A               | B               | C               | D               | E               | F               | G               | H               | Total |
| ----- | --------------- | --------------- | --------------- | --------------- | --------------- | --------------- | --------------- | --------------- | ----- |
| 1954  | 3               |                 |                 |                 |                 |                 |                 |                 | 3     |
| 1955  |                 | 13              |                 |                 |                 |                 |                 |                 | 13    |
| 1956  |                 | 35              | 5               | 1               |                 |                 |                 |                 | 41    |
| 1957  |                 | 2               | 30              | 92              |                 |                 |                 |                 | 124   |
| 1958  |                 |                 |                 | 77              | 100             | 10              |                 |                 | 187   |
| 1959  |                 |                 |                 |                 |                 | 79              | 50              |                 | 129   |
| 1960  |                 |                 |                 |                 |                 |                 | 106             |                 | 106   |
| 1961  |                 |                 |                 |                 |                 |                 | 37              | 20              | 57    |
| 1962  |                 |                 |                 |                 |                 |                 |                 | 68              | 68    |
| 1963  |                 |                 |                 |                 |                 |                 |                 | 14              | 14    |
| Total | 3               | 50              | 35              | 170             | 100             | 89              | 193             | 102             | 742   |

Le 9 juin 1952, le contrat de février 1951 est modifié et la commande porte désormais sur des avions avec de nouvelles caractéristiques ; seuls trois des 13 B-52A commandés sont construits. Les dix derniers, qui doivent être les premiers appareils à entrer en service, sont directement portés au standard B-52B. Le 18 mars 1954, le premier B-52A sort du hangar pour être présenté ; au cours de la cérémonie, le secrétaire à la Force aérienne, le général Nathan Twining, déclare :

« Le fusil a été la grande arme de son temps. Aujourd'hui, ce B-52 est le fusil de l'ère de l'aviation,. »

Les trois B-52A sont réceptionnés par l'USAF au cours de l'année 1954 et aussitôt restitués à Boeing pour être utilisés dans son programme d'essais. Le B-52B est suivi par des versions de bombardiers et d'avions de reconnaissance progressivement améliorées, jusqu'aux B-52G et B-52H, ces derniers recevant des turboréacteurs à double flux. Pour que les appareils soient livrés rapidement, les lignes d'assemblage se situent à la fois dans l'usine principale Boeing Plant 2 de Seattle et à l'usine Boeing de Wichita. Plus de 5 000 entreprises sont impliquées dans l'important travail de production ; 41 % de la cellule est construite par des sous-traitants. Les prototypes et tous les B-52A, B-52B et B-52C (90 appareils) sont construits à Seattle. Les essais des avions construits à Seattle posent des problèmes de nuisance aérienne, ce qui conduit à l'établissement d'un couvre-feu pour les essais moteurs. Lors de leur premier vol, les appareils sont convoyés 240 km à l'est, sur la base aérienne de Larson près de Moses Lake, où ils sont pleinement testés.
Comme la production du B-47 arrive à sa fin, l'usine de Wichita est réadaptée pour la production du B-52D ; 101 des appareils sont produits à Seattle et 69 le sont à Wichita. Les deux usines poursuivent la production avec le B-52E, dont 42 sont construits à Seattle et 58 à Wichita, puis le B-52F (44 à Seattle et 45 à Wichita). À partir du B-52G, toute la production est transférée à l'usine de Wichita, ce qui libère celle de Seattle pour d'autres tâches, en particulier la production d'avions de ligne,. La production se termine en 1962 avec le B-52H. Au total, 742 B-52 sont construits en plus des deux prototypes.

## Description

### Vue d'ensemble
Le B-52 reprend un grand nombre des caractéristiques techniques du bombardier stratégique B-47 Stratojet qui le précède. Les deux avions partagent les mêmes caractéristiques de base, comme la voilure en flèche et les réacteurs dans des nacelles ; la cabine possède des systèmes d'éjection pour l'équipage. Sur le B-52D, les deux sièges éjectables destinés aux membres d'équipage situés au pont inférieur s'éjectent vers le bas, à travers des écoutilles du fond de l'avion. Ces trappes vers le bas sont éjectées de l'avion par un système pyrophorique qui force la trappe, puis la gravité et le vent l'arrachent et arment le siège. Les quatre sièges sur le pont supérieur à l'avant (pilote et copilote orientés vers l'avant, l'officier de guerre électronique et le mitrailleur tournés vers l'arrière de l'avion) sont éjectés vers le haut ; jusqu'au B-52F, le mitrailleur doit abandonner son poste pour pouvoir quitter l'avion.
Le B-52 a été conçu pour permettre à la direction de l'aéronef et à la direction du train d'atterrissage de diverger jusqu'à 20 degrés. Cela aide l'avion à décoller et à atterrir dans des conditions de vent fort.

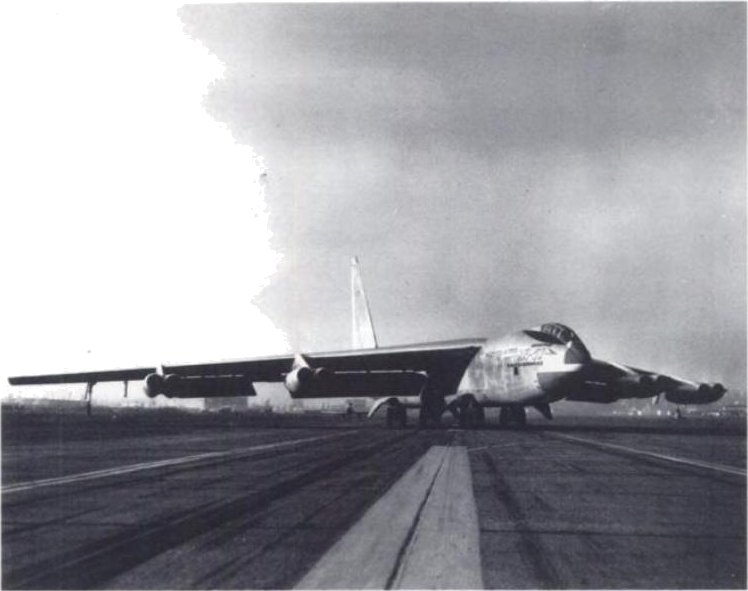
L'XB-52 au roulage avec le train d'atterrissage orienté de 20° vers la droite.
Atterrissage par vent de travers pour un avion à train tricycle ; l'avion se réoriente dans l'axe après avoir touché la piste.

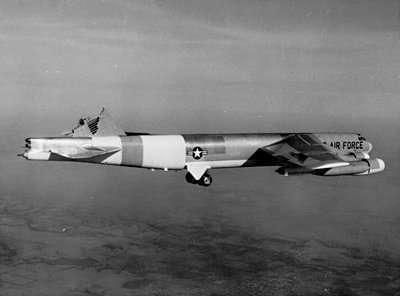
Un B-52H (serial 61-023), configuré à l'époque comme banc d'essai pour enquêter sur les défaillances structurelles, continue de voler après la perte de son empennage vertical lors de sévères turbulences le 10 janvier 1964. Il s'est posé sans incident et est resté en service jusqu'en 2008,.

La fatigue structurelle, aggravée par le passage aux missions à basse altitude, nécessite des réparations coûteuses pour prolonger la durée de vie des appareils. Elle est traitée pour la première fois au début des années 1960 par le programme en trois phases High Stress, qui se charge des avions quand ils atteignent 2 000 heures de vol,. Des programmes de suivi sont menés, comme l'un qui permet une augmentation de 2 000 heures de la durée de vie pour certains appareils sélectionnés entre 1966 et 1968, et l'intensif Pacer Plank qui vise à changer le revêtement des appareils et qui est achevé en 1977,. Le réservoir intégral mis en place sur les modèles G et H est encore plus sensible à la fatigue en raison d'une augmentation des contraintes de 60 % par rapport à l'ancienne voilure. Les ailes sont modifiées en 1964 dans le cadre du programme ECP 1050. Cela est suivi du remplacement des longerons et du revêtement (ECP 1185) en 1966, puis du programme B-52 Stability Augmentation and Flight Control (ECP 1159) en 1967 destiné à augmenter la stabilité de l'avion. Les fuites de carburant, dues à la détérioration des colliers de serrage Marman, continuent de toucher toutes les versions du B-52. Pour y remédier, ils sont soumis aux programmes Blue Band (1957), Hard Shell (1958), et QuickClip (1958). Dans le cadre de ce dernier, des sécurités sont ajoutées pour empêcher une perte désastreuse de carburant en cas de défaillance d'un collier de serrage.
En septembre 2006, le B-52 devient l'un des premiers avions militaires américains à voler avec un carburant alternatif. Il décolle de la Edwards Air Force Base avec un mélange 50/50 de carburant synthétique issu du procédé Fischer-Tropsch (FT) et de JP-8 classique, qui brûle dans deux des huit moteurs. Le 15 décembre 2006, un B-52 décolle de la base Edwards avec des réservoirs seulement remplis de carburant synthétique ; c'est alors la première fois qu'un avion militaire est propulsé entièrement par le mélange. Le vol de sept heures est considéré comme un succès. Ce programme fait partie de l'Assured Fuel Initiative du département de la Défense qui a pour but de réduire l'utilisation de pétrole brut en faveur de ressources alternatives pour la moitié de son aviation d'ici 2016. Le 8 août 2007, le secrétaire à la Force aérienne Michael Wynne déclare le B-52H comme pleinement adapté à l'utilisation du mélange FT,.

### Avionique

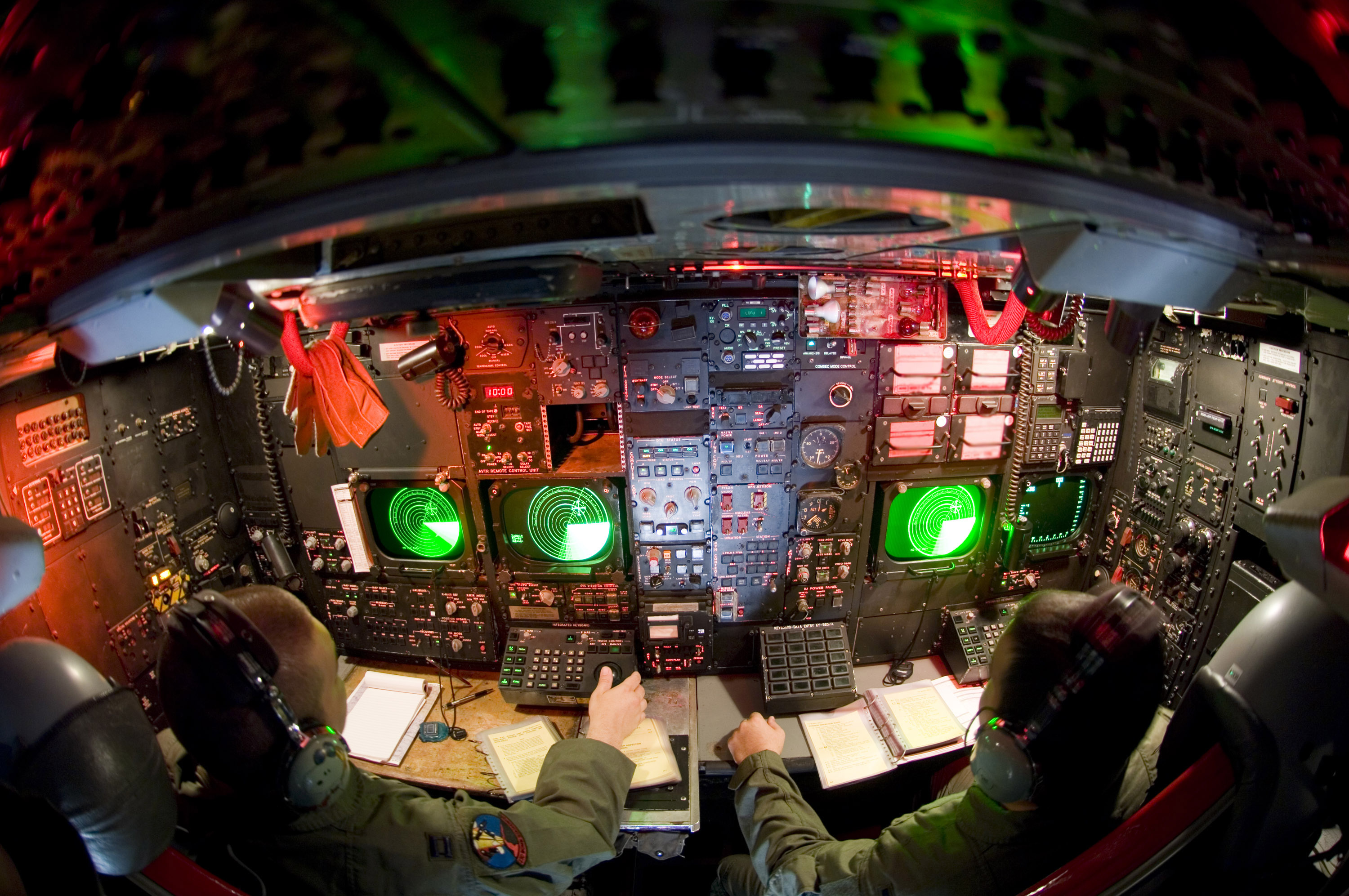
Vue du pont inférieur d'un B-52, surnommé poste de combat, en 2006.

Les problèmes récurrents avec l'avionique sont abordés dans le programme Jolly Well, qui s'achève en 1964, et qui améliore les composants de l'ordinateur de navigation de bombardement AN/ASQ-38 et de l'ordinateur de terrain ; il s'applique aux B-52E, F, G et H. L'amélioration MADREC (Malfunction Detection and Recording, Détection et enregistrement de dysfonctionnement) appliquée à la plupart des avions en 1965 permet de détecter les pannes de l'avionique et des systèmes informatiques d'armes ; elle est essentielle pour la surveillance des missiles Hound Dog. La capacité de contremesures électroniques du B-52 est accrue avec Rivet Rambler à partir de 1971 et Rivet Ace (à partir de 1973),.
Pour améliorer les capacités d'opération à basse altitude, le système de vision électro-optique (Electro-Optical Viewing System, EVS) AN/ASQ-151, qui consiste en un système de télévision à faible niveau de lumière (en) (Low Light Level Television, LLLTV) et d'imagerie infrarouge frontale (forward looking infrared, FLIR) est monté dans deux carénages sous le nez des B-52G et H entre 1972 et 1976. Les capacités de navigation du B-52 sont par la suite accrues avec l'ajout d'un GPS dans les années 1980. Le IBM AP-101, également utilisé sur le bombardier Rockwell B-1 Lancer et la navette spatiale, est l'ordinateur principal du B-52.
En 2007, est mis en place la nacelle de ciblage LITENING ; il augmente l'efficacité des avions dans l'attaque de cibles au sol avec une variété d'armes tirées à distance en utilisant le guidage laser, un capteur infrarouge d'imagerie frontale (FLIR) et une caméra CCD afin d'obtenir les images des cibles. Les nacelles LITENING équipent une grande variété d'avions américains tels que le McDonnell Douglas F/A-18 Hornet, le General Dynamics F-16 Fighting Falcon et le McDonnell Douglas AV-8B Harrier II.
Fin 2018, dans le cadre d'une profonde modernisation, on annonce le lancement d'un programme pour le remplacement du radar (qui n'a plus été mis à jour depuis les années 1980) par un radar à antenne active pour 76 avions.
Le radar de remplacement n'a toujours pas de désignation officielle en 2020. Sélectionné en juillet 2019, il est basé sur la famille de systèmes AN/APG-79 de Raytheon utilisée dans le F/A-18 Hornet, avec des éléments tirés du F-15E Strike Eagle.
Le radar actif à balayage électronique entrera en production initiale à faible débit en 2024 pour une fin des livraisons en 2029. Il comprendra une cartographie et une portée de ciblage améliorées et une capacité accrue pour engager plusieurs cibles simultanément. Le radar à semi-conducteurs n'aura aucune pièce mobile, ce qui facilite la maintenance, et doit être opérationnel en 2026.
Il devrait permettre de réduire les équipages de B-52 de cinq à quatre aviateurs bien qu'aucune décision ferme ne soit prise en date de 2020.

### Armements
À partir de 1971, les modèles G et H sont modifiés pour pouvoir emporter vingt missiles nucléaires AGM-69 SRAM,. Pour encore accroître la capacité offensive du B-52, des missiles de croisière air-sol (air-launched cruise missile, ALCM) sont installés. Après les essais du Boeing AGM-86 soutenu par l'Air Force et du General Dynamics AGM-109 Tomahawk soutenu par la Navy, l'AGM-86B est choisi pour être utilisé par le B-52, puis par le B-1 Lancer. 194 B-52G et H sont modifiés pour emporter des AGM-86, chacun peut alors être équipé de douze missiles accrochés à des pylônes sous les ailes ; 82 B-52H sont par la suite modifiés pour emporter huit autres missiles sur un lanceur rotatif installé dans la soute à bombes. La conception de ce lanceur rotatif commun (Common Rotary Launcher) au B-1B et B-2 d'un poids pouvant dépasser 35 tonnes chargé commence en 1981. Il faut onze heures pour charger celui-ci de manière classique les huit missiles un à la fois et deux heures et demie dans une installation spécialisée coûtant, pour celle demandée pour la base aérienne d'Andersen a Guam en 2020, 56 millions de dollars.
Conformément aux exigences du traité SALT II, les B-52G qui peuvent être armés de missiles de croisière reçoivent un carénage distinctif à l'emplanture de l'aile pour être facilement identifiables par les satellites de reconnaissance. Puisque tous les B-52H sont présumés modifiés, aucune modification visuelle de ces appareils n'est requise. En 1990, le missile de croisière furtif AGM-129 ACM entre en service. Il est initialement destiné à remplacer l'AGM-86 mais seulement 461 exemplaires sont fabriqués en raison de son coût élevé et de la fin de la guerre froide ; contrairement à l'AGM-86, aucune version conventionnelle (non nucléaire) n'est construite. Le B-52 doit ensuite subir une modification afin d'utiliser le missile AGM-137 TSSAM de Northrop Grumman ; cependant le programme est annulé en raison des coûts de développement.

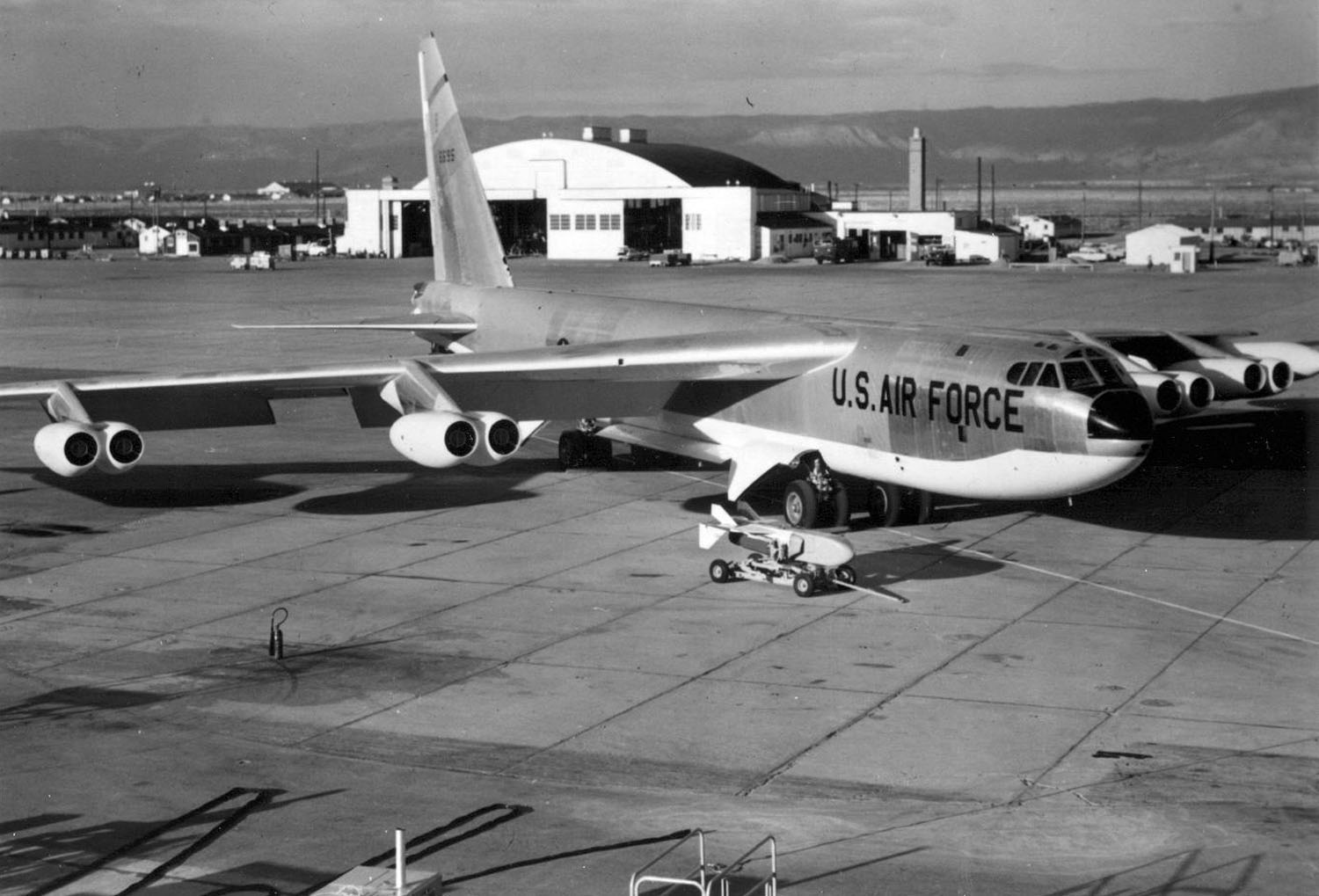
Un B-52D peint en blanc anti-flash sur la partie inférieure du fuselage.

Les B-52G qui n'emportent pas de missiles de croisière subissent une série de modifications afin d'améliorer leurs capacités de bombardement conventionnel. Ils reçoivent un nouveau système intégré de gestion des stocks conventionnels (Integrated Conventional Stores Management System, ICSMS) et de nouveaux pylônes sous les ailes qui peuvent accueillir de plus grandes bombes ou d'autres armements. Trente B-52 sont modifiés ultérieurement pour emporter douze missiles antinavire AGM-84 Harpoon, tandis que douze B-52G peuvent emporter le missile air-sol AGM-142 Have Nap. Lorsque le B-52G est retiré en 1994, un programme urgent destiné à rétablir une capacité provisoire de Harpoon et de Have Nap est lancé,, ; quatre avions sont modifiés pour emporter le Harpoon et quatre autres pour emporter le Have Nap, conformément au programme Rapid Eight.
Le programme Conventional Enhancement Modification (CEM) donne au B-52H une capacité plus complète en armes conventionnelles ; sous les ailes, les appareils reçoivent les pylônes utilisés précédemment par les B-52G porteurs d'armes conventionnelles et peuvent ainsi emporter des armes de nouvelle génération comme la bombe Joint Direct Attack Munition (JDAM), les bombes à sous-munitions dotées d'un Wind Corrected Munitions Dispenser (en), la bombe planante AGM-154 et le missile AGM-158 JASSM. Le programme CEM introduit de nouveaux équipements radio et un GPS intégré dans le système de navigation de l'avion. Il remplace le FLIR situé sous le nez par une version moderne. En 1996, 47 B-52H sont modifiés dans le cadre du programme CEM et 19 autres le sont fin 1999,.
Le 15 janvier 2016, Boeing livre les six premiers avions avec des lanceurs rotatifs internes portés au standard MIL-STD-1760. Ces lanceurs permettent d'emporter des bombes intelligentes, qui étaient jusqu'alors accrochées sous les ailes. Ce programme, nommé 1 780 IWBU (Internal Weapons Bay Upgrade), permet l'emport de 8 bombes JDAM ou AGM-158 JASSM et de brouilleurs largables MALD-J (Miniature Air Launched Decoy) en soute.

### Moteurs
Le B-52 Stratofortress est motorisé par huit turboréacteurs disposés par paires dans quatre nacelles suspendues sous les ailes. Le prototype YB-52 dispose de moteurs Pratt & Whitney YJ57-P-3 à simple flux qui délivrent chacun une poussée de 38,6 kN,. Des versions améliorées de ce réacteur sont utilisées par la suite sur les B-52A à G ; ces moteurs disposent d'un système d'injection d'eau pour augmenter la poussée au décollage et ainsi améliorer les performances. Le réacteur J57-P-43WB, qui équipe le B-52G, a une poussée de 49,8 kN à sec et de 61,1 kN avec injection d'eau,,. Sur la dernière version de l'avion, le B-52H, les J57 à simple flux sont remplacés par des Pratt & Whitney TF33-P-3 à double flux ; ils ont une poussée de 75,6 kN et ne possèdent pas de système d'injection d'eau,,.
Pour répondre à une observation de l'USAF au milieu des années 1970, Boeing étudie le remplacement des moteurs, le changement de la voilure et d'autres améliorations pour faire des B-52G et H une alternative au B-1A alors en développement. Boeing suggère par la suite de remotoriser la flotte de B-52H : les huit réacteur Pratt & Whitney TF-33 de 75,62 kN de poussée doivent être remplacés par quatre Rolls-Royce RB211 535E-4 de 166,36 kN. Ceci doit permettre d'accroitre le rayon d'action et de réduire la consommation de carburant, pour un coût d'environ 2,56 milliards de dollars, soit 71 appareils à 36 millions de dollars chacun. Une étude du Government Accountability Office (GAO) conclut que non seulement les économies de 4,7 milliards de dollars estimées par Boeing ne seraient pas atteintes mais encore qu'il en coûterait 1,3 milliard de dollars supplémentaires, notamment en raison de l'important approvisionnement nécessaire en amont et des dépenses de ré-outillage, tout comme les coûts plus élevés de maintenance du RB211. Le rapport du GAO est par la suite contesté dans un rapport du Defense Sciences Board en 2003 dans lequel l'Air Force est exhortée à remotoriser les appareils sans délai. De plus, le rapport du DSB expose que le programme doit permettre d'importantes économies, réduire les émissions de gaz à effet de serre et améliorer la distance franchissable et l'endurance des avions, en accord avec les conclusions d'une étude distincte du Congrès réalisée en 2003. En 2014, l'USAF reprend les études industrielles pour un changement de moteurs, Rolls-Royce proposant à cette date la version F1300 de son Rolls-Royce BR700 et Pratt & Whitney une version modernisée de son TF33. Début 2018, la remotorisation est approuvée dans le cadre d'une vaste remise à niveau intégrant également l'avionique mais cela sera « des moteurs de taille, de poids et de poussée similaires » pour éviter des problèmes de poussée asymétrique et de renforcement des ailes. Le moteur choisi devait être connu en juin 2019 pour une production à partir de 2022. R&R propose le BR725, General Electric soit le CF34-10 soit le Passport, et Pratt & Whitney le Pratt & Whitney Canada PW800
En juin 2021, le coût de ce programme est évalué à onze milliards de dollars. Le 24 septembre 2021, après des mois de retard le moteur de Rolls-Royce BR725 (F130 dans sa version militaire) est officiellement choisi, les deux premiers avions devant en être équipés en 2025.

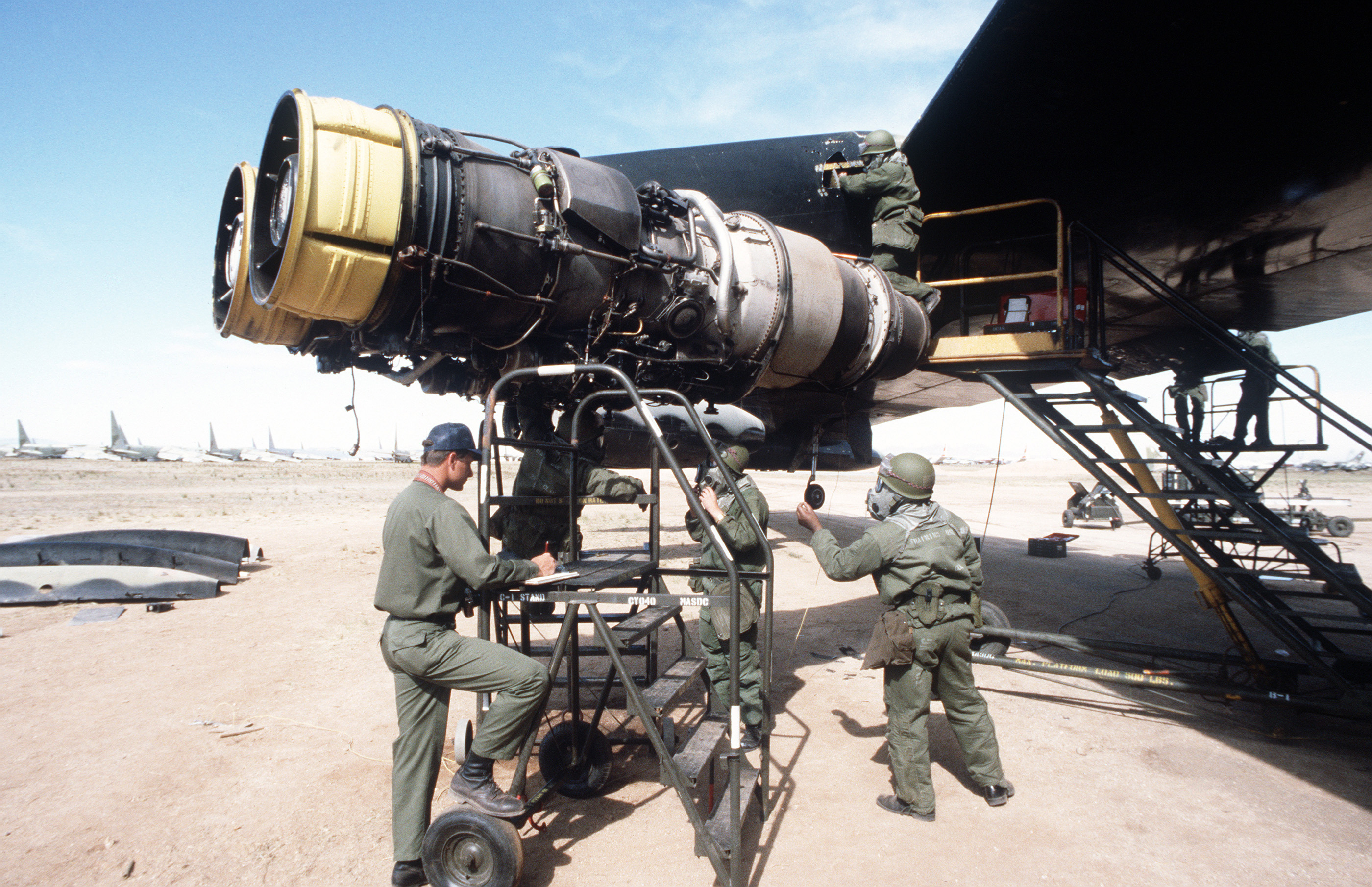
Remplacement d'un Pratt & Whitney J57 sur un B-52D en 1984.
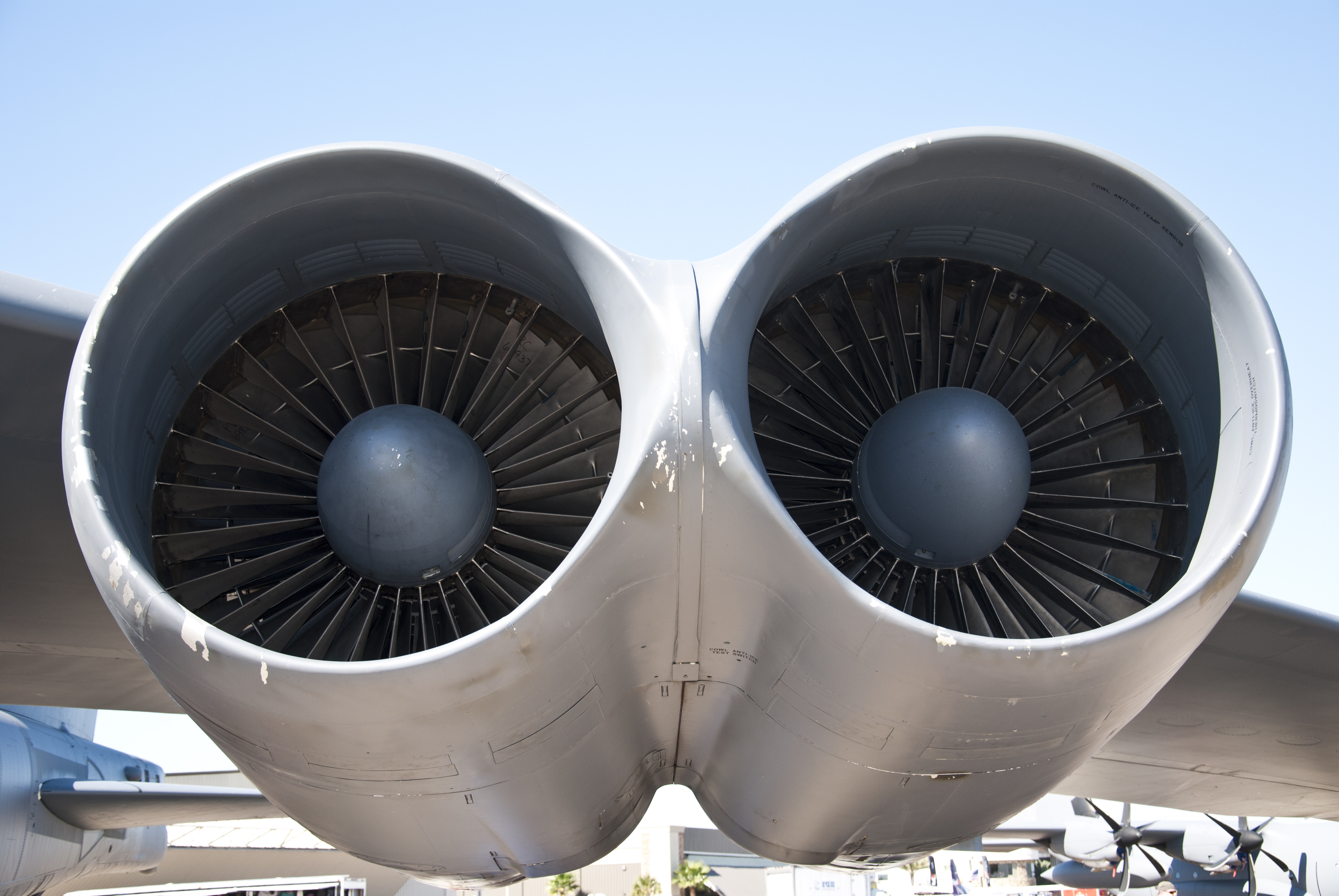
Vue rapprochée d'une nacelle contenant deux turboréacteurs TF-33 à double flux sur un B-52H.

### Coûts
Le tableau suivant présente les coûts de conception des prototypes ; les coûts de production de chaque version du B-52 divisés en divers aspects, qui donnent ensemble le coût de lancement de la version ; et en dernier le coût de maintenance par heure de vol.
|                                        | XB-52/YB-52                             | B-52A                         | B-52B                         | B-52C                       | B-52D                         | B-52E                        | B-52F                        | B-52G                        | B-52H                        |
| -------------------------------------- | --------------------------------------- | ----------------------------- | ----------------------------- | --------------------------- | ----------------------------- | ---------------------------- | ---------------------------- | ---------------------------- | ---------------------------- |
| Coût d'étude et de conception unitaire | 100 millions (1955) 954 millions (2025) |                               |                               |                             |                               |                              |                              |                              |                              |
| Structure                              |                                         | 26,433 M (1955)               | 11,328 M (1955)               | 5,359 M (1955)              | 4,654 M (1955)                | 3,700 M (1955)               | 3,772 M (1955)               | 5,352 M (1955)               | 6,076 M (1955)               |
| Moteurs                                |                                         | 2,848 M (1955)                | 2,547 M (1955)                | 1,513 M (1955)              | 1,291 M (1955)                | 1,257 M (1955)               | 1,787 M (1955)               | 1,428 M (1955)               | 1,640 M (1955)               |
| Électronique                           |                                         | 50 761 (1955)                 | 61 198 (1955)                 | 71 397 (1955)               | 68 613 (1955)                 | 54 933 (1955)                | 60 111 (1955)                | 66 374 (1955)                | 61 020 (1955)                |
| Armement                               |                                         | 57 067 (1955) 544 653 (2025)  | 494 000 (1955) 4,71 M (2025)  | 304 000 (1955) 2,9 M (2025) | 566 000 (1955) 5,405 M (2025) | 936 000 (1955) 8,94 M (2025) | 866 000 (1955) 8,26 M (2025) | 847 000 (1955) 8,08 M (2025) | 1,508 M (1955) 14,4 M (2025) |
| Coût de lancement (coût flyaway)       |                                         | 28,38 M (1955) 270,9 M (2025) | 14,43 M (1955) 137,7 M (2025) | 7,24 M (1955) 69,1 M (2025) | 6,58 M (1955) 62,8 M (2025)   | 5,94 M (1955) 56,7 M (2025)  | 6,48 M (1955) 62,8 M (2025)  | 7,69 M (1955) 73,4 M (2025)  | 9,29 M (1955) 88,7 M (2025)  |
| Coût de maintenance par heure de vol   |                                         |                               |                               |                             |                               | 925 (1955) 8 828 (2025)      | 1 025 (1955) 9 783 (2025)    | 1 025 (1955) 9 783 (2025)    | 1 182 (1955) 11 281 (2025)   |

D'après le Center for Defense Information, le coût d'exploitation horaire du B-52H est inférieur à celui du B-1B en 2011, les autres bombardiers stratégiques américains en service ne lui étant pas comparables. Son coût horaire en 2012 ressort à 69 708 USD.

## Histoire opérationnelle

### Mise en service
Bien que le B-52A soit la première version de production, ces appareils ne sont utilisés que pour les essais. La première version opérationnelle est le B-52B qui est développée en parallèle avec les prototypes à partir de 1951. Après son premier vol le 25 janvier 1955,,, le B-52B entre en service dans la 93rd Heavy Bombardment Wing (en) (93rd BW) à la Castle Air Force Base en Californie le 29 juin 1955 ; le premier appareil livré porte le serial 52-8711. L'escadre devient opérationnelle le 12 mars 1956. L'entraînement des équipages du B-52 comprend cinq semaines d'enseignement au sol puis quatre semaines en vol au cours desquelles ils accumulent entre 35 et 50 heures de vol. Les nouveaux B-52B remplacent les B-36 opérationnels un à un.

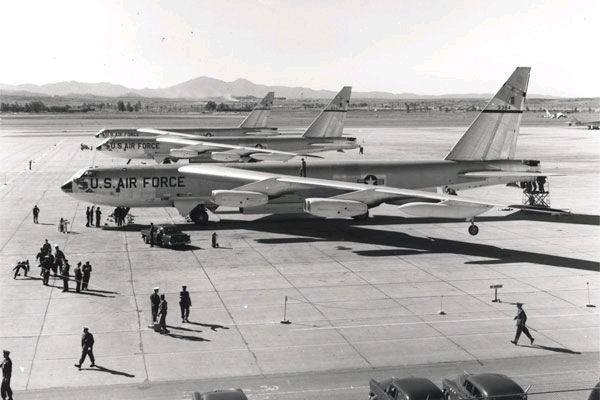
Trois B-52B du 93rd Bomb Wing se préparent à partir de la base aérienne de March pour celle de Castle, en Californie, après leur vol record autour du monde en 1957.

Les premières opérations connaissent des problèmes ; en plus de l'approvisionnement, des problèmes techniques sont découverts. Les pistes et les voies de service se détériorent sous la masse de l'avion, le système de carburant est sujet à des fuites et au givrage, et les ordinateurs de bombardement et de maîtrise d'incendie ne sont pas fiables. Le cockpit à deux niveaux connait des problèmes de contrôle de la température : les pilotes sont chauffés par la lumière du soleil tandis que l'observateur et le navigateur situés sur le pont inférieur sont dans un endroit glacial. Ainsi, le réglage d'une température confortable pour les pilotes fait que les autres membres d'équipage ont froid tandis qu'une température confortable pour les membres d'équipage situés au pont inférieur fait que les pilotes ont trop chaud. Les moteurs J57 se montrent peu fiables. Une panne d'alternateur cause le premier accident mortel d'un B-52 en février 1956 ; en conséquence, la flotte est brièvement clouée au sol. En juillet, des problèmes de carburant et d'hydraulique obligent les B-52 à être de nouveau cloués au sol. En réaction aux problèmes de maintenance, l'Air Force fait appel à des équipes « Sky Speed » de cinquante fournisseurs sur chaque base de B-52 pour améliorer la maintenance et les vérifications de routine, ce qui prend en moyenne une semaine par avion.
Le 21 mai 1956, un B-52B (52-0013) largue une bombe nucléaire Mk-15 au-dessus de l'atoll de Bikini lors de l'essai Cherokee. C'est la première fois qu'une arme thermonucléaire est larguée depuis un avion. Du 24 au 25 novembre 1956, quatre B-52B du 93rd BW et quatre B-52C du 42nd BW effectuent un vol sans escale autour de l'Amérique du Nord lors de l'opération Quick Kick ; ils parcourent une distance de 25 500 km en 31 heures et 30 minutes. Le Strategic Air Command (SAC) remarque que le temps de vol peut être réduit de cinq à six heures si les quatre ravitaillements en vol sont réalisés par des ravitailleurs à réaction au lieu des KC-97 Stratofreighter à hélices. Dans une démonstration du rayon d'action du B-52, trois B-52B réalisent un vol sans escale autour du monde lors de l'opération Power Flite, du 16 au 18 janvier 1957, au cours de laquelle ils parcourent 39 165 km en 45 heures et 19 minutes avec plusieurs ravitaillements par des KC-97,,.
Le B-52 établit de nombreux records au cours des quelques années suivantes. Le 26 septembre 1958, un B-52D établit un record de vitesse de 902 km/h sur 10 000 km en circuit fermé sans charge utile ; le jour même, un autre B-52D établit un record de vitesse de 962 km/h sur 5 000 km en circuit fermé sans charge utile,. Le 14 décembre 1960, un B-52G établit un record de distance en volant sans ravitaillement sur 16 219 km ; le vol dure 19 heures et 44 minutes, ce qui fait une moyenne de 822,3 km/h. Du 10 au 11 janvier 1962, un B-52H bat le précédent record, établi deux ans auparavant, en volant sans être ravitaillé de la base aérienne de Kadena, à Okinawa au Japon, vers la base de Torrejon en Espagne ; il couvre une distance de 20 177 km,.

### Guerre froide

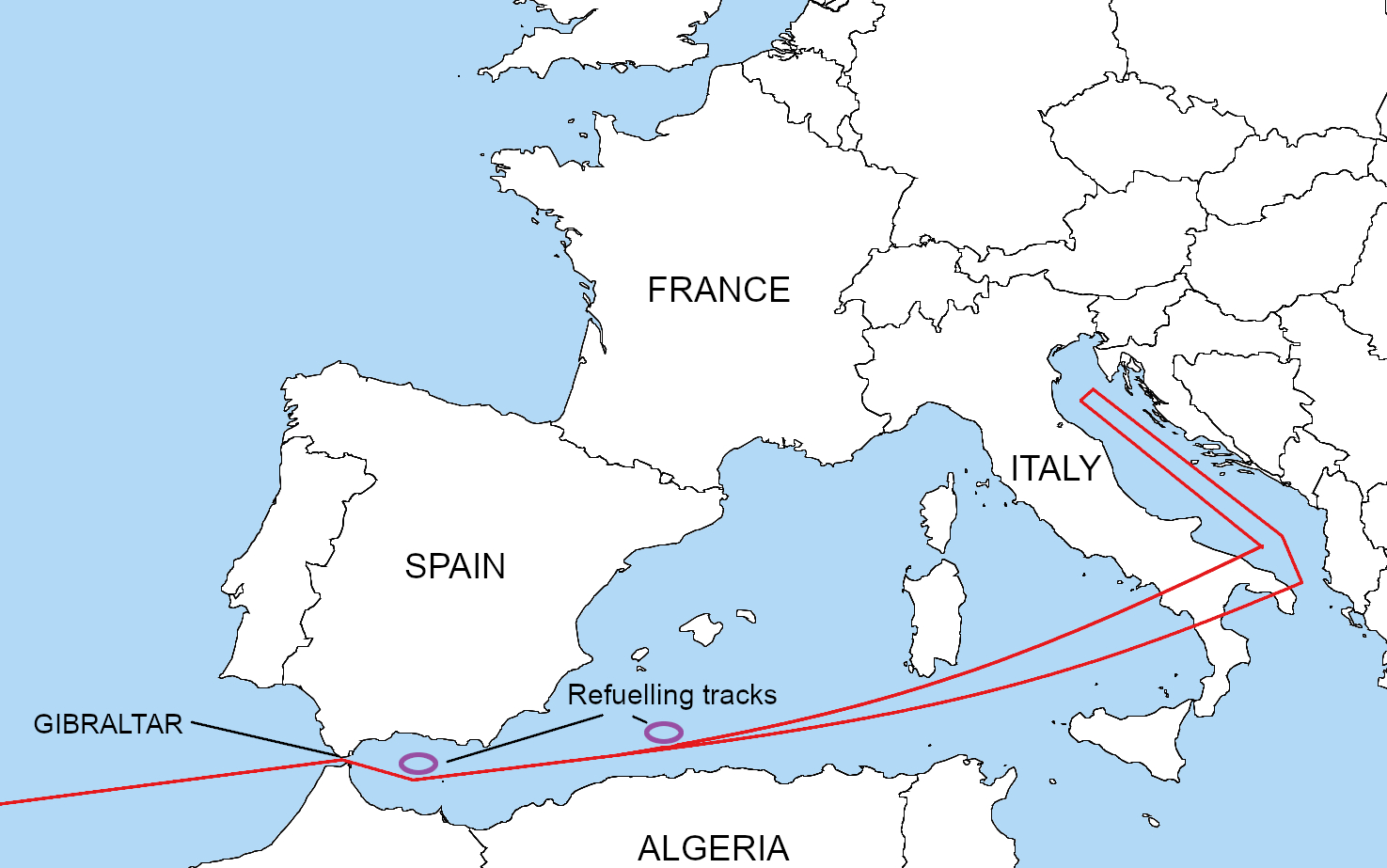
Itinéraire sud de l'opération Chrome Dome d'alerte nucléaire en vol.

Lorsque le B-52 entre en service, le Strategic Air Command (SAC) a l'intention de l'utiliser pour dissuader et contrer l'armée soviétique, nombreuse et modernisée. Comme l'Union soviétique accroît ses capacités nucléaires, détruire ou « contrer » les forces qui réaliseraient des frappes nucléaires (bombardiers, missiles, etc.) gagne en importance stratégique. L'administration Eisenhower approuve ce changement d'orientation ; en 1954, le président exprime une préférence pour les cibles militaires au lieu des civiles, un principe renforcé dans le plan d'opération unique et intégré (Single Integrated Operation Plan, SIOP) destiné à l'action en cas de déclenchement d'une guerre nucléaire,.
Tout au long de la guerre froide, les B-52 et d'autres bombardiers stratégiques américains effectuent des patrouilles d'alerte en vol de nom de code Head Start, Chrome Dome, Hard Head, Round Robin et Giant Lance (en). Les bombardiers volent à haute altitude près des frontières de l'Union soviétique afin de fournir la capacité d'une première frappe rapide ou de représailles en cas de guerre nucléaire. Ces patrouilles en vol forment un pan entier de la dissuasion nucléaire des États-Unis qui doit empêcher le déclenchement d'une guerre à grande échelle entre les États-Unis et l'Union soviétique selon l'idée de destruction mutuelle assurée.

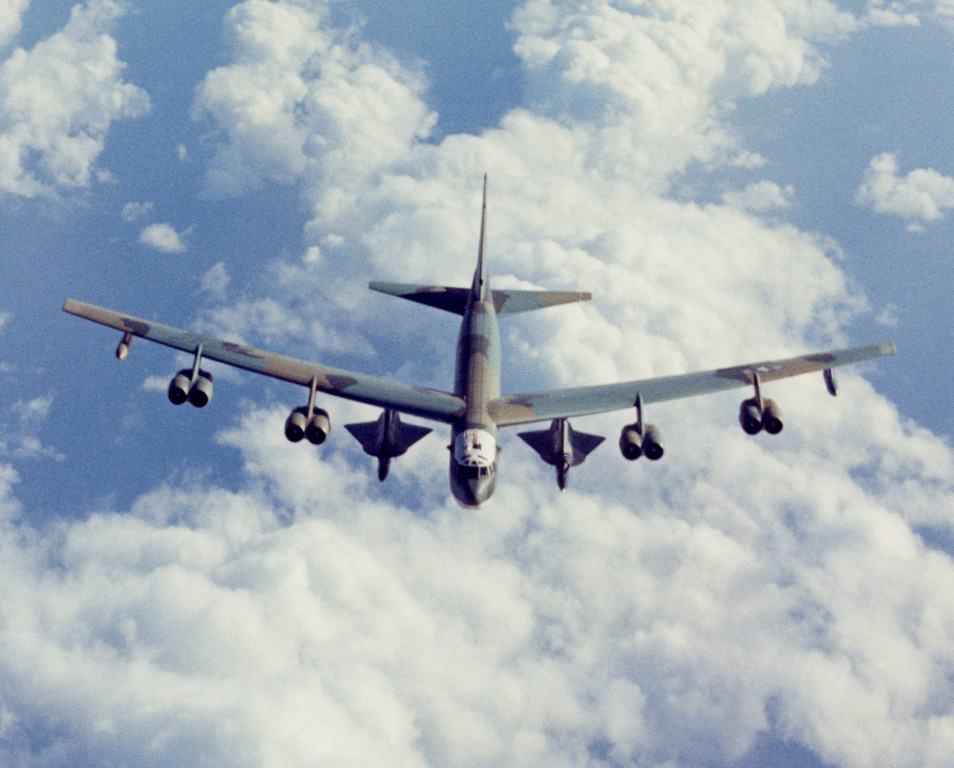
B-52H modifié pour emporter deux avions sans pilote D-21 pour les essais de cet engin entre 1967 et 1969.

À la fin des années 1950, en raison des missiles sol-air (surface-to-air missiles, SAM) qui peuvent menacer des avions volant à haute altitude,, vue dans la pratique avec l'incident de l'U-2 en 1960, le rôle du B-52 est changé afin qu'il serve de bombardier de pénétration à basse altitude lors d'une attaque prévue sur l'Union soviétique ; en effet, la dissimulation par le terrain est une méthode efficace pour éviter les radars et ainsi la menace des SAM. Bien que n'étant pas conçu pour le vol à basse altitude, l'adaptabilité du B-52 lui permet de durer plus longtemps que ses nombreux successeurs prévus puisque le caractère de la guerre aérienne a changé. L'imposant B-52 peut recevoir de nombreuses améliorations, de nouveaux équipements et d'autres adaptation tout au cours de sa carrière.
En novembre 1959, pour améliorer les capacités de combat dans un milieu stratégique en mutation, le SAC lance le programme de modification Big Four (également connu comme Modification 1000) pour tous les B-52 en service à l'exception des premiers modèles B,. Le programme se termine en 1963. Les quatre modifications concernent la capacité à tirer les missiles nucléaires AGM-28 Hound Dog et les leurres ADM-20 Quail, un système de contremesures électroniques perfectionné, et des améliorations pour réaliser des missions d'interdiction, tout temps, à basse altitude 150 m en face des défenses antiaériennes soviétiques.
Au cours des années 1960, il y a des préoccupations en ce qui concerne la durée de vie possible de la flotte. Plusieurs projets ultérieurs au B-52, le Convair B-58 Hustler et le North American XB-70 Valkyrie, ont été abandonnés ou se sont montrés décevants à la lumière de l'évolution des besoins, ce qui laisse le vieux B-52 comme bombardier principal par rapport aux projets suivants de modèles d'avions,. Le 19 février 1965, le général Curtis LeMay déclare au Congrès des États-Unis que le manque d'un projet de bombardier devant succéder au B-52 accroît le danger, que « le B-52 va tomber en morceaux entre nos mains avant que l'on ne lui trouve un remplaçant ». D'autres appareils, tels que le General Dynamics F-111 Aardvark, peuvent servir de complément au B-52 pour des rôles que ce dernier ne peut pas remplir, comme les missions demandant des pénétrations à une grande vitesse et une basse altitude.

### Guerre du Viêt Nam

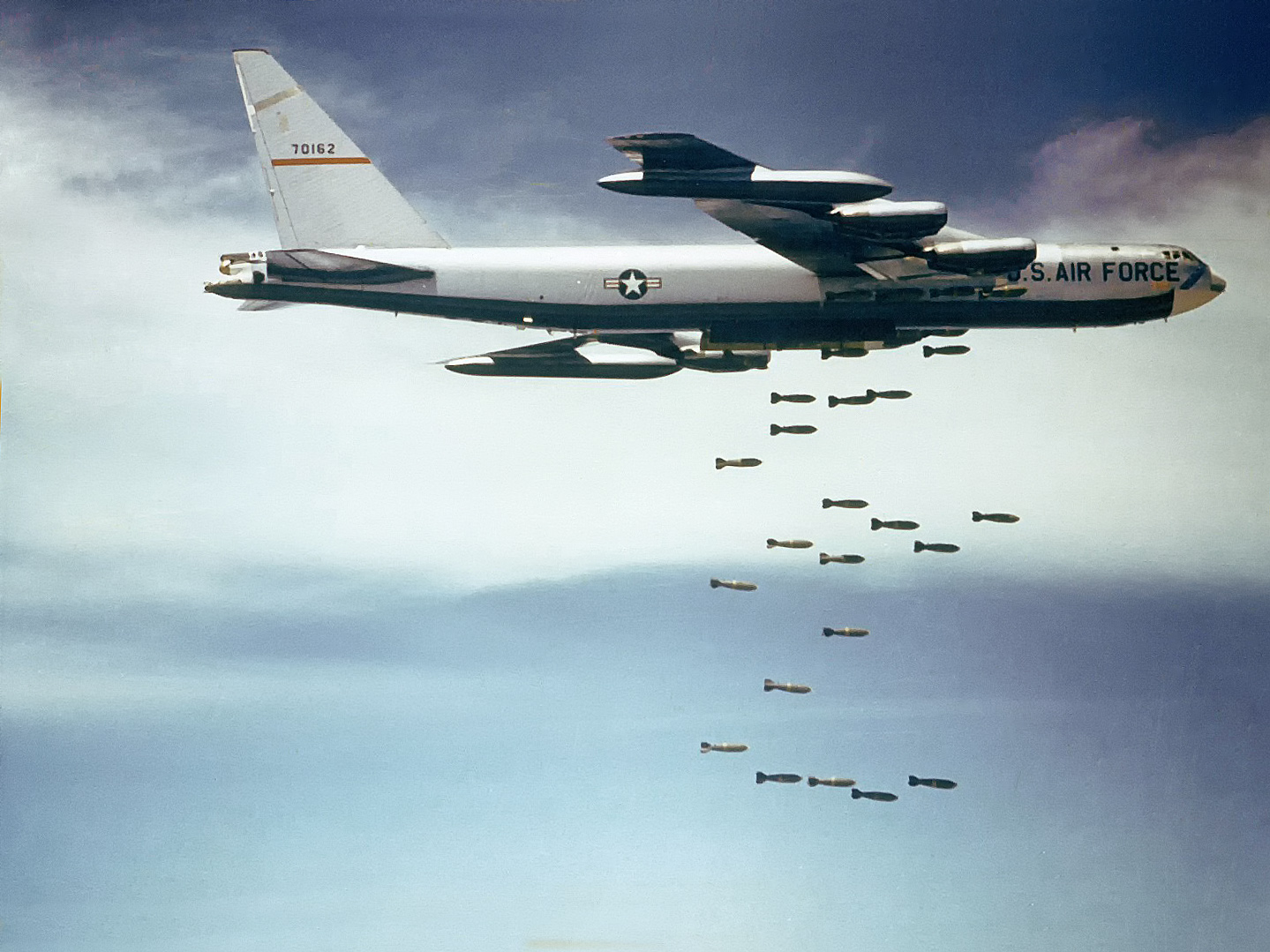
Un B-52F larguant son chargement de 51 bombes M117 de 340 kg au-dessus du Viêt Nam. Un tapis de bombes de ce type peut couvrir une superficie de 700 m de large sur 2000 m de long.

En juin 1964, avec l'escalade de la situation en Asie du Sud-Est, 28 B-52F sont équipés de pylônes externes pour 24 bombes de 340 kg dans le cadre du programme South Bay. Environ 46 autres avions reçoivent des modifications similaires avec le programme Sun Bath. En mars 1965, les États-Unis commencent l'opération Rolling Thunder ; la première mission de combat de l'opération Arc Light (en) est effectuée par les B-52 le 18 juin 1965, quand 30 bombardiers des 9th et 441th Bomb Squadron attaquent un bastion communiste à proximité de Ben Cat (province de Bình Dương) au Viêt Nam du Sud. La première vague de bombardiers arrive trop tôt au point de rendez-vous défini et, alors qu'il manœuvrent pour garder la position, deux B-52 entrent en collision, ce qui cause la perte des deux appareils et de huit membres d'équipage. Les autres bombardiers, sauf un qui a dû faire demi-tour en raison de problèmes mécaniques, continuent vers l'objectif. 27 Stratofortress larguent leurs bombes sur une zone de cible de 1,6 km par 3,2 km, depuis une altitude comprise entre 5 800 m et 6 700 m, avec un peu plus de 50 % des bombes tombées sur la zone de cible. Les appareils, sauf un qui doit se dérouter vers la Clark Air Base, retournent à la Andersen AFB après une mission de treize heures. Les évaluations réalisées par les troupes sud-vietnamiennes avec des conseillers américains montrent que les Viet-Congs ont quitté la zone avant le raid et laissent à penser que l'infiltration des forces du sud pourrait avoir donné l'alerte au nord à cause des troupes de l'Armée de la république du Viêt Nam impliquées dans les inspections post-bombardement.
À partir de la fin de l'année 1965, un certain nombre de B-52D sont soumis aux modifications Big Belly destinées à accroitre leur capacité d'emport de munitions afin de réaliser des tapis de bombes. Bien que la charge externe reste de 24 bombes de 227 kg ou 340 kg, la capacité interne est accrue de 27 à 84 bombes de 227 kg et de 27 à 42 bombes de 340 kg. Les bombardiers ont une capacité suffisante pour emporter 108 bombes pour une masse totale de 27 215 kg. Ainsi modifiés, les B-52D peuvent emporter 9 980 kg de bombes de plus que les B-52F. Destinés à remplacer ces derniers, les B-52D arrivent au combat en avril 1966 en volant depuis la Andersen Air Force Base située à Guam. Chaque mission de bombardement dure de dix à douze heures avec un ravitaillement en vol par des KC-135 Stratotanker. Au printemps 1967, les appareils commencent à décoller de la base U-Tapao (en), en Thaïlande, avec l’avantage de ne pas avoir à être ravitaillés en vol.
Le 22 novembre 1972, un B-52D (serial 55-0110) basé à U-Tapao est touché par un missile surface-air lors d'une mission au-dessus de Vinh. L'équipage abandonne l'appareil endommagé au-dessus de la Thaïlande. C'est le premier B-52 détruit par un tir ennemi. Au total, 31 B-52 sont perdus lors de la guerre, parmi lesquels dix B-52 abattus au-dessus du Viêt Nam du Nord, qui revendique avoir abattu 34 B-52.
L'apogée des attaques de B-52 au Viêt Nam est l'opération Linebacker II (parfois appelée « Bombardement de Noël », en anglais Christmas Bombing), qui a lieu du 18 au 29 décembre 1972 et qui consiste en une série de vagues de bombardiers B-52,. Ce sont en majorité des modèles D, mais aussi certains G dépourvus d'équipement de guerre électronique et avec une plus petite charge de bombes. Les bombardiers évoluent par cellules de trois appareils et, pour garantir la précision du bombardement, les avions ne doivent dévier de leur trajectoire sous aucun prétexte après avoir passé un point initial situé à environ 90 km de leur cible, soit un peu plus de huit minutes de vol,.
En douze jours, les B-52 réalisent 729 incursions, larguant 15 237 tonnes de bombes sur Hanoï, Haïphong et d'autres objectifs,. Initialement, 42 B-52 sont engagés dans la guerre ; cependant, leur nombre est souvent le double. Lors de l'opération Linebacker II, 15 B-52 sont abattus, cinq sévèrement endommagés (l'un d'entre eux s'écrase au Laos) et cinq subissent des dégâts moyens, essentiellement à la suite de tirs de missiles sol-air S-75 Dvina. À la suite du brouillage intense des Américains, ces missiles sont lancés en mode balistique, sans guidage radar, et explosent à l'altitude de croisière des bombardiers; 25 membres d'équipage sont tués.

#### Appareils perdus

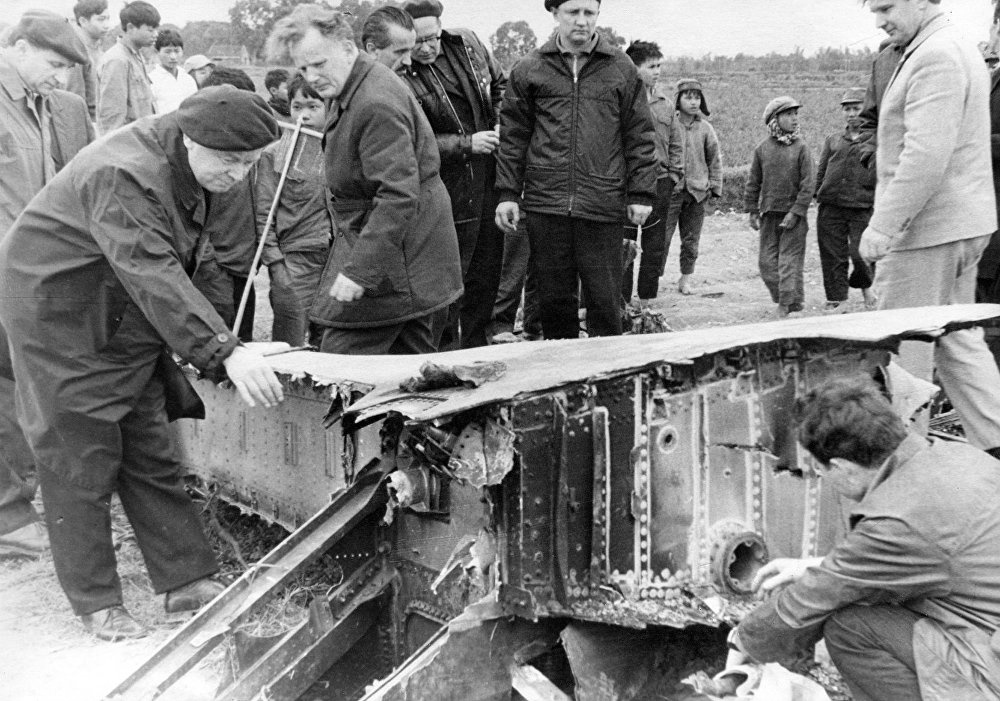
Des spécialistes soviétiques inspectent l'épave d'un B-52 Stratofortress abattu près de Hanoï le 23 décembre 1972.
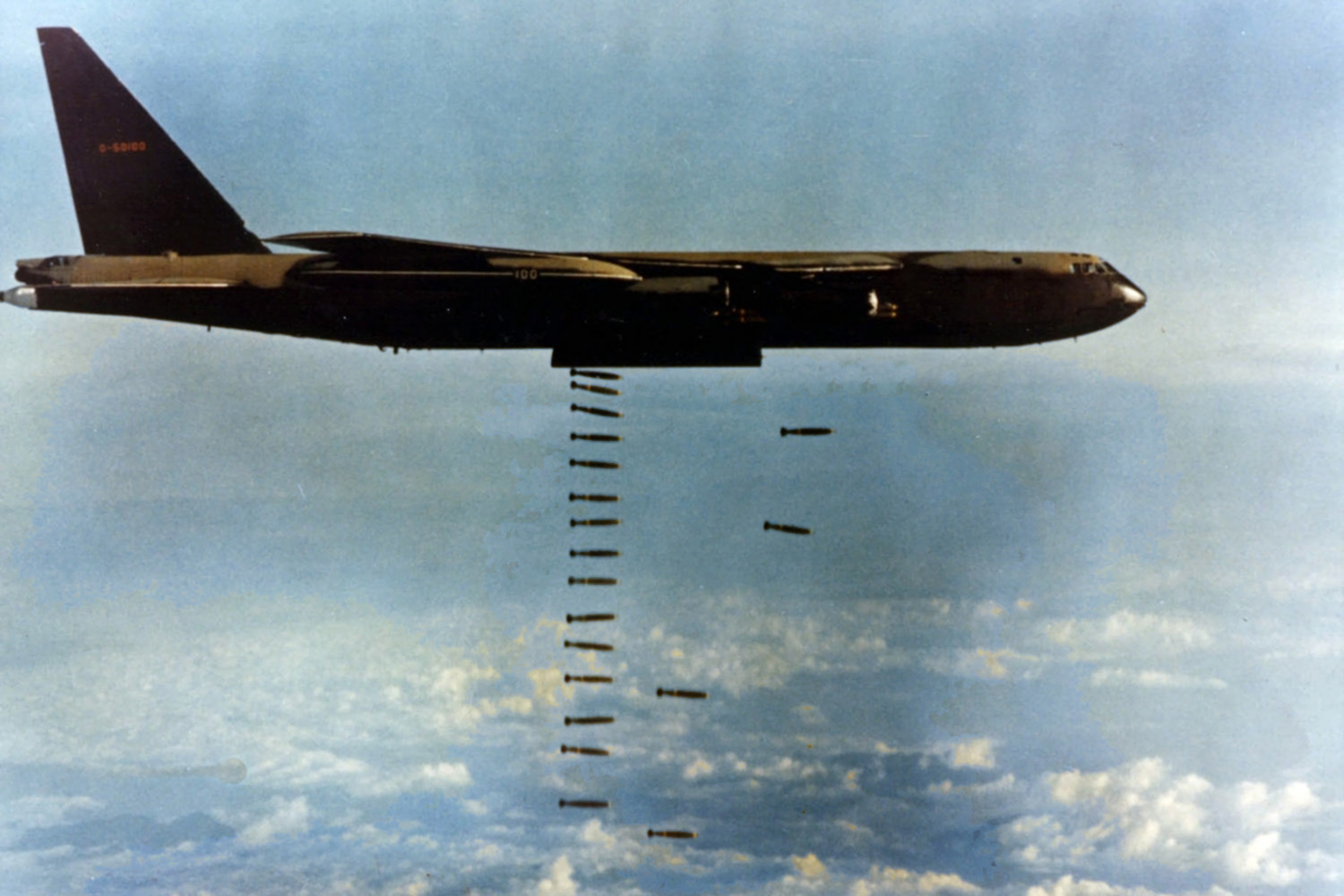
Un B-52D lors d'un bombardement au Viêt Nam.
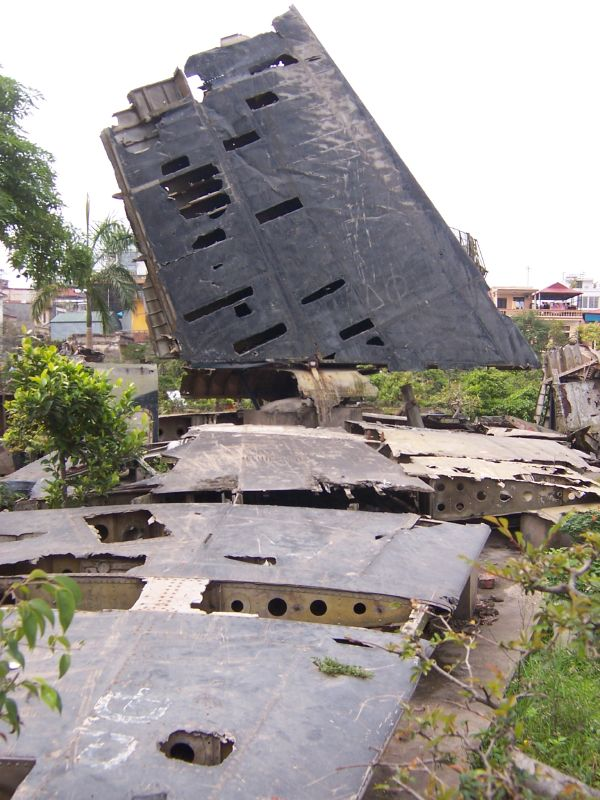
Débris de la partie arrière d'un B-52 abattu au-dessus d'Hanoï pendant l'opération Linebacker II.

| Date                   | Modèle | Serial             | Unité                                                                                      | Capacité de bombes | Mission/Cible                                                                                        | Cause |
| ---------------------- | ------ | ------------------ | ------------------------------------------------------------------------------------------ | --- | --- | --- |
| 18 juin 1965           | B-52F  | 57-0047 et 57-0179 | 441st Bomb Squadron (BS) de la 7th Bomb Wing (BW)                                          | 27 bombes hautement explosives (H-E) à usage général (General Purpose, GP) de 340 kg en soute (interne) ; 24 bombes sous les ailes (externe) | Position ennemie au nord de Saïgon                                                                   | Collision en vol sur la route vers l'objectif.                                                               |
| 7 juillet 1967         | B-52D  | 56-059 et 56-0627  | 22nd BW, rattaché à la 4133rd BW (Provisional-(P)) et 454th BW rattaché à la 4133rd BW (P) | 84 bombes GP H-E de 227 / 340 kg en interne ; 24 en externe (108 bombes).                                                                    | Position ennemie dans la vallée A Shau                                                               | Collision en vol sur la route vers l'objectif.                                                               |
| 7 août 1967            | B-52D  | 56-0601            | 22nd BW rattachée à la 4133rd BW (P)                                                       | Identique au précédent | Objectif inconnu ; mission Arc Light                                                                 | Panne moteur, s'écrase au décollage.                                                                         |
| 18 novembre 1968       | B-52D  | 55-0103            | 367th Bomb Squadron (BS) rattaché à la 4252nd Strategic Wing (SW)                          | Identique au précédent | Identique au précédent                                                                               | Vitesse insuffisante, s'écrase au décollage.                                                                 |
| 2 décembre 1968        | B-52D  | 55-0115            | 367th BS, 306th BW rattachés à la 4252nd SW                                                | Identique au précédent | Identique au précédent                                                                               | Incendie au sol lors de la préparation pour une mission Arc Light.                                           |
| 10 mai 1969            | B-52D  | 56-0593            | 509th BW rattachée à la 4133rd BW (P)                                                      | Identique au précédent | Identique au précédent                                                                               | S'écrase dans l'océan Pacifique sur la route vers l'objectif, cause inconnue.                                |
| 19 juillet 1969        | B-52D  | 55-0676            | 70th BW rattachée à la 4133rd BW (P)                                                       | Identique au précédent | Identique au précédent                                                                               | Effacement du train avant, s'écrase au décollage.                                                            |
| 27 juillet 1969        | B-52D  | 56-0630            | 70th BW rattachée à la 4133rd BW (P)                                                       | Identique au précédent | Identique au précédent                                                                               | Défaillance structurelle sur le côté gauche, s'écrase au décollage.                                          |
| 8 juillet 1972         | B-52G  | 59-2600            | 72nd SW (P)                                                                                | 27 bombes GP H-E de 227 kg | Identique au précédent                                                                               | Défaillance mécanique, s'écrase sur la route vers l'objectif.                                                |
| 30 juillet 1972        | B-52D  | 56-0677            | 307th SW                                                                                   | 108 bombes GP H-E | Mission Arc Light                                                                                    | Frappé par la foudre, s'écrase sur la route vers l'objectif.                                                 |
| 15 octobre 1972        | B-52D  | 55-0097            | 43rd SW                                                                                    | Identique au précédent | Identique au précédent                                                                               | Endommagé et jugé irréparable au retour d'une mission de bombardement.                                       |
| 22 novembre 1972       | B-52D  | 55-0110            | 96th BW rattachée à la 307th SW                                                            | Identique au précédent | Alentours de Vinh au Viêt Nam du Nord                                                                | Touché par un missile surface-air (SAM, surface-to-air missile) à 7 600 m juste après le largage des bombes. |
| 18 et 19 décembre 1972 | B-52G  | 58-0201            | 340th BS, 97th BW rattachés à la 72nd SW (P)                                               | 27 bombes GP H-E | Base de MiG-21 à Hao Lac, Kep et Phuc Yen ; voies ferrées, complexe de stockage et stations de radio | Touché par deux SAM à 10 400 m avant le largage des bombes.                                                  |
| 18 et 19 décembre 1972 | B-52G  | 58-0246            | 2nd BW rattachée à la 72nd SW (P)                                                          | Identique au précédent | Mission Linebacker II, mêmes cibles                                                                  | Touché par un SAM à 11 700 m juste après le largage des bombes.                                              |
| 18 et 19 décembre 1972 | B-52D  | 56-0608            | 99th BW rattachée à la 307th SW                                                            | 108 bombes GP H-E | Mission Linebacker II, mêmes cibles                                                                  | Touché par un SAM à 11 600 m juste après le largage des bombes.                                              |
| 20 et 21 décembre 1972 | B-52G  | 57-6496            | 456th BW rattachée à la 72nd SW (P)                                                        | 27 bombes GP H-E | Mission Linebacker II, mêmes cibles                                                                  | Touché par un SAM juste après le largage des bombes.                                                         |
| 20 et 21 décembre 1972 | B-52G  | 57-6481            | 42nd BW rattachée à la 72nd SW (P)                                                         | Identique au précédent | Mission Linebacker II, mêmes cibles                                                                  | Touché par deux SAM à 10 800 m juste après le largage des bombes.                                            |
| 20 et 21 décembre 1972 | B-52D  | 56-0622            | 99th BW rattachée à la 307th SW                                                            | 108 bombes GP H-E | Mission Linebacker II, mêmes cibles                                                                  | Sévèrement endommagé par un chasseur MiG-21 puis touché par un SAM à 10 700 m avant le largage des bombes.   |
| 20 et 21 décembre 1972 | B-52D  | 56-0669            | 306th BW rattachée à la 43rd BW                                                            | Identique au précédent | Voie ferrée Gia Lam ; mission Linebacker II                                                          | Touché par un SAM après le largage des bombes.                                                               |
| 20 et 21 décembre 1972 | B-52G  | 58-0198            | 92nd BW rattachée à la 72nd SW (P)                                                         | 27 bombes GP H-E | Complexe de stockage à Kinh No ; mission Linebacker II                                               | Touché par un SAM à 10 700 m après le largage des bombes.                                                    |
| 20 et 21 décembre 1972 | B-52G  | 58-0169            | 97th BW rattachée à la 72nd SW (P)                                                         | Identique au précédent | Même cible ; mission Linebacker II                                                                   | Touché par un SAM.                                                                                           |
| 21 et 22 décembre 1972 | B-52D  | 55-0061            | 96th BW rattachée à la 307th SW                                                            | 108 bombes GP H-E | Dépôt de stockage à Bac Mai, mission Linebacker II                                                   | Effectue des manœuvres d'évitement contre un MiG-21 ; abattu par un SAM.                                     |
| 21 et 22 décembre 1972 | B-52D  | 55-0050            | 7th BW rattachée à la 307th SW                                                             | Identique au précédent | Même objectif ; mission Linebacker II                                                                | Touché par un SAM après le largage des bombes.                                                               |
| 26 et 27 décembre 1972 | B-52D  | 56-0674            | 449th BW rattachée à la 307th SW                                                           | Identique au précédent | Voie ferrée Giap Nhi ; mission Linebacker II                                                         | Touché par un SAM.                                                                                           |
| 26 et 28 décembre 1972 | B-52D  | 56-0584            | 22nd BW rattachée à la 307th SW                                                            | Identique au précédent | Voie ferrée Kinh No ; mission Linebacker II                                                          | Touché par un SAM après le largage des bombes.                                                               |
| 27 et 28 décembre 1972 | B-52D  | 56-0599            | 28th BW rattachée à la 307th SW                                                            | Identique au précédent | Site de SAM #VN549                                                                                   | Touché par un des quinze SAM tiré par #VN549 à 10 800 m.                                                     |
| 27 et 28 décembre 1972 | B-52D  | 56-0605            | 7th BW rattachée à la 43rd SW                                                              | Identique au précédent | Voies ferrées près de Hanoï                                                                          | Touché par un SAM à 7 600 m avant le largage des bombes.                                                     |
| 3 et 4 janvier 1973    | B-52D  | 55-0056            | 307th SW                                                                                   | Identique au précédent | Vinh, Viêt Nam du Nord                                                                               | Touché par un SAM lors du largage des bombes.                                                                |
| 13 janvier 1973        | B-52D  | 55-0116            | 307th SW                                                                                   | Identique au précédent | Mission Arc Light                                                                                    | Endommagé au combat, atterrissage d'urgence, mis à la ferraille.                                             |

#### Victoires air-air
Au cours de la guerre du Viêt Nam, deux mitrailleurs de queue de B-52D sont crédités de la destruction de chasseurs Mikoyan-Gourevitch MiG-21,. Le 18 décembre 1972, le B-52D dans lequel se trouve le mitrailleur SSgt Samuel O. Turner vient de terminer une mission de bombardement de l'opération Linebacker II et est sur le point de rentrer quand un MiG-21 de la force aérienne vietnamienne s'approche. Le MiG et le B-52 verrouillent leur radar l'un sur l'autre. Quand le chasseur entre dans son champ de tir, Turner tire avec ses quatre mitrailleuses de 12,7 mm. Le MiG explose à l'arrière du bombardier, une victoire confirmée par le MSG (en) Lewis E. Le Blanco, le mitrailleur d'un Stratofortress proche. Turner reçoit la Silver Star pour ses actions. Son B-52, serial 56-0676, est exposé à la Fairchild Air Force Base, à Spokane, dans l'État de Washington.
Le 24 décembre 1972, pendant la même campagne de bombardements, le B-52 Diamond Lil va bombarder les gares de triage de Thái Nguyên, quand le mitrailleur de queue A1C (en) Albert E. Moore croit apercevoir un MiG-21 approchant à toute vitesse. Il ouvre le feu avec ses mitrailleuses, à environ 3 700 mètres, et ne cesse de tirer jusqu'à ce que le chasseur disparaisse de sa vue. Le Technical Sergent Clarence W. Chute, un mitrailleur d'un autre Stratofortress, observe le MiG prendre feu et tomber. Le Diamond Lil est préservé pour être exposé à l'United States Air Force Academy, au Colorado. Moore est le dernier mitrailleur de bombardier à détruire un avion ennemi avec ses mitrailleuses, dans un combat aérien. Cependant, ces victoires ne sont pas confirmées par la force aérienne populaire vietnamienne.
Des sources vietnamiennes attribuent une troisième victoire à un B-52, un MiG-21 ayant été abattu le 16 avril 1972. Ces victoires font du B-52 le plus grand avion à être crédité de destructions air-air. La dernière mission Arc Light a lieu le 15 août 1973 et tous les B-52 quittent l'Asie du Sud-Est peu après.

### Retrait du service

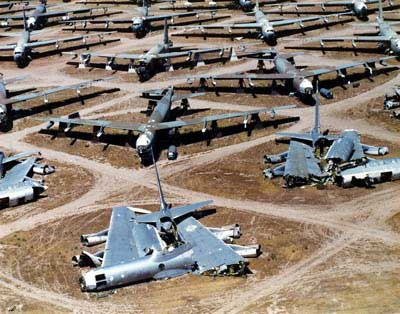
Des B-52 détruits à la suite des accords START par le Aerospace Maintenance and Regeneration Center (AMARC).

Les B-52B atteignent leur fin de vie structurelle au milieu des années 1960 et, en juin 1966, tous ceux de l'USAF sont retirés, suivis par les B-52C dont les derniers sont retirés du service opérationnel en 1971,,. Exceptions faites : le NB-52B 008 continue d'être utilisé par la NASA pendant plusieurs années sur la Edwards Air Force Base en Californie, avant son retrait en 2004 ; un B-52C est utilisé par l'Air Force Flight Test Center jusqu'en 1975. Une grande partie les appareils sont entreposés au Military Aircraft Storage and Disposition Center (MASDC, devenu l'Aerospace Maintenance and Regeneration Center dans les années 1980) de la Davis-Monthan Air Force Base. Quelques B-52B sont exposés dans des musées, comme le 005, exposé au Wings Over the Rockies Air and Space Museum à Denver dans le Colorado, et le 52-8711, premier appareil opérationnel livré, transféré au musée du Strategic Air Command.
Les premiers B-52E sont retirés en 1967 et 1968 mais le gros de la flotte (82 appareils) est retiré entre mai 1969 et mars 1970. La plupart des modèles F sont également retirés entre 1967 et 1973 ; néanmoins, 23 sont utilisés pour l'entraînement jusqu'en 1978. La flotte des B-52D est conservée plus longtemps ; 80 appareils sont intensivement révisés dans le cadre du programme Pacer Plank au milieu des années 1970. Le revêtement de l'extrados de la voilure et du fuselage est remplacé et plusieurs composants structurels sont mis à neuf. La flotte reste en grande partie intacte jusqu'à la fin de 1978, où 37 appareils qui n'ont pas été révisés sont retirés. Les autres modèles D sont retirés entre 1982 et 1983.
Les B-52G et H restants sont utilisés pour l'alerte nucléaire dans le cadre de la triade nucléaire des États-Unis. Cette triade est la combinaison des missiles nucléaires terrestres, des missiles tirés depuis les sous-marins et des bombardiers. Le B-1, destiné à succéder au B-52, remplace seulement des modèles plus anciens et le FB-111 supersonique. En 1991, les B-52 cessent la mission d'alerte permanente.
À la fin de la guerre froide, en 1989, les B-52G commencent à être retirés du service. Le retrait de ces appareils continue au début des années 1990 jusqu'en 1994 avec la dissolution de la 42nd Bomb Wing qui utilise à l'époque les derniers B-52G. Une grande partie de la flotte est envoyée à la base de Davis-Monthan, à Tucson (Arizona), où se trouvent encore plus de 200 modèles C, D, E et F. Les appareils sont entreposés par l'Aerospace Maintenance and Regeneration Center (AMARC) ; quelques autres sont exposés dans des musées ou sur des bases aériennes. Après la dislocation de l'URSS (1990-1991), selon les termes du traité Start I de réduction des armes stratégiques, l'AMARC se charge de découper 365 B-52 en morceaux à partir de 1993, au rythme de trois appareils par semaine,,,. Pour cela, les employés de l'AMARC utilisent une lame de près de 6 tonnes lâchée par une grue depuis une hauteur de plus de 24 m,,,. Quatre coups de « guillotine » sont nécessaires : un coup pour trancher chaque aile et deux autres pour découper le fuselage en trois tronçons,. Les bombardiers ainsi détruits restent en place pendant au moins trois mois afin que la réalisation de la destruction soit vérifiée par la Russie via les satellites et les inspections dans les installations de l'AMARC,,.

### Guerre du Golfe
Les attaques des bombardiers B-52 sont un élément important dans l'opération Tempête du désert. Le matin du 16 janvier 1991, sept B-52G du 2nd Bomb Wing équipés, au total, de 39 missiles de croisière AGM-86C CALCM avec une charge conventionnelle de 450 kg décollent de la Barksdale AFB, en Louisiane,,. Le missile, développé en secret, est alors utilisé pour la première fois en combat. Les bombardiers sont ravitaillés en vol, frappent des centrales électriques, téléphoniques et d'autres cibles en Irak puis retournent à leur base ; 35 des 39 missiles ont été tirés, ; la mission dure 35 heures sur une distance de plus de 22 500 km. Le record de la mission de combat sur la plus longue distance, précédemment détenu par un Vulcan de la RAF depuis 1982, est battu ; cependant, il a nécessité l'utilisation de points de ravitaillement,.

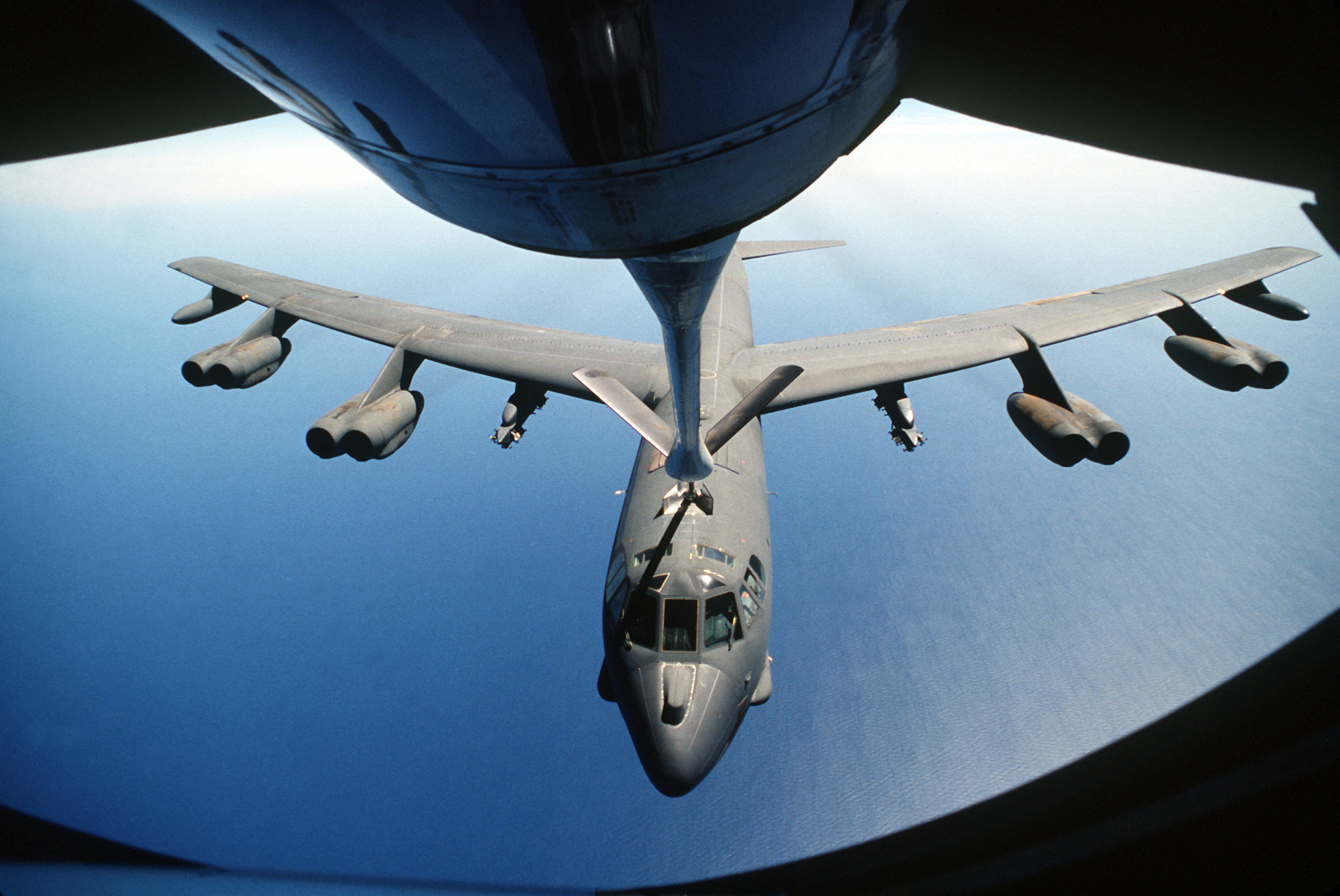
Un B-52G ravitaillé en vol par un au-dessus de la mer Rouge pendant l'opération Tempête du désert.

Dans la nuit du 16 au 17 janvier, les B-52G commencent à réaliser des opérations à basse altitude depuis la base aéronavale (en) de Diego Garcia, dans l'océan indien. 19 appareils, dont six devant servir de réserve en cas de problème, décollent, accompagnés de ravitailleurs KC-135 et KC-10. Les 13 appareils qui restent descendent à environ 100 mètres d'altitude puis se regroupent en cinq cellules pour bombarder des bases aériennes et une section d'autoroute pouvant servir de piste pour des avions irakiens. Par la suite, les B-52 opèrent également depuis la King Abdulaziz Air Base (en) de Djeddah, RAF Fairford au Royaume-Uni et la base aérienne de Morón en Espagne pour réaliser des missions de bombardement à basse altitude. Après les trois premières nuits, les B-52, qui ont eu jusqu'alors besoin d'une escorte de F-4 et F-15, passent à des missions à haute altitude une fois que les forces de la coalition ont obtenu la supériorité aérienne et que les défenses antiaériennes irakiennes sont supprimées. Les bombardiers n'ont alors plus besoin d'escorte particulière. Le passage aux missions à haute altitude réduit leur efficacité en comparaison avec leur rôle joué initialement à basse altitude.
Le 18 janvier, douze B-52G décollent de la Wurtsmith Air Force Base (en) au Michigan en trois patrouilles de quatre appareils emportant des bombes conventionnelles M117 et des sous-munitions CBU-87. Deux appareils, un dans chacune des deux premières cellules, destinés à servir de réserve, font demi-tour quelques heures après le décollage,. La première patrouille est rappelée par un AWACS à la suite de communications défectueuses et de la nervosité des contrôleurs de défense aérienne égyptiens ; la deuxième doit abandonner la mission par manque de carburant après avoir dû contourner un orage. Seule la troisième patrouille peut accomplir sa mission et bombarder une base aérienne irakienne. Les dix B-52 se posent ensuite sur la King Abdulaziz Air Base de Djeddah,.
Les frappes conventionnelles sont réalisées par des groupes de trois bombardiers, qui larguent jusqu'à 153 bombes de 340 kg sur une zone de 1,6 par 2,4 km. Les bombardements démoralisent les troupes de défense irakiennes, dont une grande partie se rend avec le début des attaques. En 1999, le magazine de science et technologie Popular Mechanics décrit le rôle du B-52 dans le conflit : « La valeur du BUFF a été démontrée au cours de la guerre du Golfe et de l'opération Desert Fox. Le B-52 éteint les lumières à Bagdad ». Au cours de l'Opération Tempête du Désert, les B-52 réalisent plus de 1 620 raids, transportant 40 % des armes larguées par les forces de la coalition, soit un total de 72 289 bombes qui représente environ 26 000 tonnes de munitions ce qui correspond à 29 % du total du tonnage délivré.
Pendant le conflit, plusieurs sources affirment que des victoires air-air irakiennes ont été remportées dans la guerre du Golfe, incluant le lancement d'un missile Vympel R-27R, par le pilote Khudai Hijab depuis son MiG-29, qui endommage un B-52G dans la nuit au cours de laquelle commence la guerre,. Toutefois, l'United States Air Force s'oppose à cette prétention, déclarant que le bombardier (serial 58-0248) a été endommagé par un tir ami, un missile anti-radar AGM-88 HARM dirigé vers le radar de contrôle de tir de l'armement de queue du B-52 ; l'avion qui a pu atterrir à sa base d'attache est ultérieurement renommé In HARM's Way. Peu après cet incident, le général George Lee Butler annonce que le poste de mitrailleur des équipages du B-52 allait être supprimé, et les tourelles de queue désactivées de façon permanente à partir du 1er octobre 1991.
La seule perte d'un B-52 durant ce conflit a lieu le 3 février 1991, lorsqu'un appareil du 4300th BW(P) (serial 59-2593) s'écrase en mer à moins de 20 kilomètres de sa base de Diego Garcia à la suite d'une panne catastrophique de son système électrique entraînant l'arrêt de ses huit réacteurs alors qu'il volait à 600 m. Trois membres d'équipage ont pu s'éjecter et ont été récupérés lors de la mission de secours, le corps d'un quatrième a été retrouvé contrairement aux trois derniers aviateurs, perdus corps et biens.

### Opérations ultérieures

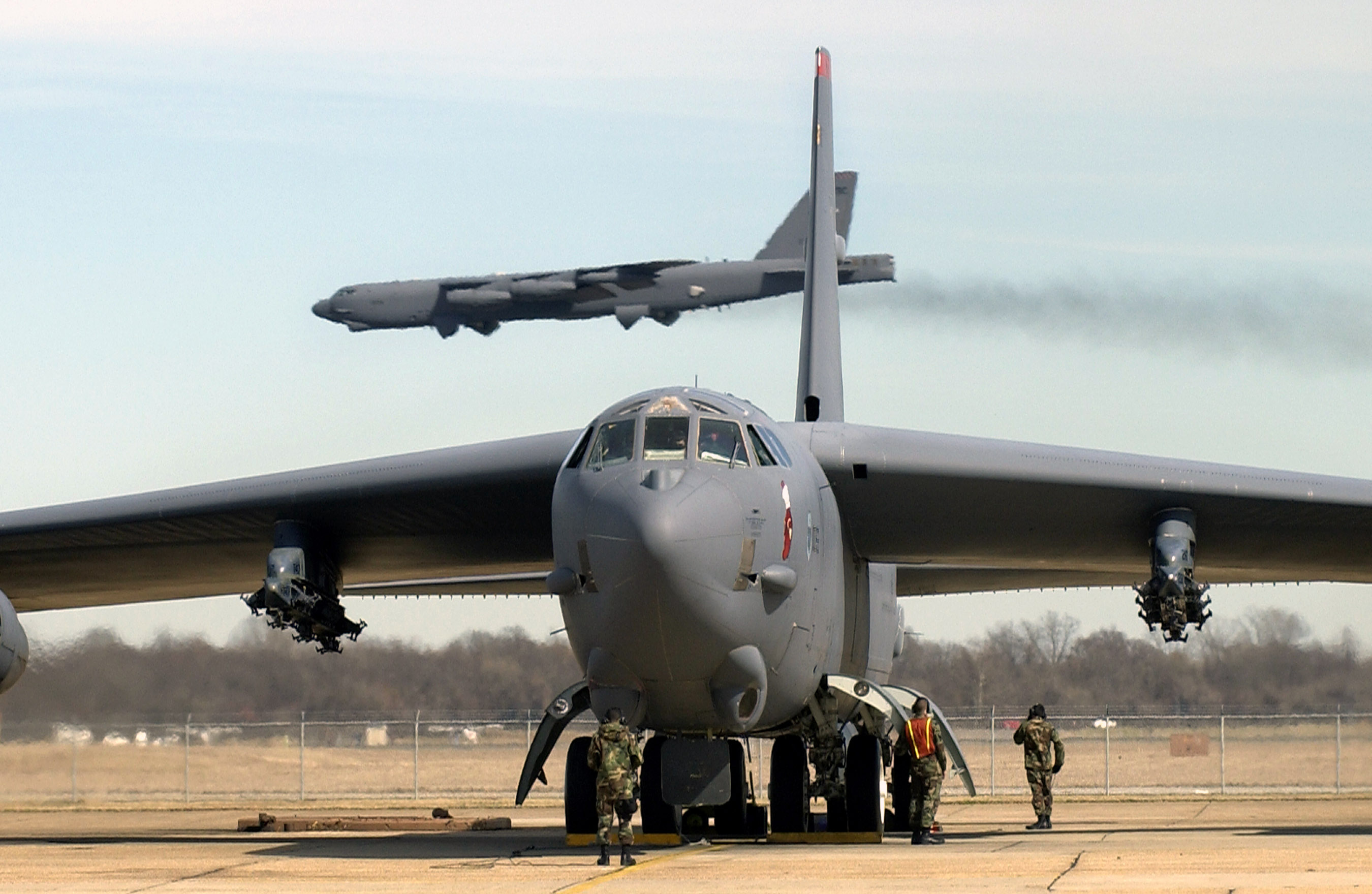
Un B-52 s'apprêtant à partir alors qu'un autre Stratofortress, en arrière-plan, s'apprête à se poser.

Depuis le milieu des années 1990, le B-52H est la seule version qui reste en service militaire. Un B-52B, le Balls 8, est utilisé par la NASA (usage civil) jusqu'au 17 décembre 2004.
Entre le 2 et le 3 septembre 1996, deux B-52H attaquent des stations électriques et des installations de communications à Bagdad, en lançant 13 missiles de croisière AGM-86C ALCM en complément aux BGM-109 Tomahawk de la Navy, comme élément de l'opération Desert Strike. C'est une mission d'aller et retour depuis la Andersen Air Force Base, sur l'île de Guam, qui couvre 25 700 km et dure 34 heures — battant de nouveau le record de la plus grande distance parcourue en vol pour une mission de combat. Seulement dix jours auparavant, les équipages ont complété les vols de 17 heures depuis leur base en Louisiane, jusqu'à Guam. Les provocations irakiennes continuent et le 16 décembre 1998, les Américains et les Britanniques débutent une série d'attaques très intenses au cours de l'opération Desert Fox. Le 17 décembre, les B-52 apportent leur contribution avec le tir de 90 missiles AGM-86C ALCM.
En mars 1999, l'OTAN entreprend l'opération Allied Force pour expulser du Kosovo l'armée de la république fédérale de Yougoslavie. Six B-52H basés à Barksdale (Louisiane) et Minot (Dakota du Nord) partent de RAF Fairford (Angleterre) comme fer de lance de l'attaque pour lancer des missiles de croisière AGM-86C ALCM sur des objectifs stratégiques,. Selon plusieurs sources, ils réalisent ultérieurement des bombardements avec des bombes conventionnelles et en grappe sur les unités de l'armée yougoslave,.

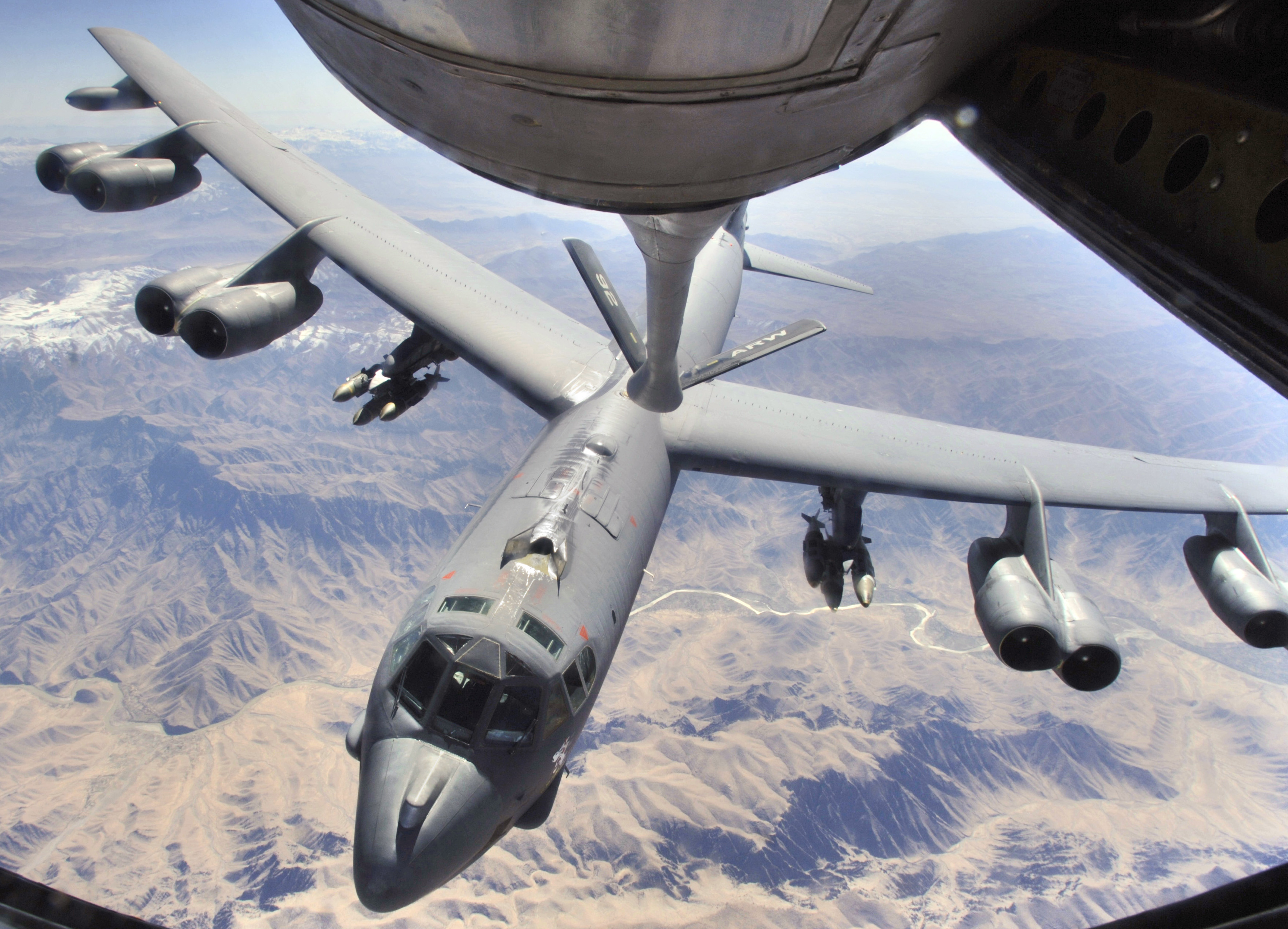
Un B-52H après ravitaillement en vol par un KC-135 Stratotanker au-dessus de l'Afghanistan.

L'appareil participe à l'opération Enduring Freedom de 2001, en Afghanistan. Avec sa grande autonomie, il a la capacité de voler longtemps au-dessus du champ de bataille pour fournir l'appui aérien rapproché avec l'usage de bombes guidées de précision, une mission qui aurait précédemment été limitée à un avion de chasse ou d'attaque au sol. Le B-52 participe également à l'opération Iraqi Freedom, qui commence le 20 mars 2003 en Irak. Dans la nuit du 21 mars 2003, les B-52 lancent au moins une centaine de missiles de croisière AGM-86C ALCM sur le territoire irakien. En août 2007, un B-52H convoie des missiles de croisière AGM-129 ACM de la Minot Air Force Base à la Barksdale Air Force Base dans le but de les démanteler ; il est chargé par erreur avec six missiles auxquels la tête nucléaire n'a pas été retirée. Les armes ne quittent pas la garde de l'USAF et sont sécurisées à Barksdale,.
À partir d'avril 2016, des B-52 sont déployés à la base militaire d'Al-Udeid, au Qatar, pour intégrer la coalition internationale en Irak et en Syrie,.
Sur les 102 B-52H produits, 94 sont encore opérationnels en mars 2008, les huit autres ayant été détruits dans des accidents, : 93 sont en service avec l'United States Air Force et un avec la NASA. À partir d'août 2008, quelques appareils de la Barksdale Air Force Base sont retirés se retrouvent dans le « cimetière d'avion » du 309th AMARG, à la Davis-Monthan Air Force Base. Au 15 janvier 2014, 110 B-52, versions G et H, sont enregistrés dans ce dépôt. Au 15 septembre 2017, leur nombre est de 108 appareils, soit 95 B-52G et 13 B-52H. Dans les unités 76 appareils sont en service depuis 2010 dont 63 disponibles. En mai 2014, 76 Stratofortress sont en service : 58 dans les forces actives et 18 dans l'Air Force Reserve Command. Le 13 février 2015, un B-52 placé en dépôt depuis 2008 redécolle pour la première fois après 70 jours de travaux, afin de remplacer un appareil endommagé,. Au 1er janvier 2016, 79 B-52H sont déployables au combat, deux sont utilisés pour des essais et huit sont en réserve soit un total de 89 appareils. En décembre 2019, 74 B-52H sont en service dans les unités de la United States Air Force.

## Versions
| Version      | Production | Premier vol           | Entrée en service |
| ------------ | ---------- | --------------------- | ----------------- |
| XB-52/YB-52  | 2          | 15 avril 1952 (YB-52) | Prototypes        |
| B-52A        | 3          | 5 août 1954           | Avions d'essais   |
| B-52B/RB-52B | 50         | 25 janvier 1955       | 29 juin 1955      |
| B-52C        | 35         | 9 mars 1956           | Juin 1956         |
| B-52D        | 170        | 14 mai 1956           | Décembre 1956     |
| B-52E        | 100        | 3 octobre 1957        | Décembre 1957     |
| B-52F        | 89         | 6 mai 1958            | Juin 1958         |
| B-52G        | 193        | 31 août 1958          | 13 février 1959   |
| B-52H        | 102        | 20 juillet 1960       | 9 mai 1961        |
| Total        | 744        |                       |                   |

Le B-52 passe par plusieurs changements de conception et versions pendant ses dix années de production. Un total de 744 exemplaires sont construits, le dernier en octobre 1962.

### Prototypes
Les deux premiers appareils construits sont les prototypes XB-52 et YB-52 (serial 49-230 et 49-231). Les deux appareils sont commandés en tant que XB-52 mais des modifications introduites sur le deuxième appareil sur la chaîne d'assemblage le rendent différent du premier ; sa désignation est changée en YB-52, qui désigne un appareil de présérie. Le YB-52 reçoit un équipement opérationnel dont est dépourvu le XB-52, et chaque aile est dotée de six destructeurs de portance au lieu de trois. Le XB-52 est le premier avion achevé ; il sort d'usine en novembre 1951 et commence les essais au sol peu après,. Il est endommagé lors d'un essai de mise en pression du système pneumatique et ne vole que le 2 octobre 1952, cinq mois et demi après le deuxième prototype qui a effectué son premier vol le 15 avril,,.
Jusqu'en 1957, les deux appareils continuent d'être utilisés pour les essais de mise au point et de développement. Le XB-52 est ensuite transféré à l'Air Force Development Center sur la base de Wright-Patterson où il est utilisé pour tester le turboréacteur J75 destiné aux chasseurs F-105 et F-106,,. Le YB-52 est donné au National Museum of the United States Air Force, également situé sur la base de Wright-Patterson ; il rejoint le musée le 27 janvier 1958,. Il est exposé sur la base, à l'extérieur, et rejoint par le XB-52 lors du retrait de ce dernier. Au milieu des années 1960, dans le cadre d'un programme d'embellissement des bases aériennes américaines initiés par la première dame Lady Bird Johnson, les deux prototypes sont mis à la ferraille,.

### B-52A
Dans la première version de production, le B-52A, treize avions sont commandés (serial 52-0001/13) ; seuls trois avions sont construits, les dix autres étant directement portés au standard B-52B. Le premier B-52A sort d'usine en mars 1954 et effectue son premier vol le 5 août, ; les trois appareils n'entrent jamais en service et sont utilisés par Boeing pour les essais en vol et de mise au point. Le modèle de production B-52A diffère des prototypes sur divers aspects : la partie avant du fuselage est redessinée, la cabine des prototypes avec verrière en bulle, aux sièges disposés en tandem est remplacée par une cabine conventionnelle avec des sièges côte à côte et le nez est allongé de 53 cm pour accueillir plus d'avionique et un sixième membre d'équipage, l'officier de guerre électronique, assis derrière le pilote et regardant vers l'arrière,. À l'arrière du fuselage, une tourelle de queue, avec quatre mitrailleuses de 12,7 mm, équipée d'un système de contrôle de tir, est montée, et un système d'injection d'eau est ajouté, avec un réservoir d'eau de 1 363 litres, pour augmenter la puissance des moteurs au décollage,. L'avion peut également emporter un réservoir externe de 3 785 litres au bout de chaque aile. Ces réservoirs agissent comme amortisseurs pour réduire la flexibilité de l'aile et maintenir aussi les saumons d'ailes près du sol pour faciliter l'entretien,.

### B-52B
Le B-52B est la première version à entrer en service dans l'USAF, le 29 juin 1955 avec le 93rd Bomb Wing (en) à la Castle Air Force Base (Californie). Cette version inclut des changements mineurs dans la motorisation et l'avionique avec l'intention de résoudre des problèmes de faible importance. Les avions sont cloués au sol à la suite d'un accident en février 1956, et de nouveau en juillet, ce qui entraîne des retards dans la formation des équipages, et au milieu de l'année suivante, aucun groupe de B-52 n'est prêt pour le combat.
Au total, en plus des dix B-52A portés au standard B-52B lors de l'assemblage, 50 B-52B et RB-52B sont commandés et les dix derniers appareils sont directement construits comme B-52C,,. La production de B-52B/RB-52B totalise 50 appareils (serial 52-0004/13, 52-8710/6 et 53-366/98), construits entre février 1954 et décembre 1955,. Sept des B-52B sont ultérieurement amenés au standard B-52C grâce au Project Sunflower,.

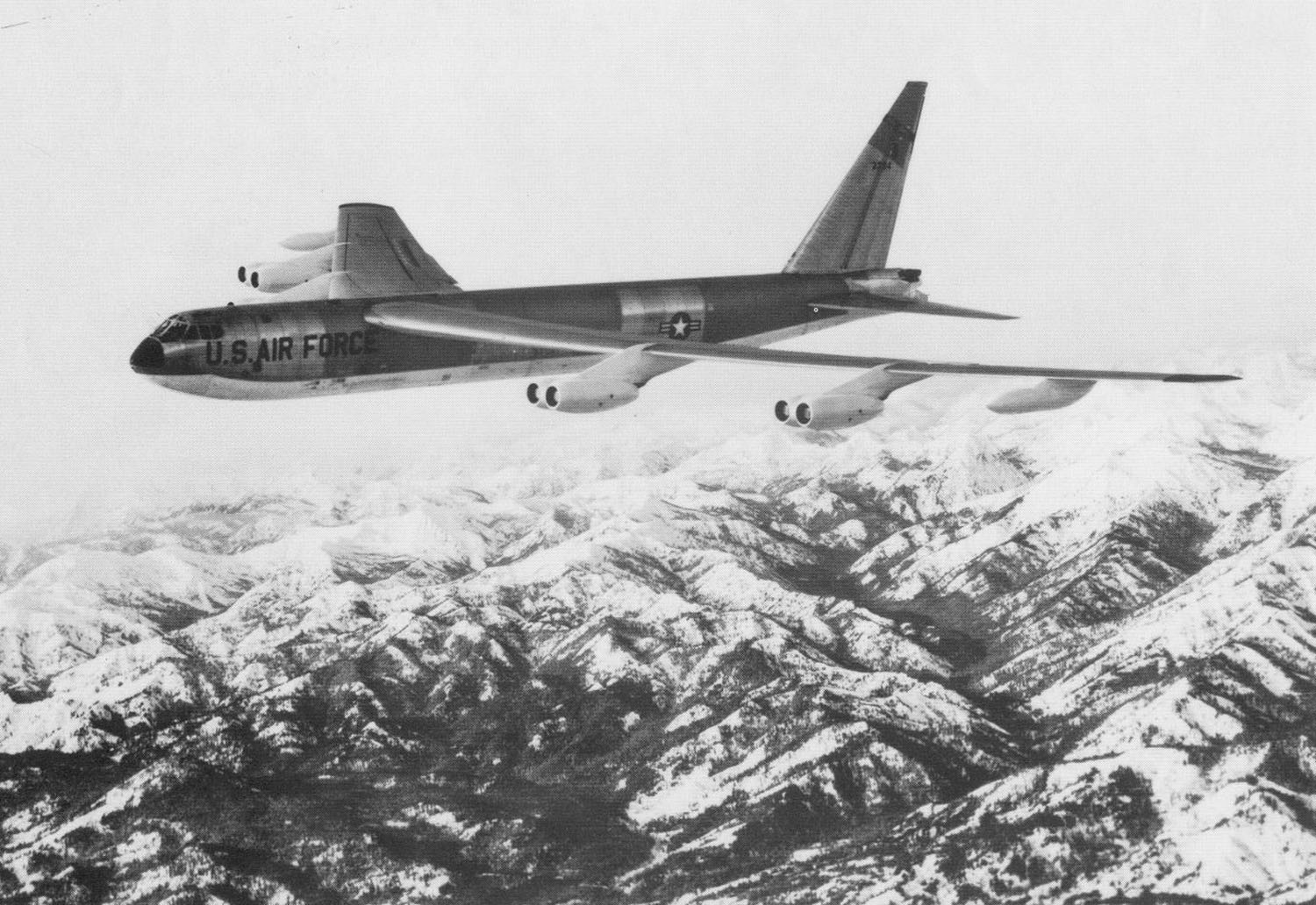
Un B-52B en vol.
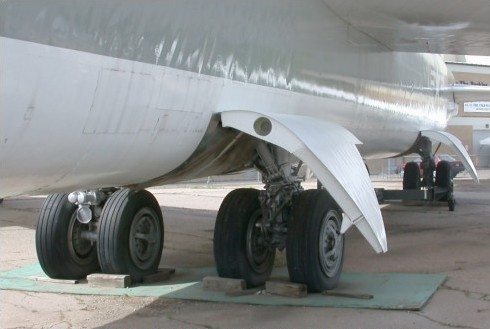
Train d'atterrissage principal d'un B-52B.
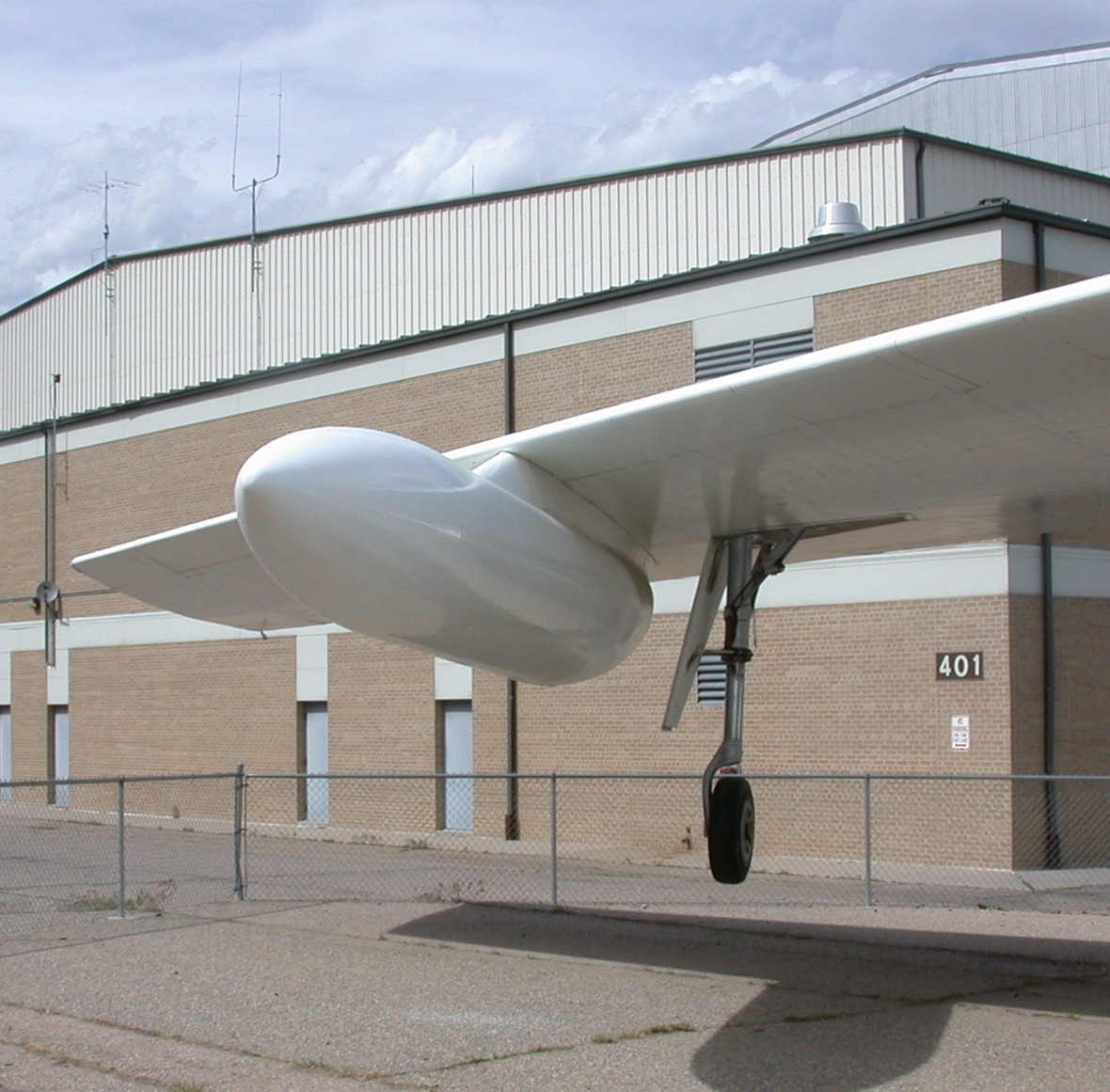
Roue et réservoir de carburant auxiliaire en bout d'aile d'un B-52B.

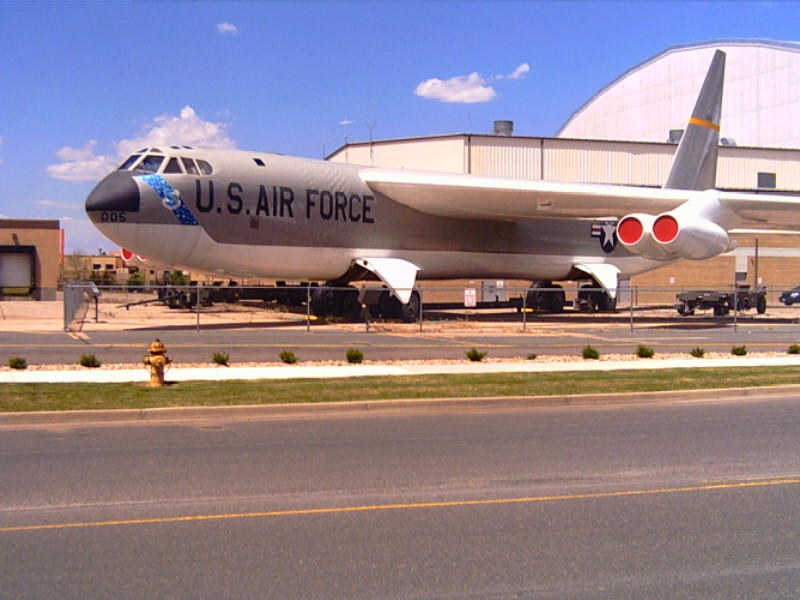
Le serial 52-0005, un RB-52B converti en GB-52B d'instruction au sol, exposé au Wings Over the Rockies Air and Space Museum.

Des 50 B-52B construits, 27 disposent d'une capacité d'emport d'une capsule de reconnaissance et sont dénommés RB-52B ; ils ont un équipage accru jusqu'à 8 membres. Le pod est un boîtier de récepteurs radio et une combinaison d'appareils photographiques K-36, K-38 et T-11, d'une masse de 136 kg et tous gérés par deux opérateurs assis sur des sièges éjectables dirigés vers le bas. L'installation du pod demande quatre heures de travail,.

### B-52C
Sur le B-52C, la capacité en carburant est accrue jusqu'à 157 851 litres par l'ajout des réservoirs subalaires plus grands de 11 356 litres, ce qui augmente l'autonomie de l'avion. La masse brute est accrue de 13 605 kg, la masse totale atteignant 204 167 kg. Le ventre de l'avion est peint avec une couleur blanc anti-flash, destinée à réfléchir les radiations thermiques émises par une explosion nucléaire,. RB-52C est la désignation donnée, mais rarement utilisée, aux B-52C lorsqu'ils sont équipés de la capsule de reconnaissance, de manière similaire aux RB-52B ; toutefois, les B-52C réalisent peu de missions de reconnaissance,.
Au total 35 B-52C sont construits (serial 53-0399/0408, 54-2664/2675 et 54-2676/2688) : en plus des dix appareils initialement commandés comme B-52B, l'Air Force passe commande de 25 appareils. Au cours de leur carrière, cinq appareils sont perdus et le reste de la flotte quitte les unités opérationnelles en 1971.

### B-52D

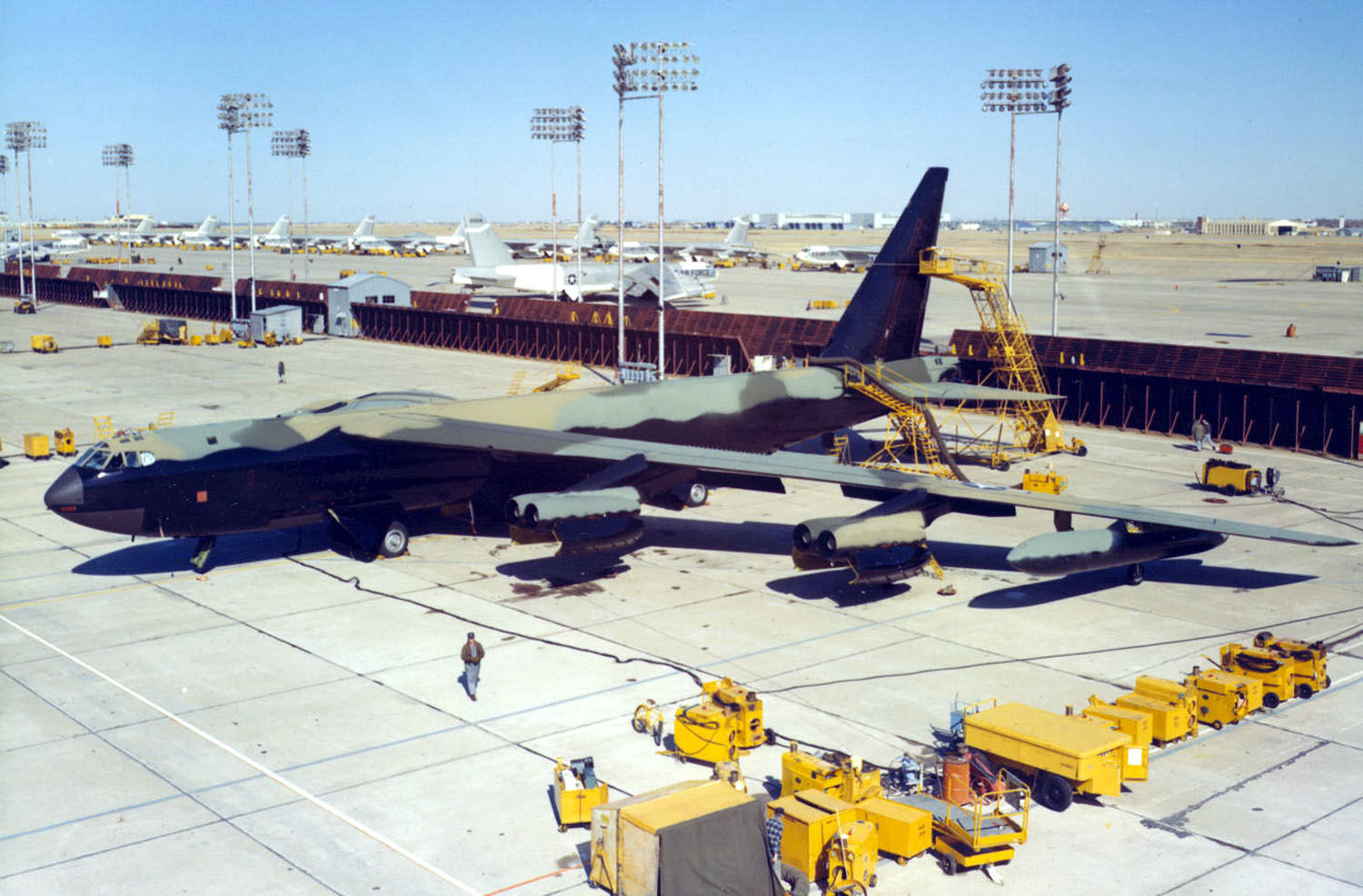
B-52D avec son camouflage destiné à la guerre du Viêt Nam.

Le B-52D est semblable au B-52C mais ne peut pas emporter la capsule de reconnaissance ; cette version est uniquement destinée au bombardement,. À partir de décembre 1965, la modification Big Belly permet aux B-52D de transporter des charges de bombes conventionnelles plus lourdes pour réaliser des tapis de bombes sur le Viêt Nam,. Ils reçoivent un nouveau schéma de camouflage avec le ventre noir, pour éviter d'être découverts par les projecteurs ennemis lors des bombardements nocturnes, et les surfaces supérieures vert et brun,.

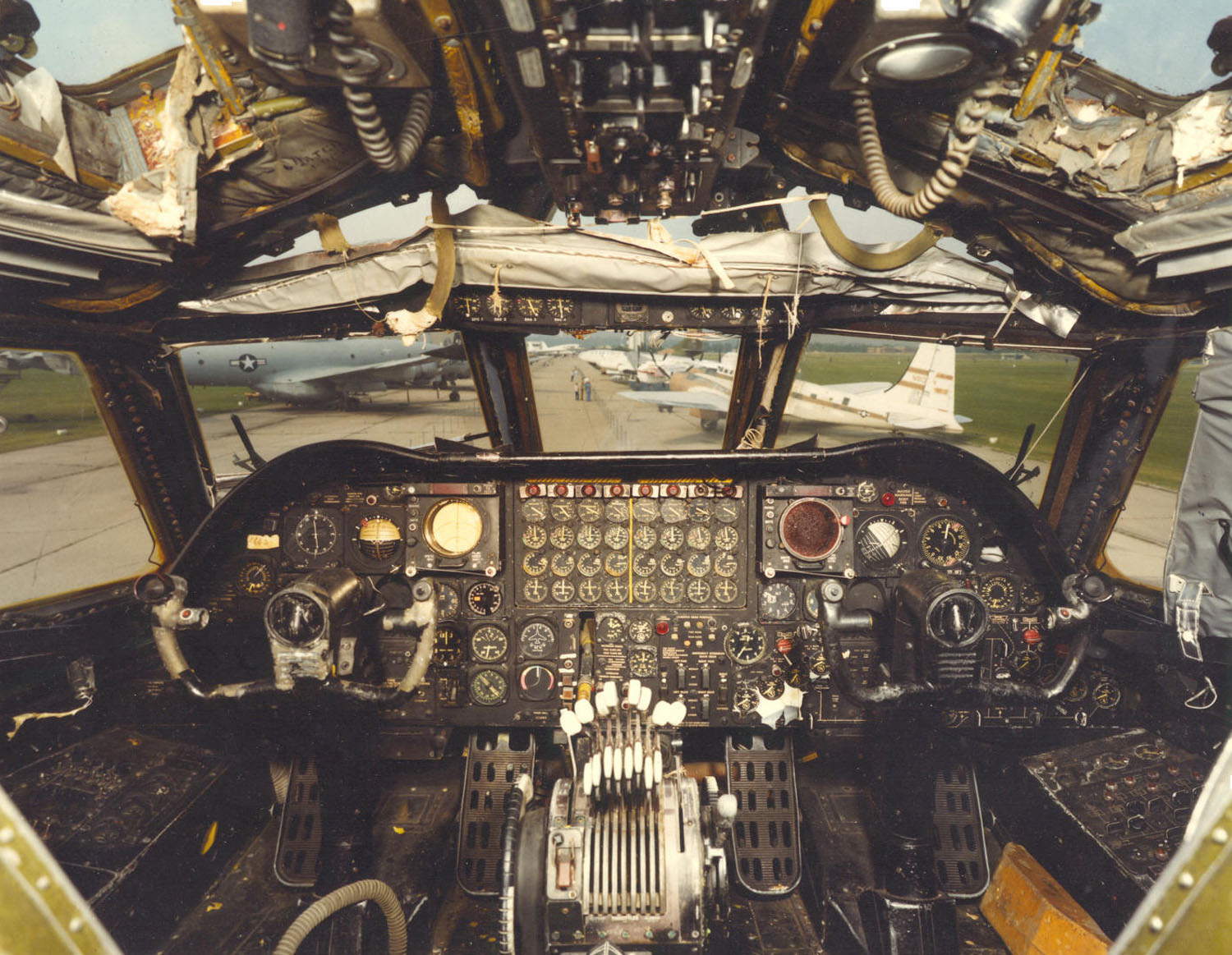
Habitacle des pilotes dans le cockpit d'un B-52D.
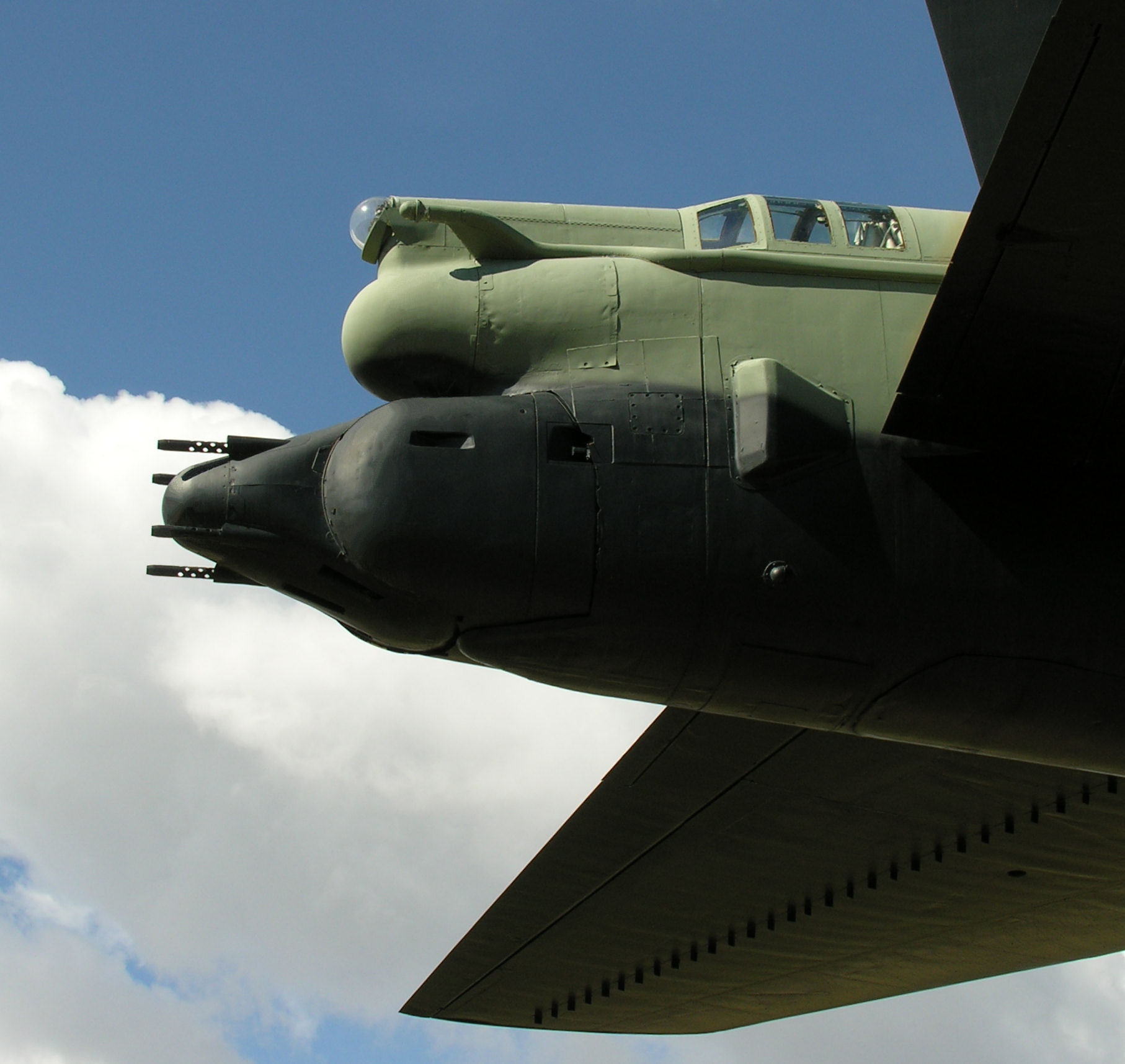
Tourelle de queue avec quatre mitrailleuses Browning AN/M2 d'un B-52D.

### B-52E
Dans la version B-52E, l'avion reçoit des mises à jour dans l'avionique et dans le système de bombardement, pour qu'il soit ultérieurement raffiné et inclus dans les modèles suivants.

### B-52F
Le version B-52F reçoit les moteurs Pratt & Whitney J57-P-43W avec une amélioration du système d'injection d'eau et de nouveaux alternateurs. Ce modèle connait des problèmes avec des fuites de carburant, mais qui sont finalement résolus avec plusieurs programmes de modifications, dénommés Blue Band, Hard Shell et QuickClip.

### B-52G
Le B-52G est proposé pour allonger la durée de vie des B-52, pendant les retards dans le programme B-58 Hustler. À l'origine, il est prévu de réaliser une refonte assez radicale, avec une aile complètement nouvelle et des moteurs Pratt & Whitney J75. Cette demande est rejetée pour éviter un ralentissement dans la production, bien que certains changements aient été réalisés. Le plus significatif d'entre eux est l'introduction d'une nouvelle voilure avec des réservoirs intégraux, ce qui accroit considérablement la capacité en carburant, mais augmente la masse de l'avion d'environ 17 235 kg par rapport aux versions antérieures. De plus, une paire de réservoirs externes de 2 650 litres est ajoutée sous les ailes. Dans ce modèle, les traditionnels ailerons sont éliminés et des spoilers sont utilisés à la place pour le contrôle du roulis. L'empennage vertical est raccourci de 2,4 mètres, la capacité du système d'injection d'eau est poussée à 4 540 litres et le radôme de nez est allongé. Le mitrailleur de queue est transféré dans le poste principal et pourvu d'un siège éjectable. L'équipage est réparti selon un concept appelé Battle Station (en français : « station de bataille ») dans lequel l'équipage offensif (le pilote et le copilote à l'étage supérieur et les deux opérateurs des systèmes de navigation et de bombardement à l'étage inférieur) sont tournés vers l'avant, alors que l'équipage défensif (mitrailleur et officier de guerre électronique) vont au niveau supérieur et regardent vers l'arrière de l'avion. Le B-52G entre en service le 13 février 1959 (un jour avant le retrait du dernier B-36, ce qui fait du Strategic Air Command une unité de bombardiers à réaction au complet). Quasiment tous les B-52G sont détruits en conformité avec le traité de réduction des armes stratégiques (START I) en 1992. Quelques exemplaires restent dans des musées et en exposition statique dans plusieurs bases aériennes.

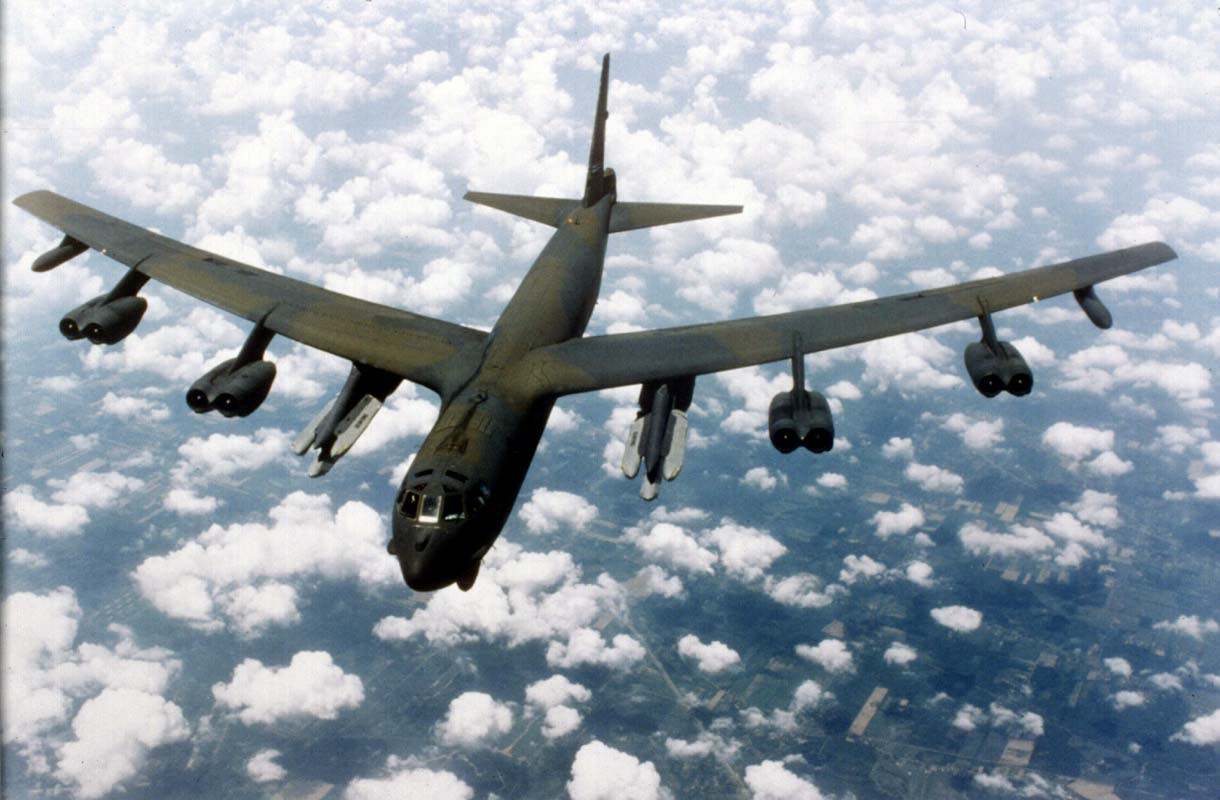
Un bombardier B-52G quand il était en service.
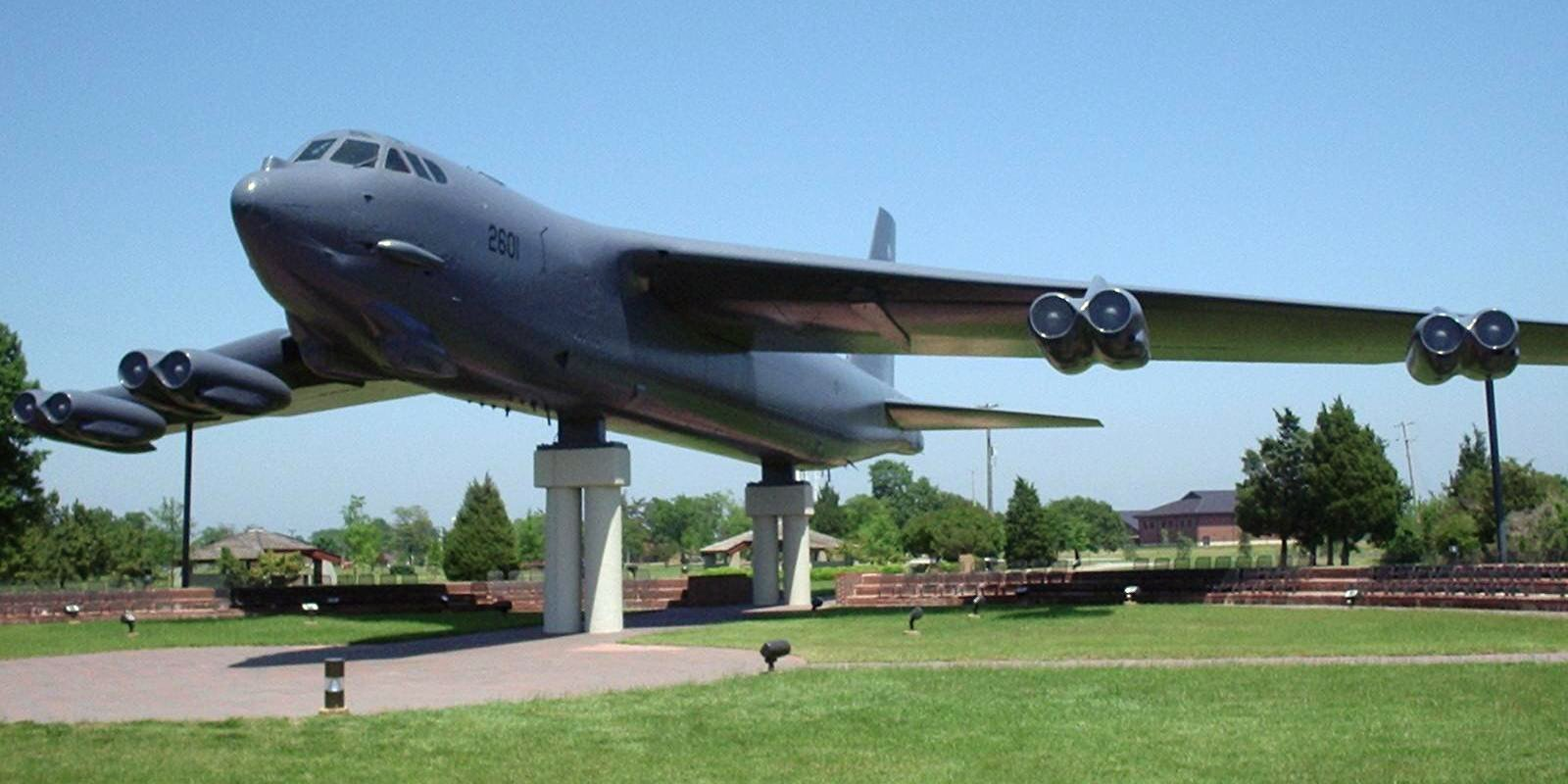
B-52G conservé en exposition statique à la Langley Air Force Base, à Hampton, Virginie.
Distribution des six membres d'équipage dans la cabine d'un B-52G.

### B-52H

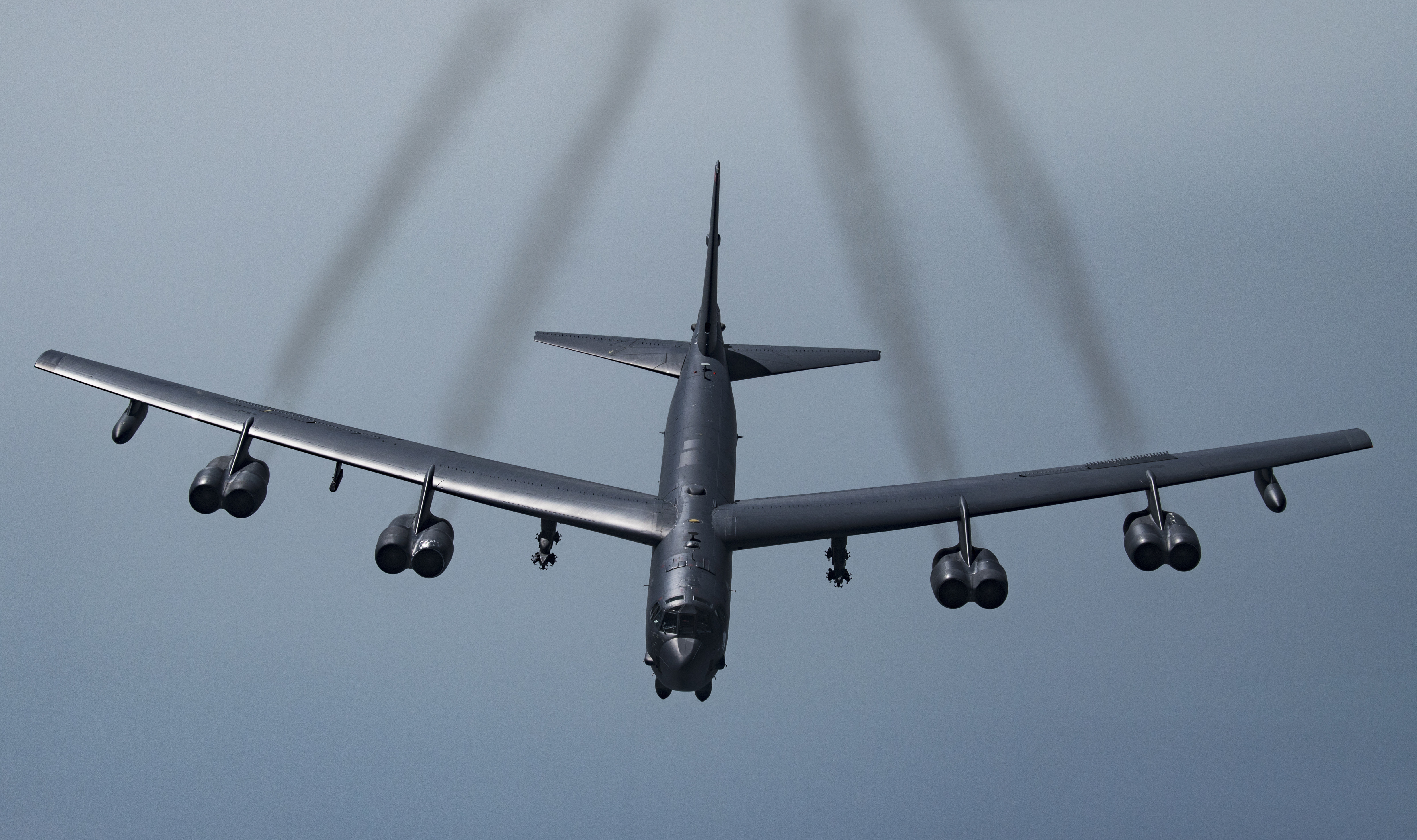
Un B-52H en train de rejoindre des avions de la Force aérienne de l'émirat du Qatar et sillonner avec eux l'Asie du sud-ouest. Mai 2019.

Le B-52H reprend les mêmes équipements et changements structurels que le B-52G. L'amélioration la plus significative est le changement des moteurs pour les turboréacteurs à double flux Pratt & Whitney TF33-P-3, lesquels, malgré les problèmes de fiabilité initiaux (corrigés en 1964 avec le programme Hot Fan), offrent une amélioration des performances et consomment moins de carburant que les J57 à simple flux. L'équipement de contre-mesures électroniques et l'avionique sont mis à jour, un nouveau système de contrôle de tir est incorporé, et les mitrailleuses de queue sont remplacées par un canon automatique M61 Vulcan de 20 mm. Il est prévu pour transporter quatre exemplaires du futur missile balistique GAM-87 Skybolt, mais n'en a jamais été équipé. Cette version vole pour la première fois le 10 juillet 1960 et entre en service le 9 mai 1961. Depuis 1994, c'est la seule qui reste en service. Le dernier appareil construit, le B-52H serial 61-0040, sort d'usine le 26 octobre 1962,. Entre 1991 et 1994, les canons de queue sont enlevés sur tous les B-52H, bien que les instruments associés soient conservés s'il était nécessaire de les réinstaller, et les mitrailleurs qui les manœuvraient ne font plus partie des équipages. Début 2018, l'USAF dispose encore de 89 B-52H, dont 38 opérationnels pour des frappes nucléaires sur les 48 ayant cette capacité. Ces derniers peuvent être identifiés car ils portent les « ailettes New START» des deux côtés du fuselage entre les ailes et l'empennage. Ces identifiants externes en vertu du traité New START sont supprimés lorsque les avions sont convertis en capacités non nucléaires.

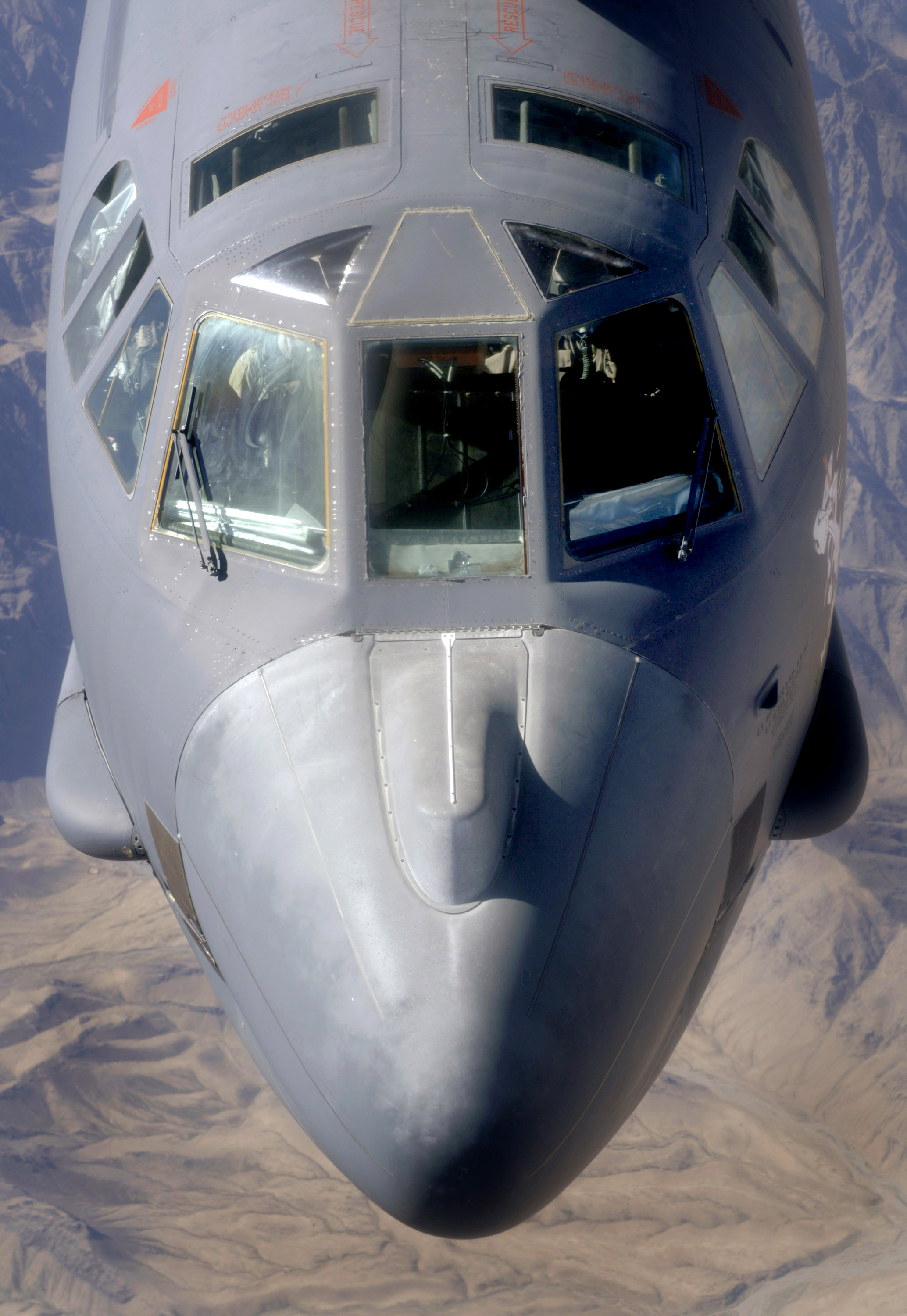
Cockpit d'un B-52H.
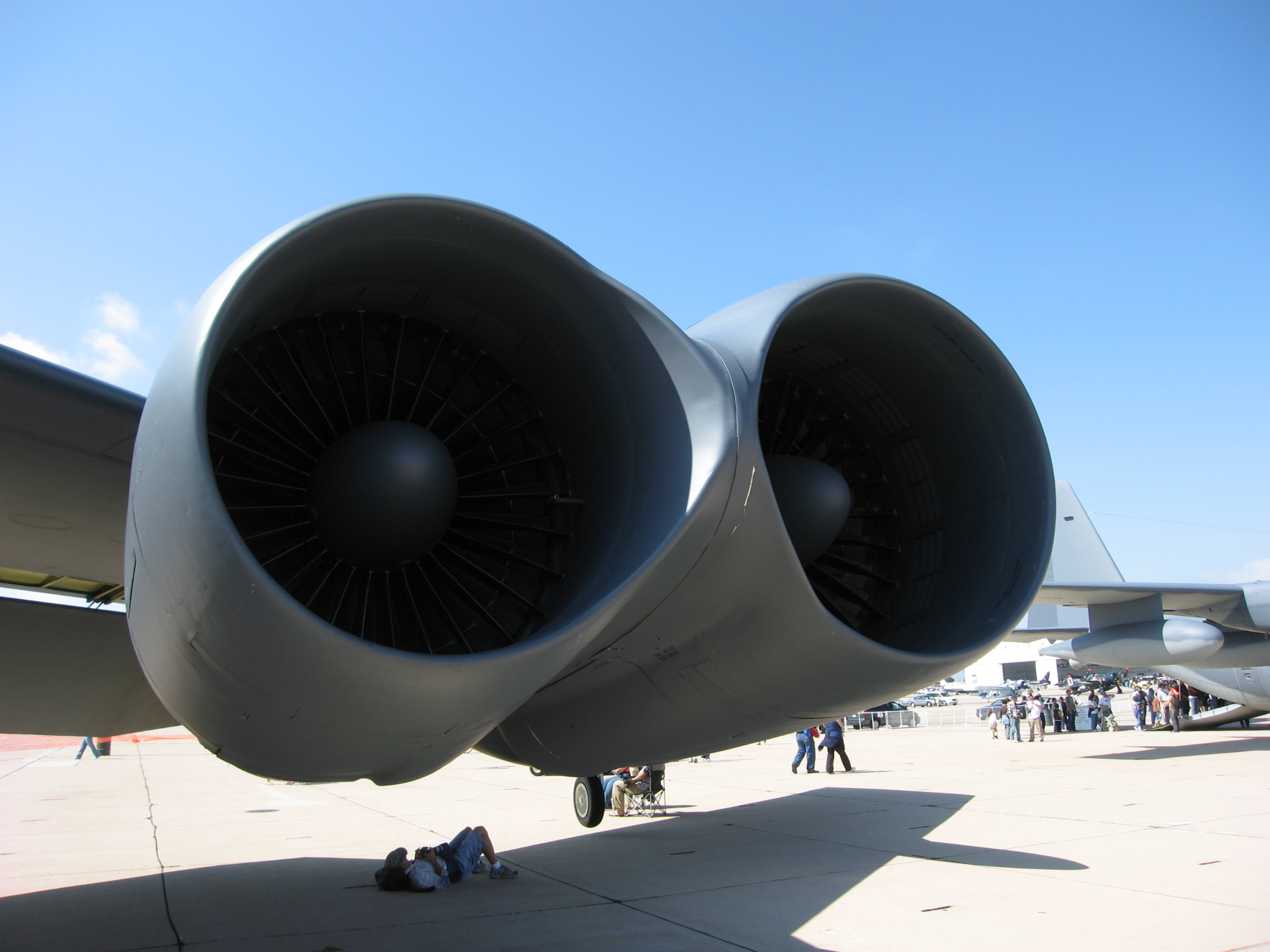
Paire de moteurs TF33 sur un B-52H.
Répartition actuelle des cinq membres d'équipage dans la cabine d'un B-52H.

### B-52J
En avril 2023, il est annoncé que les 76 B-52H 
qui doivent être remotorisés seront nommés B-52J. Ils seront équipés de réacteurs Rolls Royce F130, d'une version radar Raytheon AN/APG-79, de nouveaux systèmes de communications et pourront emporter de nouveaux armements

### Versions spéciales et expérimentales

#### Avions porteurs

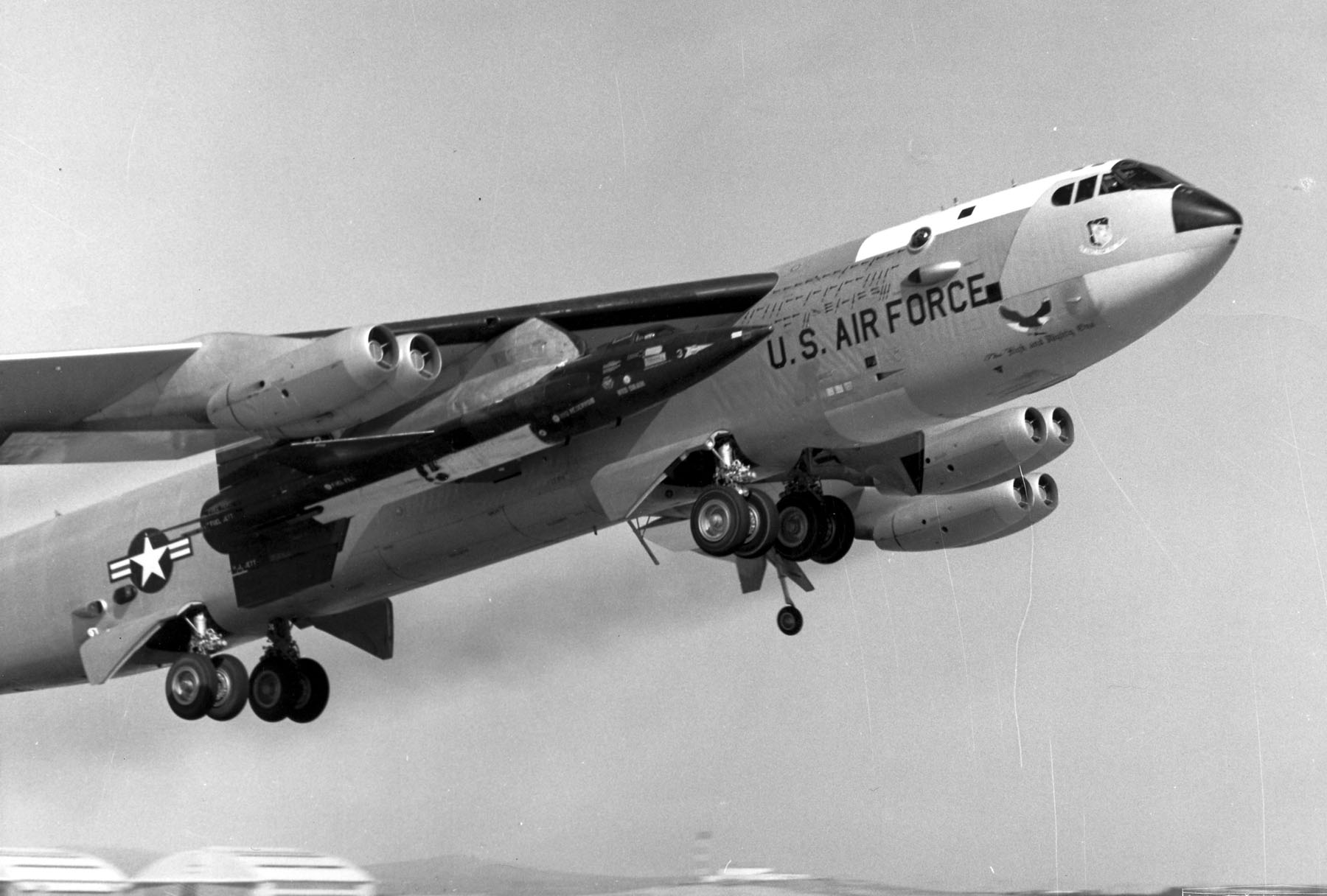
Le NB-52A transportant un X-15.

Trois B-52 sont utilisés par la NASA pour servir d'avions porteur. Pour transporter l'avion expérimental North American X-15, la NASA utilise deux B-52 entre 1959 et 1969. Il s'agit du dernier B-52A produit (serial 52-0003) et du RB-52B Balls 8 (serial 52-0008) ; ils sont modifiés afin de pouvoir emporter le X-15 sous l'aile droite et deviennent respectivement NB-52A et NB-52B. Le premier vol avec le X-15 a lieu le 10 mars 1959 et le premier lancement de l'avion expérimental est effectué le 8 juin de la même année. Le NB-52A, baptisé The High and Mighty One, emporte le X-15 dans 93 des 199 vols du programme, les 106 autres vols ayant eu lieu depuis le Balls 8.
Le NB-52A est retiré en 1968, avec la fin du programme X-15. Le NB-52B, quant-à lui, continue d'être utilisé pour des essais, notamment pour emporter des aéronefs expérimentaux, jusqu'en 2004. En juillet 2001, la NASA reçoit un B-52H (serial 61-0025) de l'USAF afin de remplacer le Balls 8 ; après avoir subi des modifications, l'avion est redésigné NB-52H. Cependant, il n'est que très peu utilisé et son retrait a lieu en mai 2008 ; il est récupéré par l'USAF et envoyé sur la base de Sheppard, au Texas où sert pour l'entraînement à la maintenance.

#### Configured Control Vehicle

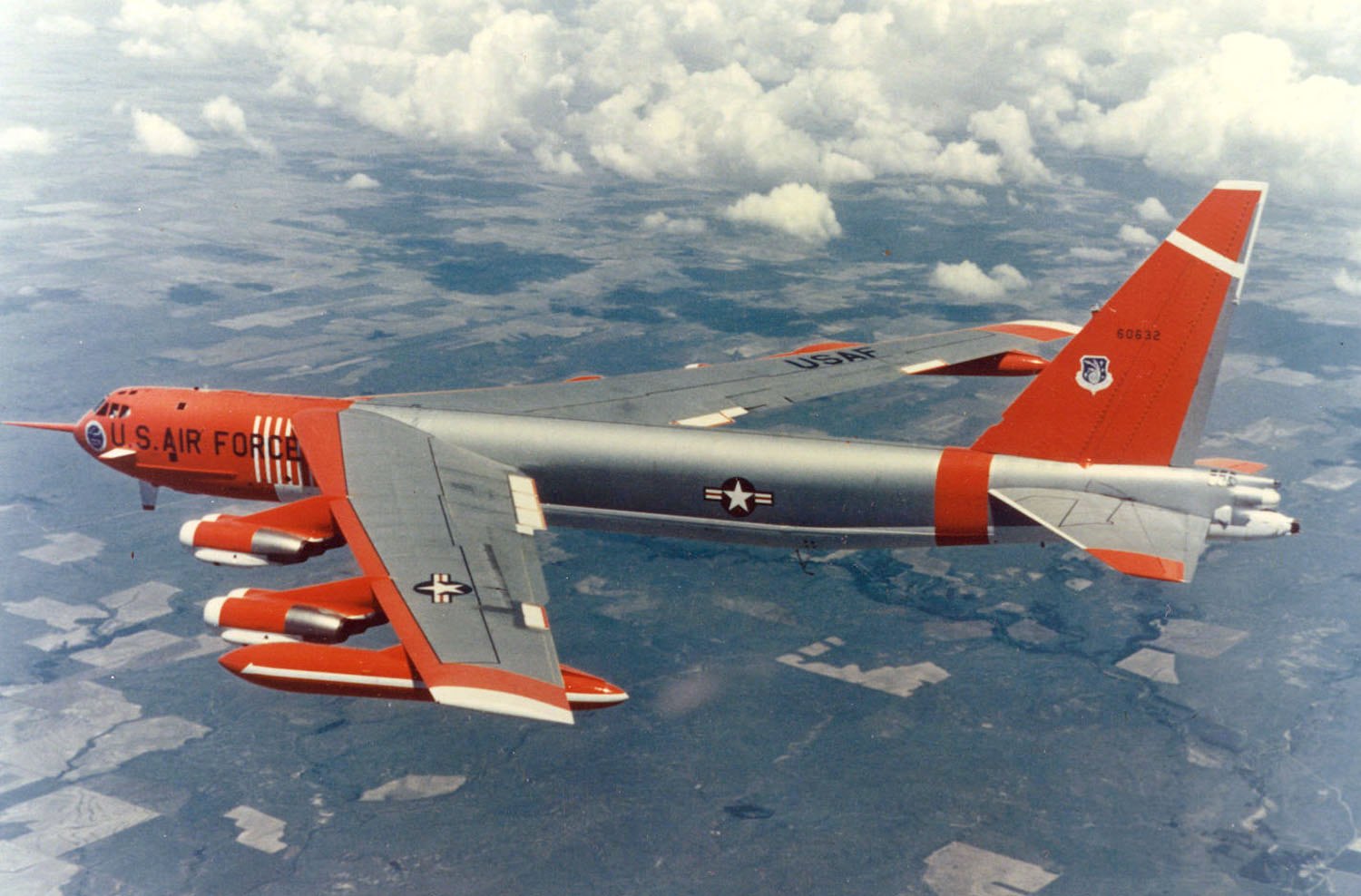
Avion d'essai NB-52E.

Le deuxième B-52E construit (serial 56-0632) est transformé en banc d'essai pour plusieurs systèmes du B-52 ; il est utilisé par l'Air Force Flight Test Center,. L'appareil est équipé d'une perche de mesure à l'avant et reçoit une schéma de peinture spécial : la partie avant du fuselage, les bords d'attaque des ailes, les nacelles des réacteurs et la dérive sont peints en rouge ; le reste est gris.
Entre 1966 et 1969, l'avion est utilisé dans le cadre du programme d'atténuation de charge et de stabilisation LAMS (Load Alleviation and Mode Stabilization). Les ailes sont équipés de surfaces mobiles supplémentaires, dont des volets contrôlés par ordinateur ; un plan canard est installé sur l'avant du fuselage et l'avion est équipé d'un système LAMS qui permet de réduire la fatigue de la structure provoquée par les rafales de vent au cours des vols à basse altitude,. En 1973, pendant un vol d'essai, le NB-52E vole 18,5 km/h plus vite que la vitesse maximale sans subir de dommages car les canards ont atténué de 30 % les vibrations verticales et de 50 % les horizontales causées par les rafales de vent,,,.
L'appareil est retiré des vols en 1974 et stocké au MASDC ; il est « guillotiné » en octobre 1993 dans le cadre des accords START,.

#### Essais moteurs
À la fin de sa carrière en 1957, le prototype XB-52 sert de banc d'essai pour le turboréacteur à simple flux J75 ; il est équipé de deux J75, chacun prenant la place d'une nacelle extérieure. Un autre B-52 (B-52E 57-0119) est transformé en banc d'essai sous la désignation NB-52E. Il est loué à General Electric à partir de janvier 1966 pour tester le turboréacteur à double flux TF39 qui doit équiper le C-5 Galaxy,,, puis du CF6 des futurs McDonnell Douglas DC-10 et Airbus A300. L'appareil est retiré en 1972. Le motoriste Pratt & Whitney utilise également un B-52E (serial 56-0636, renommé JB-52E) pour réaliser les essais en vol du turboréacteur JT9D destiné à équiper l'avion de ligne Boeing 747,,,,. Sur chacun de ces deux appareils, le turboréacteur étudié est installé sur la nacelle intérieure droite, remplaçant deux J57,,,,.

## Opérateurs
États-Unis

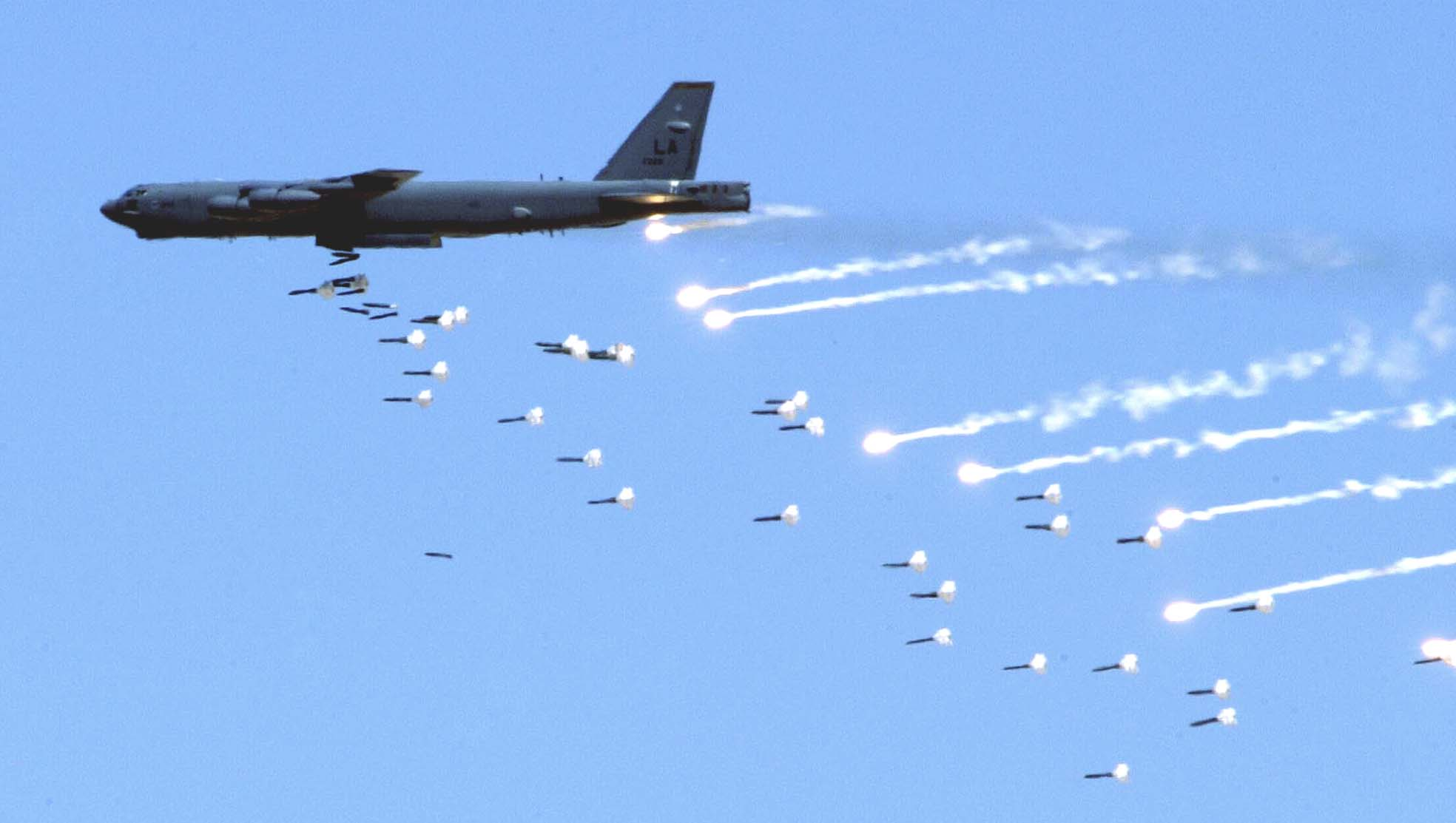
Un B-52 effectuant un largage de bombes freinées pendant un entraînement.

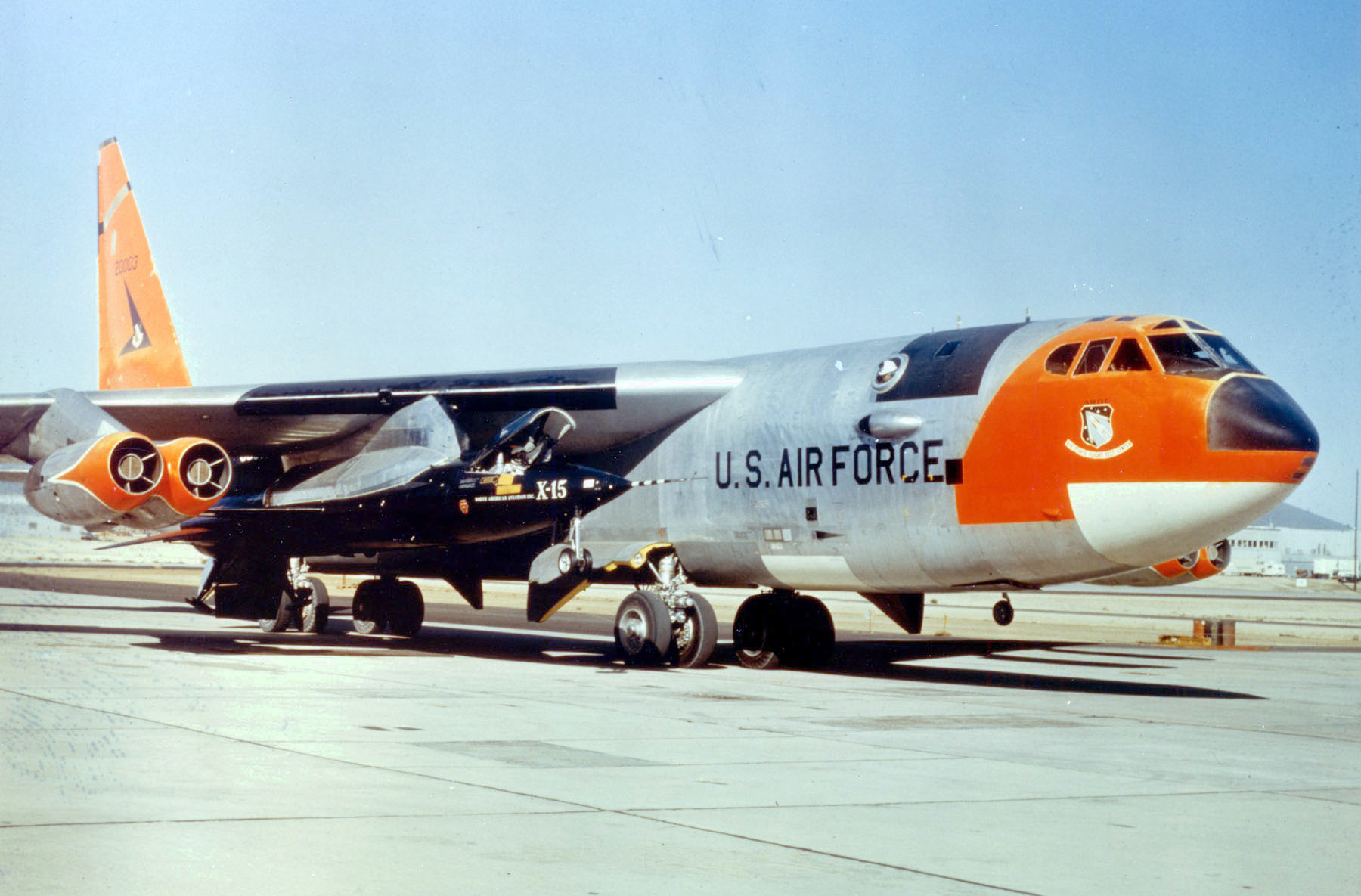
Le NB-52A 52-0003 avec le X-15 accroché sous l'aile droite.

- United States Air Force (USAF). En janvier 2015, 76 appareils sont en service actif[325]. En janvier 2018, l'USAF dispose de 89 appareils dont 46 à capacités nucléaires mais 8 non déployés, 41 bombardiers à capacités conventionnelles et 2 avions de test[303],[304], qui sont répartis sur quatre bases de l'Air Force, volant pour 4 Wing et un centre de test comme indiqué ci-dessous :

| Global Strike Command      | 2nd Bomb Wing - Barksdale AFB, Louisiane (code de queue : LA)  | - 11th Bomb Squadron (ligne de queue : or) - 20th Bomb Squadron (ligne de queue : bleue) - 96th Bomb Squadron (ligne de queue : rouge) |
| Global Strike Command      | 5th Bomb Wing - Minot AFB, Dakota du Nord (code de queue : MT) | - 23th Bomb Squadron (ligne de queue : rouge) - 69th Bomb Squadron                                                                     |
| Air Combat Command         | 57th Wing – Nellis AFB, Nevada                                 | - 340th Weapons Squadron (Barksdale AFB, Louisiane, ligne de queue : bleue)                                                            |
| Air Force Reserve Command  | 917th Wing (en) - Barksdale AFB, Louisiane                     | - 93th Bomb Squadron (modèle B-52H, code de queue : BD, ligne de queue : bleu/or)                                                      |
| Air Force Materiel Command | Air Force Flight Test Center - Edwards AFB, Californie         | |

- National Aeronautics and Space Administration (NASA). Trois appareils sont utilisés entre la fin des années 1950 et 2008 : un B-52A et un RB-52B, le Balls 8, acquis dans le cadre du projet X-15. Les appareils deviennent alors NB-52A et NB-52B, le préfixe « N » indiquant qu'ils sont utilisés pour des essais. Le Balls 8 est ensuite utilisé pour d'autres essais jusqu'au programme X-43. La NASA acquiert un B-52H en 2001 pour remplacer le NB-52B qui est retiré en décembre 2004[326]. En 2008, le B-52H, devenu NB-52H, n'ayant plus d'utilité au sein de l'organisation, est rétrocédé à l'USAF qui l'utilise comme cellule d'instruction à la maintenance sur la Sheppard AFB, au Texas[327].

## Accidents notables

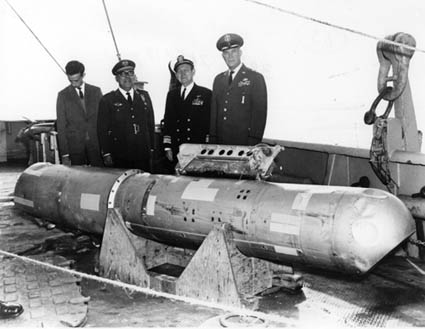
La bombe récupérée huit jours après sa chute en mer pendant l'accident nucléaire de Palomares en 1966.

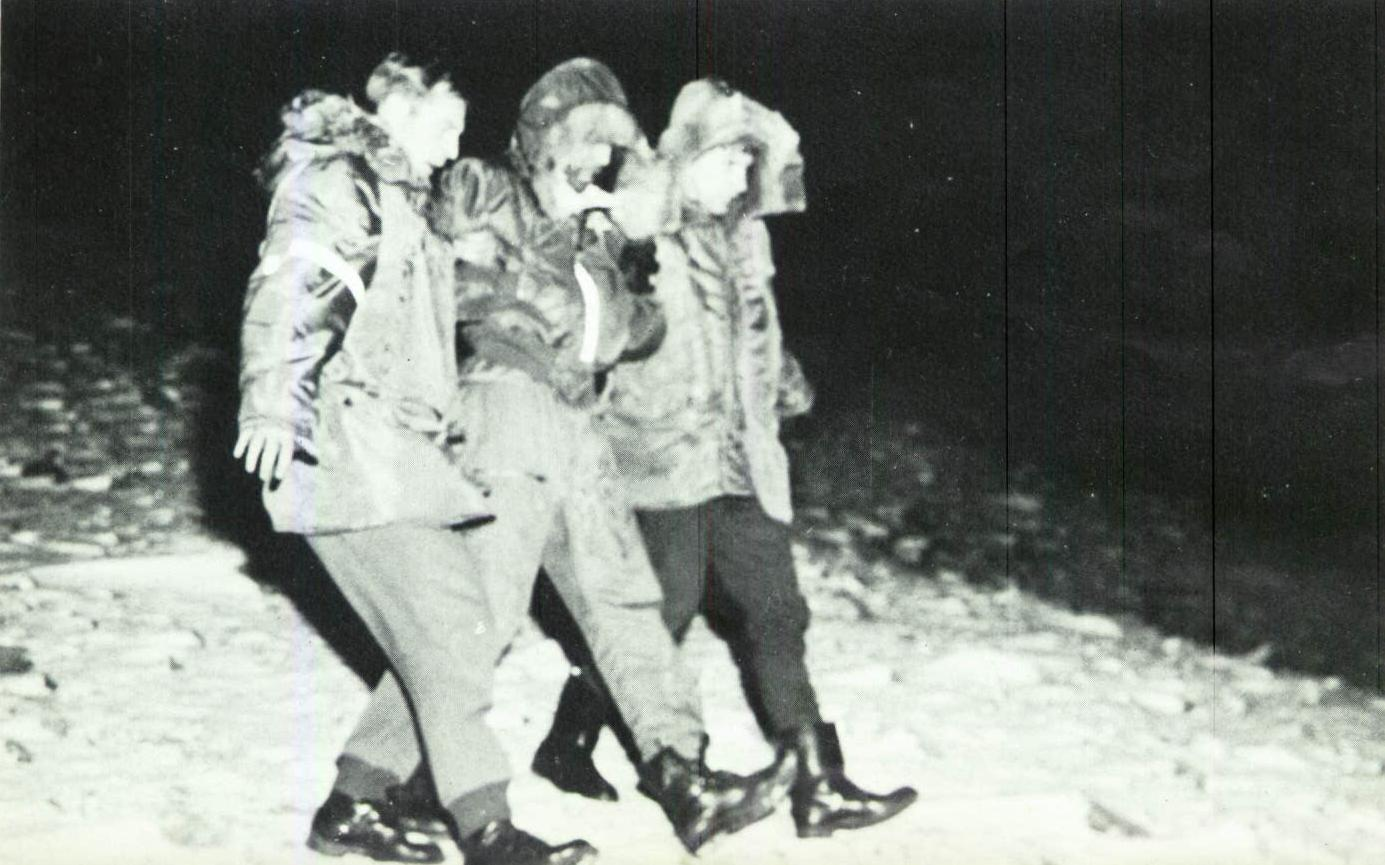
Sauvetage du mitrailleur du B-52G qui s'est éjecté de l'avion avant qu'il ne s'écrase dans la baie de Baffin, Groenland. 1968.

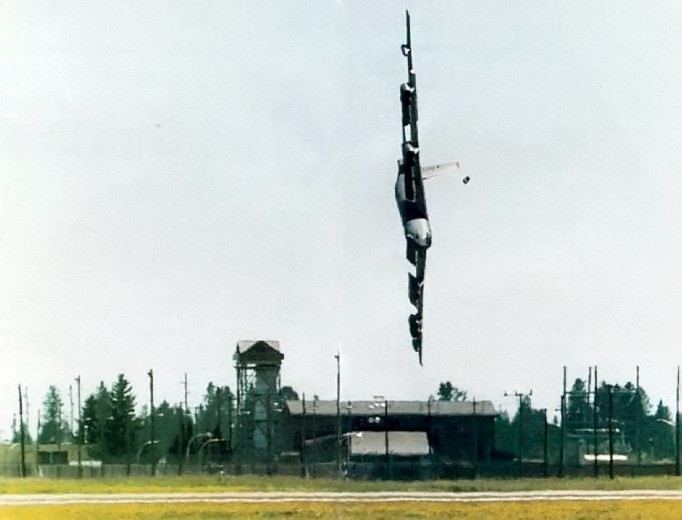
Le B-52H Czar 52 avant de s'écraser sur la Fairchild Air Force Base en 1994. Près de la pointe de la queue, la trappe d'évacuation individuelle est visible pendant la séquence d'éjection du copilote.

Depuis la mise en service du B-52, 85 appareils ont été perdus dans des accidents ou incidents en vol ou au sol. Ce chiffre ne comprend pas les B-52 abattus au cours de la guerre du Viêt Nam. La première perte d'un B-52 a lieu le 16 février 1956 lorsque le B-52B serial 53-0384 se désintègre alors qu'il vole dans les environs de Sacramento en Californie après un incendie à bord. Au cours des années qui suivent, sept autres B-52B seront perdus. Cinq B-52C sont détruits, 28 B-52D, trois B-52E, neuf B-52F, 21 B-52G et onze B-52H, le dernier accident ayant lieu en mai 2016.
- Le 11 février 1958, un B-52D s'écrase au Dakota du Sud après que de la glace a bloqué le système d'approvisionnement en carburant, ce qui conduit à une perte de puissance incontrôlable sur les huit moteurs. Trois membres d'équipage perdent la vie[329].
- Le 24 janvier 1961, un B-52G se désintègre en vol et s'écrase après qu'il a souffert d'une importante perte de carburant, près de Goldsboro, Caroline du Nord, en laissant tomber deux bombes nucléaires qui n'explosent pas[330].
- Le 14 mars 1961, un B-52F du 70th Bomb Wing, transportant deux bombes nucléaires, subit une dépressurisation incontrôlable qui oblige l'équipage à descendre à 3 000 m pour compenser. L'augmentation de la consommation à basse altitude, associée à l'impossibilité de trouver un avion ravitailleur à temps, conduit l'équipage à s'éjecter, alors que l'avion incontrôlable s'écrase 24 km à l'ouest de Yuba City, en Californie[331].
- Le 24 janvier 1963, un B-52C effectuant une mission d'entraînement à proximité de la Westover Air Force Base, Massachusetts, s'écrase sur la pente de l'Elephant Mountain, près de Greenville (Maine), en raison d'un problème technique. Des neuf hommes présents à bord, seuls deux survivent à l'accident[332].
- Le 13 janvier 1964, un B-52D transportant deux bombes nucléaires subit une défaillance structurelle en plein vol, ce qui cause la perte d'une section de la queue. Quatre membres d'équipage parviennent à s'éjecter avant que l'avion ne s'écrase près de Cumberland (Maryland), mais un autre est tué dans l'avion, n'ayant pu actionner son siège éjectable. Ultérieurement, deux des membres d'équipage décèdent à terre par hypothermie. Les deux armes sont récupérées[333].
- Le 17 janvier 1966, une collision se produit entre un B-52G avec des armes nucléaires et un avion ravitailleur KC-135 Stratotanker lors d'un ravitaillement en vol, au-dessus de Palomares, Almería, Espagne. Le KC-135 est totalement détruit quand sa charge de carburant s'enflamme, ce qui provoque la mort de quatre membres d'équipage. Le B-52G se désintègre partiellement et trois des sept membres d'équipage sont tués, n'ayant pas eu le temps de s'éjecter. Les bombes B28 de 1,5 mégatonne tombent sur terre ou en mer[334]. L'impact au sol de deux bombes provoque la détonation de la charge conventionnelle prévue pour enclencher la réaction nucléaire, dispersant sur le sol du plutonium et de l'uranium, mais la réaction nucléaire n'a pas lieu. Les deux autres bombes n'explosent pas et sont finalement récupérées. Après l'accident, la terre contaminée est envoyée aux États-Unis[335].
- Le 21 janvier 1968 a eu lieu l'accident de Thulé : un B-52G survolant la baie de Baffin avec quatre bombes à hydrogène à bord, au cours d'une mission d'alerte de l'opération Chrome Dome de la guerre froide, s'écrase sur la glace de North Star Bay, après avoir tenté un atterrissage d'urgence sur la base aérienne de Thulé, au Groenland, après qu'un incendie s'est déclaré en cabine. Six des sept membres d'équipage s'éjectent et le dernier décède[336]. Sur le lieu de l'impact, l'incendie laisse une grande contamination radioactive, dont le nettoyage dure des mois[138]. À cause des coûts de nettoyage et des conséquences politiques, ainsi que l'apparente probabilité élevée de ce type d'incidents (celui-ci survient peu de temps après celui de Palomares), le SAC interrompt les opérations d'alerte Chrome Dome[337],[338].
- Le 31 mars 1972, le B-52D 56-0625, provenant de la McCoy Air Force Base (en), en Floride, participe à une mission d'entraînement de routine sans armement. Au moment de décoller, de problèmes multiples et des incendies sur les moteurs no 7 et 8 de l'appareil commencent à s'enchaîner. L'avion tente immédiatement de retourner à la base, mais s'écrase dans un quartier résidentiel d'Orlando, Floride, à deux kilomètres au nord de la base, détruisant ou endommageant huit maisons. Les sept membres d'équipage ainsi qu'un civil sont tués[339].
- Le 16 octobre 1984, lors d'un vol de nuit un B-52G (57-6479) touche de l'aile les roches du Hunts Mesa à Monument Valley, en Arizona, et s'écrase, formant une boule de feu. Au premier impact, à quelques mètres du sol, six des sept membres d'équipage s'éjectent ; deux sont tués et les cinq autres gravement blessés[340],[341].
- Le 24 juin 1994, le B-52H 61-0026, surnommé Czar 52, s'écrase sur la Fairchild Air Force Base, Washington, au cours d'un vol d'entraînement pour une démonstration aérienne. Les quatre membres d'équipage présents à bord sont tués dans l'accident[342].
- Le 21 juillet 2008, le B-52H 60-0053, lors d'un vol entre la Barksdale Air Force Base en Louisiane, et la Andersen Air Force Base à Guam, s'écrase à approximativement 40 km de la côte de Guam. Les six personnes présentes à bord sont tuées ; cinq sont des membres d'équipage, et l'autre est médecin de l'air[343].
- Le 18 mai 2016, le B-52H 60-0047 s'écrase après un décollage avorté au cours d'un vol d'entraînement sur la base militaire de Guam. Les six membres d'équipage ont pu s'extraire de l'appareil et ne sont pas blessés[344],[345]. Selon le rapport d'enquête, l'équipage a décidé d'interrompre le décollage en raison d'une perte de puissance due à une collision aviaire[346].

## Avenir
Bien que l'United States Air Force travaille sur de nouveaux bombardiers, le Northrop Grumman B-21 étant officiellement le successeur, en 2018, elle a l'intention, de maintenir le B-52H en service au moins jusqu'aux années 2050, quatre-vingt-dix ans après la fin de sa production,,,,. Il s'agirait alors d'une durée de service sans précédent pour un avion militaire,. Le B-52 le plus récent est sorti d'assemblage en octobre 1962 et les appareils ont souvent plus de deux fois l'âge de leurs pilotes. En 2014, six avions ont plus de 50 ans de service : le Tupolev Tu-95 soviétique, le C-160 Transall franco-allemand, et les américains Lockheed C-130 Hercules, Boeing KC-135 Stratotanker, Lockheed U-2 et B-52. Les appareils américains sont régulièrement révisés et réactualisés dans les centres d'entretien de l'USAF, comme la Tinker Air Force Base, en Oklahoma.

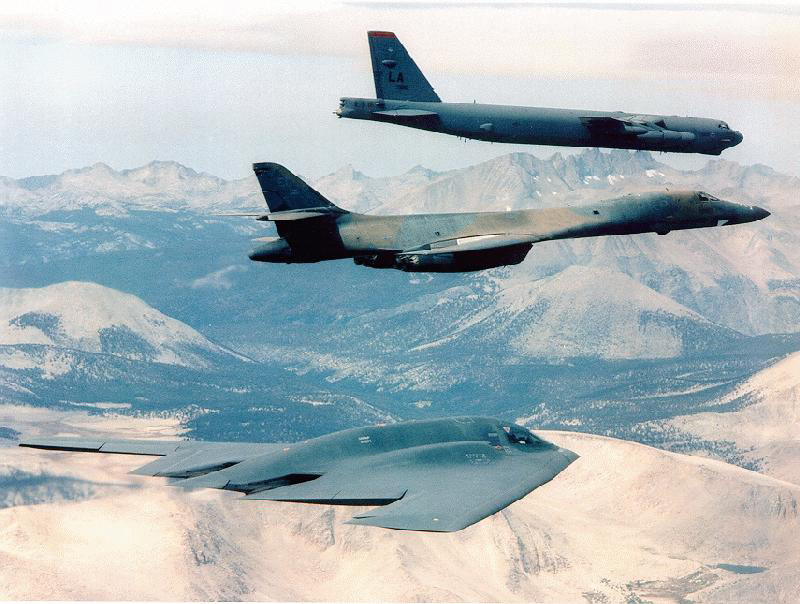
Un B-52 Stratofortress (au fond) avec un B-1B Lancer (au centre) et un B-2 Spirit (au premier plan).

L'USAF reste confiante dans le B-52 parce qu'il continue d'être un bombardier lourd, efficace et économique, particulièrement dans le type de missions qu'il réalise, depuis la fin de la guerre froide, contre des adversaires dont les capacités de défense aérienne sont limitées. La grande autonomie du B-52 lui permet d'être en attente au-dessus ou à proximité du champ de bataille attendant les demandes de bombardement et d'appui aérien rapproché avec des bombes de précision ou à chute libre, ce qui est un atout précieux dans des conflits comme l'opération Iraqi Freedom en 2003.
La vitesse du B-1 Lancer et la capacité furtive du B-2 Spirit ne se révèlent utiles que lorsque les défenses aériennes ennemies ne sont pas détruites, travail qui a été réalisé rapidement dans les conflits récents. Le B-52 a le pourcentage de disponibilité opérationnelle le plus élevé parmi les trois types de bombardiers lourds employés par l'USAF. En 2001, le B-1B a une moyenne de 53 % de disponibilité, le B-2 atteint seulement 26 %, alors que le B-52 enregistre une moyenne de 80 % En 2013, les taux de disponibilité sont les suivants : 58 %, 46,8 % et 75 %.
De plus, une variante du B-52H dénommée EB-52 a été proposée. Cette version serait le résultat de la modification et de l'extension de 16 B-52H, augmentant sensiblement ses capacités de contremesures électroniques. Ce nouvel avion aurait donné à l'USAF la capacité perturbatrice aéroportée perdue depuis le retrait du EF-111 Raven. Le programme est abandonné en 2005 après l'arrêt du financement du système de guerre électronique quand le coût du programme passe de un à cinq milliards de dollars, bien qu'il soit repris en 2007, mais les fonds sont de nouveau annulés début 2009.

## Caractéristiques
Sources : Knaak, USAF fact sheet, Quest for Performance, Baugher.

### Caractéristiques générales

Plan 3 vues d'un B-52H.

|                             | B-52B | B-52C/D | B-52E | B-52F | B-52G | B-52H |
| --------------------------- | --- | --- | --- | --- | --- | --- |
| Équipage                    | 6 : pilote, copilote, officier des systèmes d'armes, navigateur, officier de guerre électronique et mitrailleur de queue (présent jusqu'en 1991) | 6 : pilote, copilote, officier des systèmes d'armes, navigateur, officier de guerre électronique et mitrailleur de queue (présent jusqu'en 1991) | 6 : pilote, copilote, officier des systèmes d'armes, navigateur, officier de guerre électronique et mitrailleur de queue (présent jusqu'en 1991) | 6 : pilote, copilote, officier des systèmes d'armes, navigateur, officier de guerre électronique et mitrailleur de queue (présent jusqu'en 1991) | 6 : pilote, copilote, officier des systèmes d'armes, navigateur, officier de guerre électronique et mitrailleur de queue (présent jusqu'en 1991) | 6 : pilote, copilote, officier des systèmes d'armes, navigateur, officier de guerre électronique et mitrailleur de queue (présent jusqu'en 1991) |
| Longueur                    | 48,5 m | 48,5 m | 48,5 m | 48,5 m | 48,5 m | 48,5 m |
| Envergure                   | 56,4 m | 56,4 m | 56,4 m | 56,4 m | 56,4 m | 56,4 m |
| Hauteur                     | 14,71 m | 14,71 m | 14,71 m | 14,71 m | 12,4 m | 12,4 m |
| Surface alaire              | 370 m2 | 370 m2 | 370 m2 | 370 m2 | 370 m2 | 370 m2 |
| Allongement                 | 8,56 | 8,56 | 8,56 | 8,56 | 8,56 | 8,56 |
| Profil d'aile               | NACA 63A219.3 à l'emplanture, NACA 65A209.5 à l'extrémité                                                                                        | NACA 63A219.3 à l'emplanture, NACA 65A209.5 à l'extrémité                                                                                        | NACA 63A219.3 à l'emplanture, NACA 65A209.5 à l'extrémité                                                                                        | NACA 63A219.3 à l'emplanture, NACA 65A209.5 à l'extrémité                                                                                        | NACA 63A219.3 à l'emplanture, NACA 65A209.5 à l'extrémité                                                                                        | NACA 63A219.3 à l'emplanture, NACA 65A209.5 à l'extrémité                                                                                        |
| Masse à vide                | 74 426 kg | 80 656 kg | 79 280 kg | 78 743 kg | 76 405 kg | 78 354 kg |
| Masse avec charge           | 123 377 kg | 132 948 kg | 132 658 kg | 132 254 kg | 137 272 kg | 138 962 kg |
| Masse maximale au décollage | 190 509 kg | 204 117 kg | 204 117 kg | 204 117 kg | 221 353 kg | 221 353 kg |
| Motorisation                | 8 × turboréacteurs à simple flux Pratt & Whitney J57-P-1WA                                                                                       | 8 × turboréacteurs à simple flux P&W J57-P-19W                                                                                                   | 8 × turboréacteurs à simple flux P&W J57-P-19W ou -29WA                                                                                          | 8 × turboréacteurs à simple flux P&W J57-P-43W, WA ou WB                                                                                         | 8 × turboréacteurs à simple flux P&W J57-P-43WB                                                                                                  | 8 × turboréacteurs à double flux P&W TF33-P-3/103                                                                                                |
| Poussée unitaire            | 50,71 kN | 53,82 kN | 53,82 kN | 61,16 kN | 61,16 kN | 75,62 kN |
| Capacité en carburant       | | | | | | 181 610 L |

### Performances
|                        | B-52B                | B-52C/D              | B-52E                | B-52F                | B-52G                | B-52H                |
| ---------------------- | -------------------- | -------------------- | -------------------- | -------------------- | -------------------- | -------------------- |
| Vitesse de croisière   | 840 km/h             | 840 km/h             | 840 km/h             | 840 km/h             | 840 km/h             | 840 km/h             |
| Vitesse maximale       | 1 011 km/h à 6 050 m | 1 020 km/h à 6 160 m | 1 020 km/h à 6 160 m | 1 024 km/h à 6 400 m | 1 020 km/h à 6 350 m | 1 015 km/h à 7 250 m |
| Rayon d'action         | 5 760 km             | 5 580 km             | 5 610 km             | 5 860 km             | 6 570 km             | 7 730 km             |
| Distance franchissable |                      |                      |                      |                      |                      | 16 230 km            |
| Plafond pratique       | 14 400 m             | 14 100 m             | 14 100 m             | 14 200 m             | 14 300 m             | 14 500 m             |
| Vitesse ascensionnelle | 24,18 m/s            | 26,04 m/s            | 26,04 m/s            | 28,45 m/s            | 27,69 m/s            | 31,85 m/s            |
| Charge alaire          | 515 kg/m2            | 552 kg/m2            | 552 kg/m2            | 552 kg/m2            | 598 kg/m2            | 598 kg/m2            |
| Rapport poussée/poids  | 0,217                | 0,215                | 0,215                | 0,244                | 0,225                | 0,279                |
| Finesse                | 21,5 (estimée)       | 21,5 (estimée)       | 21,5 (estimée)       | 21,5 (estimée)       | 21,5 (estimée)       | 21,5 (estimée)       |

### Armements (B-52H)
- Défensif : un canon automatique M61 Vulcan de 20 mm dans une tourelle de queue contrôlé à distance (retiré des avions en service depuis le début des années 1990).
- Bombes :
  - Nucléaires : B61 (max. 300 kt), ou B83 (1,2 Mt) ;
  - Conventionnelles : 45 Mk 82 (227 kg), ou Mk 84 (907 kg), ou 30 M117 (340 kg) ;
  - Mines : différents types, de Mk 62 (227 kg) à Mk 65 (907 kg) ou Mark 60 CAPTOR (retiré en 2001) ;
  - Armes à sous-munitions : 30 CBU-87 CEM (202 bombes miniature à fragmentation), ou 30 CBU-89 Gator (en) (72 mines anti-char et 22 mines antipersonnel), ou 30 CBU-87 SFW (40 projectiles perforateurs de blindage), ou 30 CBU-107 Passive Attack Weapon (en) (3 750 clous métalliques) ;
  - Bombes guidées : 12 JDAM (CBU-31/32/38) ou 12 AGM-154 JSOW.
- Missiles :
  - Nucléaires : 20 AGM-86B ALCM (12 externes, 8 internes) ou 12 AGM-129 ACM de 1990 a 2008 ;
  - Conventionnels : 8 AGM-84 Harpoon, ou 20 AGM-86C ALCM (12 externes, 8 internes) ou 8 AGM-142 Have Nap, ou 12 AGM-158 JASSM.
- Autres :
  - Contre-mesures : Paillettes (chaff) et fusées éclairantes (flares).

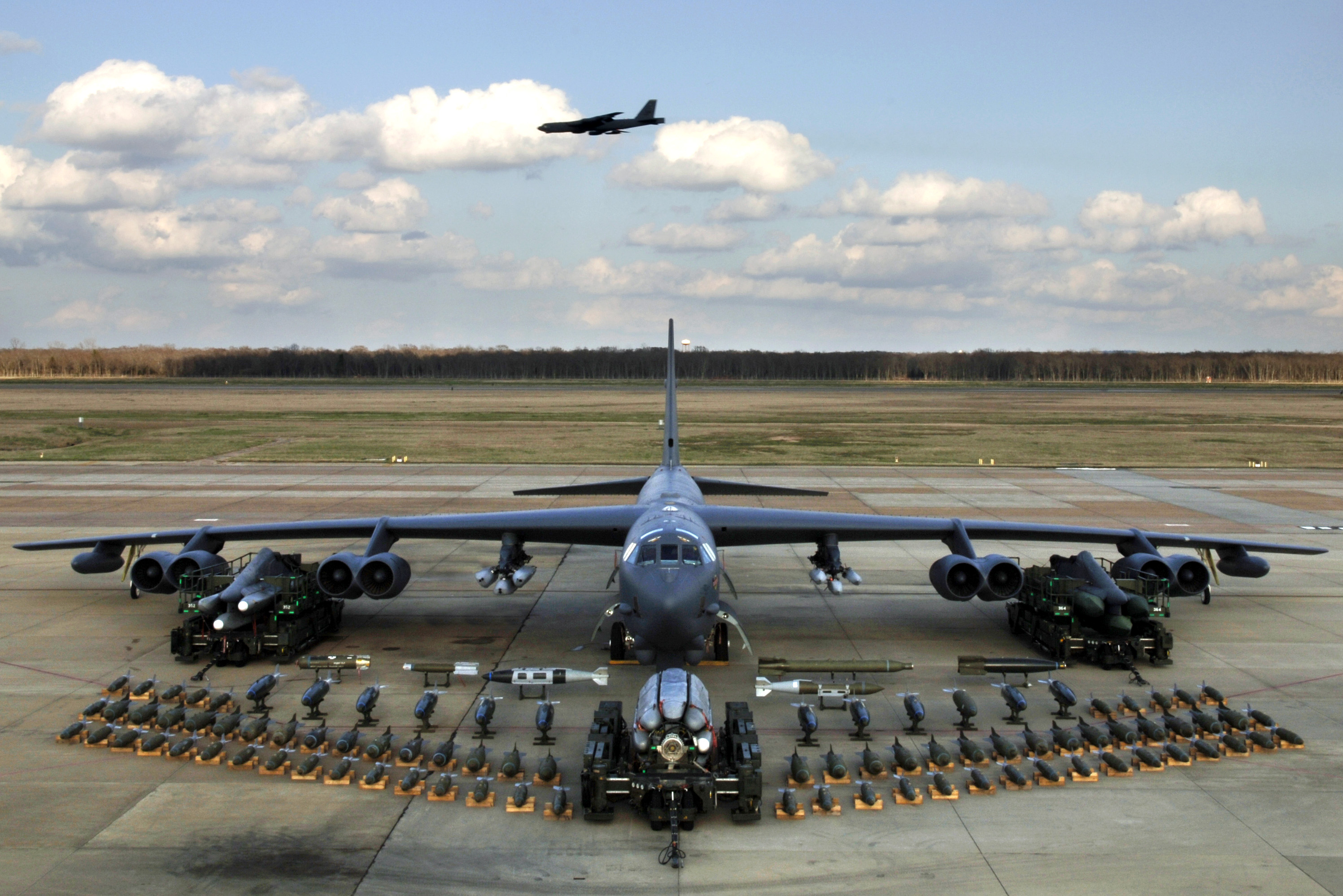
Boeing B-52H avec son armement en 2006.
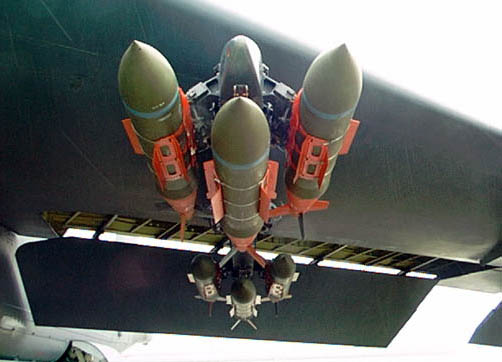
Six bombes guidées JDAM GBU-31 sur un des pylônes d'ancrage d'un B-52H en 1993.
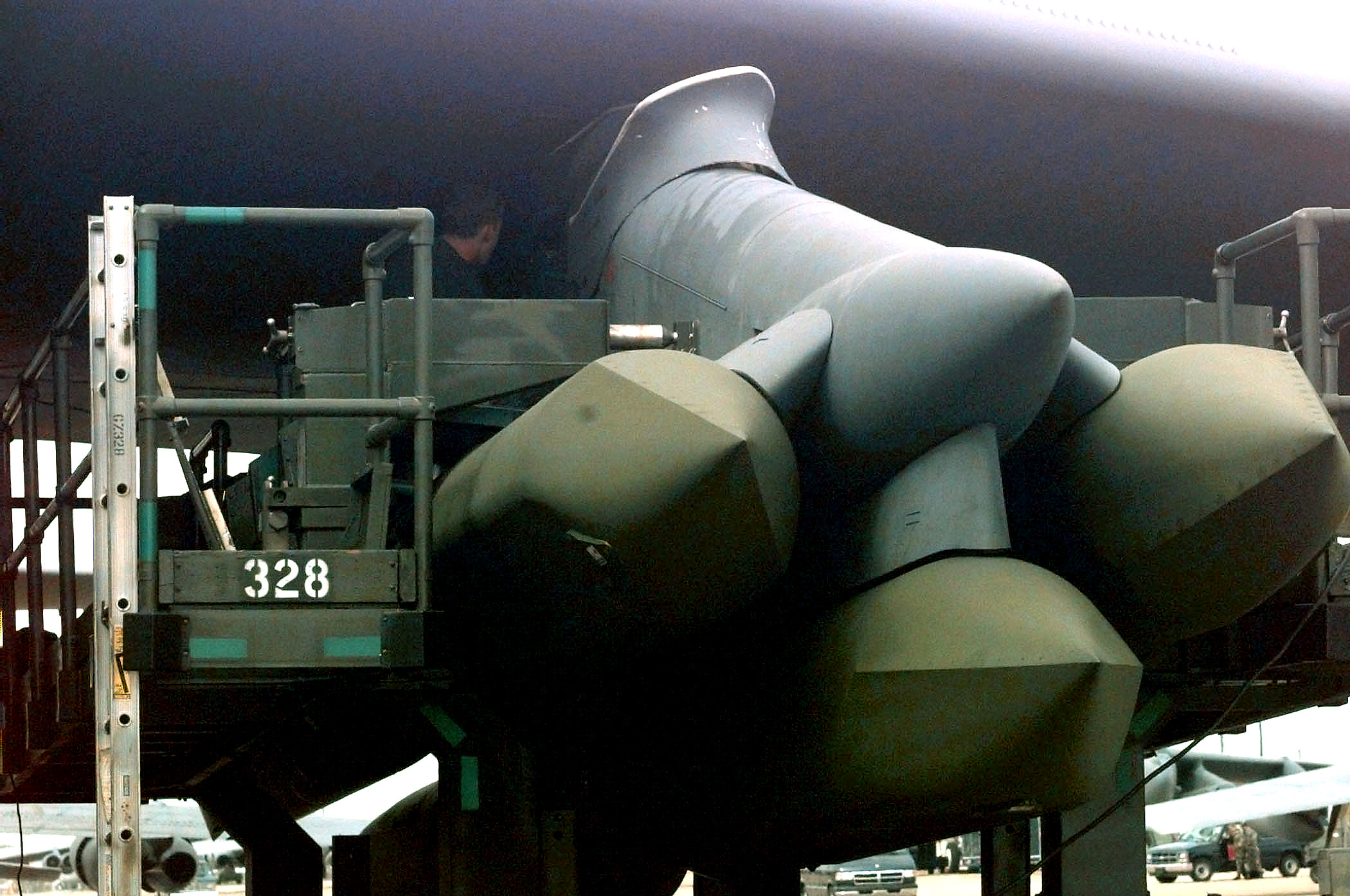
Missiles de croisière AGM-129 ACM sur un des pylônes d'ancrage d'un B-52 en 1997.

### Avionique (B-52H)
- Radar Northrop Grumman APQ-166 depuis les années 1980. Devait être remplacé à partir de 2016[365] mais devrait finalement être remplacé à partir du début des années 2020 par un radar à antenne active[134].
- Système de vision électro-optique (EVS) utilisant des capteurs infrarouges à balayage frontal (FLIR) de siliciure de platine et la télévision à faible niveau de lumière (en)[366].
- Pod Sniper Advanced Targeting en cours d'intégration depuis 2009[367].
- Liaison 16 prévue à partir de 2020[134].

## Culture populaire
Le nom officiel du B-52, « Stratofortress », est rarement utilisé dans le langage familier où l'avion est plus connu comme le « BUFF » (Big Ugly Fat Fellow, gros moche et gras salaud ),. En anglais, le mot buff est aussi utilisé pour parler de quelqu'un qui paraît bien, d'un homme très fort ou dont les muscles sont visibles. En anglais américain, c'est le surnom donné aux personnes enthousiastes à l'idée de se rendre près d'un feu, comme les pompiers volontaires le font pour combattre un incendie (le mot anglais fire signifie feu et désigne aussi les munitions tirées par une arme à feu).
Une coiffure des années 1960, nommée « beehive » (« ruche »), est aussi connue comme « style B-52 », en raison de sa ressemblance avec le nez distinctif du bombardier,. Le groupe populaire The B-52's tire son nom de cette coiffure, dont deux de ses membres furent dotés,.
Le B-52 apparait largement au sein de deux albums des Aventures de Buck Danny qui sont X-15 (n°31), paru en 1965 et Mission Apocalypse (n°41), paru en 1983.
Le B-52 apparait aussi largement dans le film de Stanley Kubrick Docteur Folamour (Doctor Strangelove), sorti en 1964.

### Jeux vidéo
- Dans le jeu vidéo de stratégie Empire Earth, le joueur peut construire des bombardiers B-52 durant l'ère atomique - Moderne. Il est l'amélioration du bombardier B-29 et peut être amélioré en bombardier Titan (avion fictif) durant l'ère numérique.
- La communauté du jeu vidéo Monster Hunter a surnommé l'un des monstres de la série, le Bazelgeuse, B-52 en raison du comportement de ce dernier et en hommage au bombardier légendaire[377].